# 페이스북
페이스북은 미국의 기술 대기업 메타가 소유한 미국의 소셜 미디어이자 소셜 네트워크 서비스이다. 2004년 마크 저커버그가 하버드 칼리지 학생 및 룸메이트인 에드와도 새버린, 앤드루 매콜럼, 더스틴 모스코비츠, 크리스 휴스와 함께 만들었으며, 그 이름은 종종 미국 대학생들에게 제공되던 페이스 북 디렉토리에서 유래했다. 초기에는 하버드 학생들에게만 가입이 허용되었으나, 점차 다른 북미 대학으로 확대되었다.
2006년부터 페이스북은 몇몇 국가를 제외하고 13세 이상이면 누구나 가입할 수 있도록 허용했으며, 해당 국가에서는 14세가 최소 연령이다. 2023년 12월 기준, 페이스북은 전 세계적으로 거의 30억 7천만 명의 월간 활성 사용자를 보유하고 있다고 주장했다. November 2024년 기준, 페이스북은 전 세계에서 세 번째로 많이 방문하는 웹사이트로, 트래픽의 23%가 미국에서 발생했다. 2010년대에 가장 많이 다운로드된 모바일 앱이었다.
페이스북은 인터넷 연결이 가능한 개인용 컴퓨터, 태블릿, 스마트폰과 같은 장치에서 접속할 수 있다. 가입 후 사용자들은 자신에 대한 개인 정보를 공개하는 프로필을 생성할 수 있다. 텍스트, 사진, 멀티미디어를 게시하여 친구로 동의한 다른 사용자들과 공유하거나, 다른 프라이버시 설정을 통해 공개적으로 공유할 수 있다. 사용자들은 또한 메신저를 통해 서로 직접 소통하고(전송 후 15분 이내에 메시지 수정 가능), 공통 관심사 그룹에 가입하고, 페이스북 친구 및 팔로우하는 페이지의 활동에 대한 알림을 받을 수 있다.
페이스북은 사용자 개인 정보 보호 문제(페이스북-케임브리지 애널리티카 정보 유출 사건과 같은), 정치적 조작(2016년 미국 선거와 같은), 그리고 대중감시와 같은 문제들로 자주 비판받았다. 또한 이 회사는 중독 및 낮은 자아존중감과 같은 심리적 영향과 가짜뉴스, 음모론, 저작권 침해, 증오언설과 같은 콘텐츠에 대해서도 비판을 받았다. 비평가들은 페이스북이 그러한 콘텐츠의 확산을 의도적으로 용이하게 했을 뿐만 아니라, 광고주에게 어필하기 위해 사용자 수를 과장했다고 비난했다.

## 역사

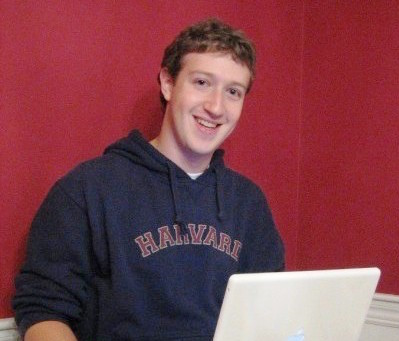
페이스북 공동 창립자인 마크 저커버그의 2005년 11월 하버드 기숙사 방

페이스북의 역사는 대학 네트워킹 사이트에서 글로벌 사회 연결망 서비스로 성장한 과정을 보여준다.
2000년대 초 필립스 엑서터 아카데미에 다니던 저커버그는 크리스 틸러리를 만났다. 한때 저커버그와 프로젝트를 공동 작업했던 틸러리는 Photo Address Book이라는 학교 기반 소셜 네트워킹 프로젝트를 만들었다. Photo Address Book은 엑서터 학생회의 공식 기록에서 파생된 학생 정보로 구성된 연결된 데이터베이스를 통해 생성된 디지털 페이스 북이었다. 이 데이터베이스에는 이름, 기숙사별 유선 전화번호, 학생 증명사진과 같은 연결 정보가 포함되어 있었다.
마크 저커버그는 2003년 하버드 대학교 재학 중 "페이스매시(Facemash)"라는 웹사이트를 만들었다. 이 사이트는 핫 오어 낫과 유사했으며, 온라인 페이스 북의 사진을 사용하여 사용자들에게 '더 매력적인' 사람을 선택하도록 요청했다. 저커버그는 신고를 당했고 퇴학 위기에 처했지만, 혐의는 기각되었다.
"페이스 북"은 사진과 개인 정보를 포함하는 학생 디렉토리이다. 2004년 1월, 저커버그는 "더페이스북(TheFacebook)"이라는 새 사이트를 코딩하며 "중앙 집중식 웹사이트를 만드는 데 필요한 기술은 이미 readily available하며, 그 이점은 많다"고 말했다. 저커버그는 하버드 학생인 에드와도 새버린을 만나 각각 1,000달러를 투자하기로 합의했다. 2004년 2월 4일, 저커버그는 "더페이스북"을 출시했다.
초기에는 하버드 대학교 학생들에게만 가입이 허용되었다. 더스틴 모스코비츠, 앤드루 매콜럼, 크리스 휴스가 저커버그와 합류하여 사이트 성장을 관리하는 것을 도왔다. 이어서 미국과 캐나다의 대부분의 대학에서 이용 가능해졌다. 2004년 냅스터 공동 창립자인 숀 파커가 회사 사장이 되었고, 회사는 팰로앨토로 이전했다. 페이팔 공동 창립자인 피터 틸이 페이스북에 첫 투자를 했다. 2005년, 회사는 도메인 네임 Facebook.com을 인수한 후 이름에서 "the"를 삭제했다.
2006년, 페이스북은 유효한 이메일 주소를 가진 13세 이상의 모든 사람에게 개방되었다. 페이스북은 사용자 참여의 핵심이 된 뉴스 피드와 같은 주요 기능을 도입했다. 2007년 말까지 페이스북에는 기업들이 자신을 홍보하는 10만 개의 페이지가 있었다. 페이스북은 전 세계 트래픽에서 마이스페이스를 추월하고 세계에서 가장 인기 있는 소셜 미디어 플랫폼이 되었다. 마이크로소프트는 페이스북 지분 1.6%를 2억 4천만 달러에 매입했다고 발표하여($3억 in 2022 dollars), 페이스북의 내재 가치를 약 150억 달러($187억 in 2022 dollars)로 평가했다. 페이스북은 사용자 데이터를 기반으로 한 타겟 광고를 통해 수익을 창출하는 데 주력했으며, 이 모델이 급속한 재정 성장을 이끌었다. 2012년, 페이스북은 기술 역사상 가장 큰 IPO 중 하나로 상장되었다. 인수는 페이스북의 지배력에 중요한 역할을 했다. 2012년에는 인스타그램을 인수했으며, 2014년에는 WhatsApp과 오큘러스 VR을 인수하여 소셜 네트워킹을 넘어 메시징과 가상 현실로 영향력을 확대했다. 마셔블에 따르면 마크 저커버그는 메타 AI에 600억 달러를 투자할 것이라고 발표했다.
2018년 페이스북-케임브리지 애널리티카 정보 유출 사건은 선거에 영향을 미치기 위한 사용자 데이터 오용을 드러내 전 세계적인 비난을 불러일으켰고, 규제 벌금 및 청문회로 이어졌다. 아랍의 봄과 같은 운동을 조직하는 데 사용된 사례와 미얀마의 로힝야족 집단학살과 같은 사건에 미친 영향 등 전 세계 사건에서 페이스북의 역할은 힘을 부여하는 도구이자 해를 끼치는 도구로서의 이중적인 본질을 강조했다. 2021년, 페이스북은 "메타버스" 구축과 가상 현실 및 증강 현실 기술에 중점을 두는 방향으로의 전환을 반영하여 메타로 리브랜딩했다.

## 기능
페이스북은 공식적으로 게시물 최대 글자 수를 공개하지 않지만, 사용자 게시물은 길 수 있으며, 비공식 출처에 따르면 높은 글자 수 제한이 있다. 게시물에는 이미지와 비디오도 포함될 수 있다. 페이스북의 공식 비즈니스 문서에 따르면, 비디오는 최대 240분 길이와 10GB 파일 크기, 그리고 최대 1080p 해상도를 지원한다.
사용자는 다른 사용자를 "친구 추가"할 수 있으며, 양측 모두 친구가 되는 것에 동의해야 한다. 게시물은 모든 사람(공개), 친구, 특정 그룹의 사람(그룹) 또는 선택된 친구(비공개)에게 보이도록 변경할 수 있다. 사용자는 그룹에 가입할 수 있다. 그룹은 공통 관심사를 가진 사람들로 구성된다. 예를 들어, 같은 스포츠 클럽에 다니거나, 같은 교외 지역에 살거나, 같은 품종의 애완동물을 키우거나, 같은 취미를 공유할 수 있다. 그룹에 게시된 게시물은 공개로 설정되지 않는 한 그룹 내의 사람들에게만 보인다.
사용자는 페이스북 마켓플레이스 또는 Buy, Swap and Sell 그룹에서 물건을 사고팔고 교환할 수 있다. 페이스북 사용자는 오프라인, 페이스북 외의 웹사이트, 또는 페이스북에서 이벤트를 홍보할 수 있다.

## 웹사이트

2005년 TheFacebook에 표시된 프로필

2005년 8월 23일부터 2015년 7월 1일까지 사용된 이전 페이스북 로고

### 기술적 측면
사이트의 기본 색상은 파란색인데, 저커버그가 적록 색맹이기 때문이며, 이는 2007년경에 받은 테스트 이후 알게 된 사실이다. 페이스북은 처음에 웹 개발을 위해 설계된 인기 있는 스크립팅 언어인 PHP를 사용하여 구축되었다. PHP는 페이스북 애플리케이션의 서버 측에서 동적 콘텐츠를 생성하고 데이터를 관리하는 데 사용되었다. 저커버그와 공동 창업자들은 PHP의 단순성과 사용 용이성 때문에 PHP를 선택했는데, 이는 페이스북의 초기 버전을 신속하게 개발하고 배포할 수 있게 해주었다. 페이스북이 사용자 기반과 기능 면에서 성장함에 따라, 회사는 PHP에서 확장성과 성능 문제에 직면했다. 이에 페이스북 엔지니어들은 PHP 성능을 최적화하기 위한 도구와 기술을 개발했다. 가장 중요한 것 중 하나는 HipHop Virtual Machine (HHVM)의 개발이었다. 이는 페이스북 서버에서 PHP 코드 실행의 성능과 효율성을 크게 향상시켰다.
이 사이트는 2011년 1월에 HTTP에서 더 안전한 HTTPS로 업그레이드되었다.

#### 2012년 아키텍처
페이스북은 단일 애플리케이션으로 개발되었다. 2012년 페이스북 빌드 엔지니어 척 로시(Chuck Rossi)와의 인터뷰에 따르면, 페이스북은 1.5GB 바이너리 블록으로 컴파일되어 맞춤형 비트토렌트 기반 릴리스 시스템을 사용하여 서버에 배포된다고 한다. 로시는 빌드에 약 15분, 서버 릴리스에 15분이 걸린다고 밝혔다. 빌드 및 릴리스 프로세스는 가동 중단 시간이 없다. 페이스북 변경 사항은 매일 롤아웃된다.
페이스북은 HBase를 기반으로 하는 조합 플랫폼을 사용하여 분산 머신에 데이터를 저장했다. 테일링 아키텍처를 사용하여 이벤트는 로그 파일에 저장되고, 로그는 테일된다. 시스템은 이러한 이벤트를 롤업하여 저장소에 기록한다. 그러면 사용자 인터페이스가 데이터를 가져와 사용자에게 표시한다. 페이스북은 Ajax 동작으로 요청을 처리한다. 이러한 요청은 Scribe (페이스북이 개발)를 사용하여 로그 파일에 기록된다.
데이터는 Ptail(여러 스크라이브 저장소에서 데이터를 집계하기 위해 내부적으로 구축된 도구)을 사용하여 이러한 로그 파일에서 읽힌다. Ptail은 로그 파일을 테일하고 데이터를 가져온다. Ptail 데이터는 세 개의 스트림으로 분리되어 다른 데이터 센터의 클러스터로 전송된다(플러그인 노출, 뉴스 피드 노출, 작업(플러그인 + 뉴스 피드)). Puma는 높은 데이터 흐름(입출력 또는 IO) 기간을 관리하는 데 사용된다. 데이터는 높은 수요 기간에 읽기 및 쓰기 횟수를 줄이기 위해 일괄 처리된다. (인기 있는 기사는 많은 노출과 뉴스 피드 노출을 생성하여 엄청난 데이터 편향을 유발한다.) 일괄 처리는 해시 테이블 생성 시 사용되는 메모리에 의해 제한되며 1.5초마다 수행된다.
데이터는 PHP 형식으로 출력된다. 백엔드는 자바로 작성되었다. Thrift는 메시징 형식으로 사용되어 PHP 프로그램이 자바 서비스를 쿼리할 수 있도록 한다. 캐싱 솔루션은 페이지를 더 빠르게 표시한다. 그런 다음 데이터는 맵리듀스 서버로 전송되어 Hive를 통해 쿼리된다. 이는 데이터가 Hive에서 복구될 수 있으므로 백업 역할을 한다.

#### 콘텐츠 전송 네트워크 (CDN)
페이스북은 정적 데이터를 제공하기 위해 fbcdn.net 도메인 아래 자체 콘텐츠 전송 네트워크 또는 "에지 네트워크"를 사용한다. 2010년대 중반까지 페이스북은 CDN 서비스에 아카마이도 의존했다.

#### 핵 프로그래밍 언어
2014년 3월 20일, 페이스북은 오픈 소스 프로그래밍 언어인 Hack을 발표했다. 공개되기 전에 페이스북의 많은 부분이 이미 이 새로운 언어를 사용하여 실행되었고 "실전 테스트"를 거쳤다.

### 사용자 프로필/개인 타임라인

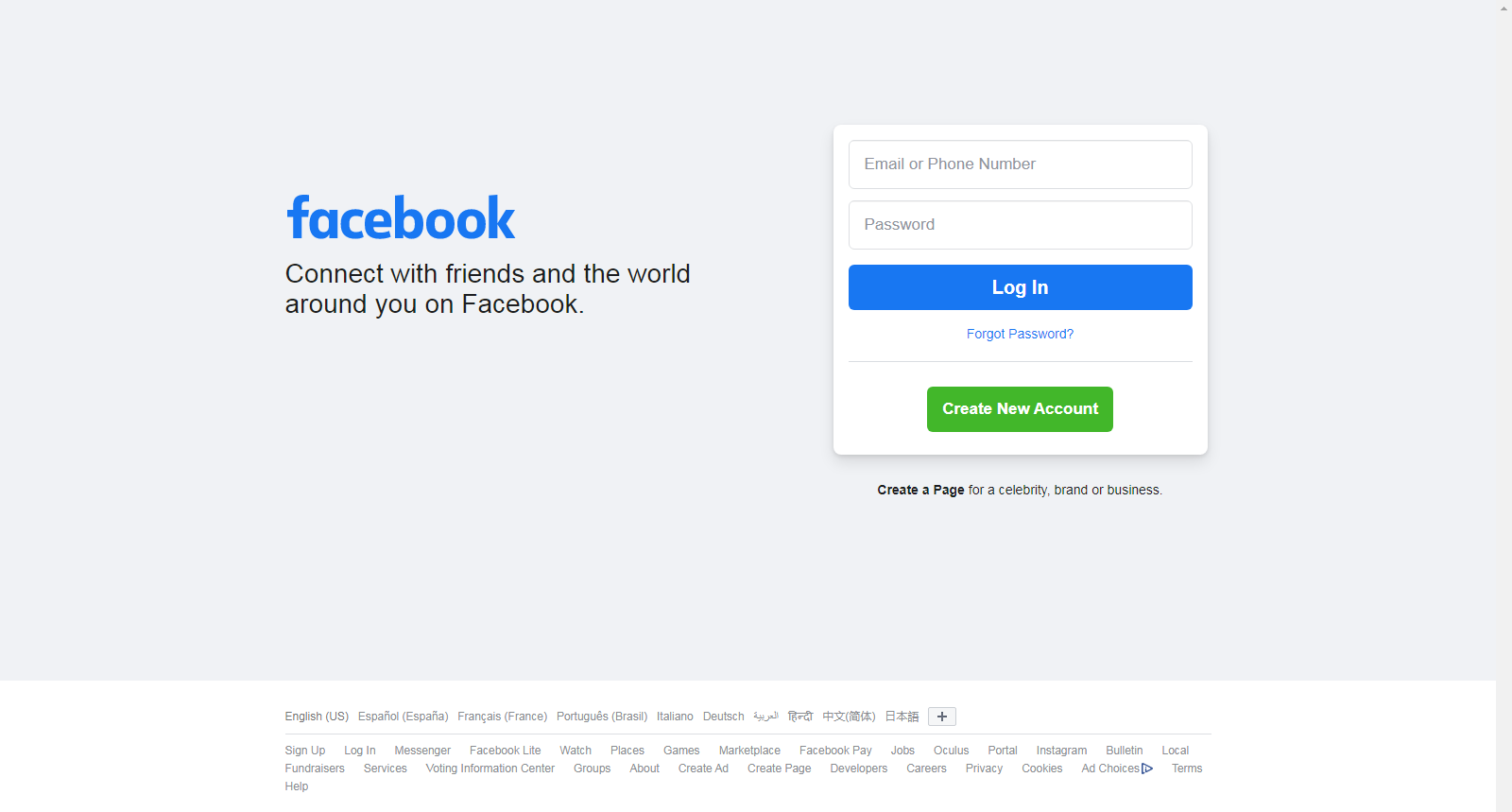
페이스북 로그인/가입 화면

페이스북에 가입한 모든 등록 사용자는 자신의 게시물과 콘텐츠를 보여주는 개인 사용자 프로필을 가지고 있다. 개별 사용자 페이지의 형식은 2011년 9월에 개편되어 "타임라인"으로 알려지게 되었는데, 이는 사용자의 이야기, 즉 상태 업데이트, 사진, 앱 및 이벤트와의 상호 작용을 연대순으로 보여주는 피드이다. 레이아웃을 통해 사용자는 "표지 사진"을 추가할 수 있게 되었다. 사용자에게는 더 많은 프라이버시 설정이 주어졌다. 2007년, 페이스북은 브랜드와 유명인이 팬들과 소통할 수 있도록 페이스북 페이지를 출시했다. 2009년 6월, 페이스북은 "사용자 이름" 기능을 도입하여 사용자가 개인 프로필의 URL에 사용되는 고유한 별명을 선택하여 더 쉽게 공유할 수 있도록 했다.
2014년 2월, 페이스북은 성별 설정을 확장하여 사용자가 다양한 성 정체성 중에서 선택할 수 있는 사용자 지정 입력 필드를 추가했다. 사용자는 또한 사이트 전체에서 자신을 지칭하는 데 사용될 성별 대명사 세트를 설정할 수 있다. 2014년 5월, 페이스북은 사용자가 프로필에 공개되지 않은 다른 사용자 정보를 요청할 수 있는 기능을 도입했다. 사용자가 위치, 고향, 관계 상태와 같은 주요 정보를 제공하지 않는 경우, 다른 사용자는 새로운 "묻기" 버튼을 사용하여 해당 항목에 대한 메시지를 한 번의 클릭으로 사용자에게 보낼 수 있다.

### 뉴스 피드
뉴스 피드는 모든 사용자의 홈페이지에 표시되며, 프로필 변경 사항, 다가오는 이벤트, 친구의 생일 등 정보를 강조하여 보여준다. 이로 인해 스패머 및 기타 사용자들이 불법적인 이벤트를 생성하거나 가짜 생일을 게시하여 자신의 프로필이나 목적에 주의를 끌기 위해 이러한 기능을 조작할 수 있게 되었다. 초기에 뉴스 피드는 페이스북 사용자들 사이에서 불만을 야기했다. 일부는 너무 복잡하고 원치 않는 정보로 가득 차 있다고 불평했고, 다른 사람들은 다른 사람들이 개별 활동(예: 관계 상태 변경, 이벤트, 다른 사용자와의 대화)을 추적하기 너무 쉽다고 우려했다. 저커버그는 사이트가 적절한 프라이버시 기능을 포함하지 못한 것에 대해 사과했다. 사용자들은 이후 자동으로 친구들과 공유되는 정보 유형을 제어할 수 있게 되었다. 사용자들은 이제 프로필 변경, 담벼락 게시물, 새로 추가된 친구를 포함한 특정 활동 유형에 대한 업데이트를 사용자 설정 범주의 친구들이 볼 수 없도록 할 수 있다.
2010년 2월 23일, 페이스북은 뉴스 피드의 특정 측면에 대한 특허를 획득했다. 이 특허는 한 사용자가 다른 사용자의 활동에 참여할 수 있도록 링크가 제공되는 뉴스 피드를 포함한다. 사용자 뉴스 피드의 스토리를 정렬하고 표시하는 것은 엣지랭크 알고리즘에 의해 관리된다. 사진 애플리케이션을 통해 사용자는 앨범과 사진을 업로드할 수 있다. 각 앨범에는 200장의 사진이 포함될 수 있다. 프라이버시 설정은 개별 앨범에 적용된다. 사용자는 사진에 친구를 "태그"하거나 라벨을 지정할 수 있다. 친구는 사진 링크와 함께 태그에 대한 알림을 받는다. 이 사진 태그 기능은 현재 페이스북의 디자인 전략 책임자이자 전 페이스북 엔지니어였던 애런 시팅과 스콧 말렛이 2006년에 개발했으며, 2011년에야 특허를 받았다.
2012년 6월 7일, 페이스북은 사용자들이 게임 및 기타 애플리케이션을 찾을 수 있도록 앱 센터를 출시했다.
2015년 5월 13일, 페이스북은 주요 뉴스 포털과 협력하여 사이트를 떠나지 않고 페이스북 뉴스 피드에서 뉴스를 제공하는 "인스턴트 아티클"을 출시했다. 2017년 1월, 페이스북은 IOS 및 안드로이드용 페이스북 스토리를 아일랜드에 출시했다. 스냅챗 및 인스타그램 스토리 형식에 따라, 이 기능은 사용자들이 친구 및 팔로워의 뉴스 피드 위에 표시되며 24시간 후에 사라지는 사진 및 비디오를 업로드할 수 있도록 한다.
2017년 10월 11일, 페이스북은 인터랙티브 3D 자산을 업로드할 수 있는 3D 게시물 기능을 도입했다. 2018년 1월 11일, 페이스북은 뉴스 피드를 변경하여 친구/가족 콘텐츠를 우선시하고 미디어 회사 콘텐츠의 중요도를 낮출 것이라고 발표했다. 2020년 2월, 페이스북은 향후 3년 동안 출판사로부터 뉴스 자료 라이선스를 취득하기 위해 10억 달러($10억 in 2022 dollars)를 지출할 것이라고 발표했다. 이는 회사가 플랫폼에 나타나는 뉴스 콘텐츠에 대해 비용을 지불하지 않는 문제로 전 세계 정부의 조사를 받고 있는 시점에 나온 약속이다. 이 약속은 2018년 이후 가디언 및 파이낸셜 타임스와 같은 뉴스 회사와의 계약을 통해 지불된 6억 달러($6억 in 2022 dollars) 외에 추가되는 금액이다.
2021년 3월과 4월, 애플이 iOS 기기의 광고주 식별자 정책 변경을 발표하면서 앱 개발자에게 사용자에게 추적 기능을 옵트인 방식으로 직접 요청하도록 의무화하는 내용이 포함되자, 페이스북은 사용자에게 추적을 허용하도록 설득하기 위해 전면 신문 광고를 구매하여 타겟 광고가 소규모 기업에 미치는 영향을 강조했다. 페이스북의 노력은 결국 실패로 돌아갔고, 애플은 2021년 4월 말 iOS 14.5를 출시했는데, 여기에는 "앱 추적 투명성"으로 간주되는 사용자 기능이 포함되어 있었다. 더욱이 버라이즌 커뮤니케이션즈 자회사 플러리 애널리틱스(Flurry Analytics)의 통계에 따르면, 미국 내 모든 iOS 사용자의 96%는 추적을 전혀 허용하지 않으며, 전 세계 iOS 사용자의 12%만이 추적을 허용하고 있는데, 이는 일부 언론에서 "페이스북의 악몽" 등 유사한 용어로 지칭하고 있다. 이러한 소식에도 불구하고 페이스북은 새로운 정책과 소프트웨어 업데이트가 "관리 가능"할 것이라고 밝혔다.

### 좋아요 버튼

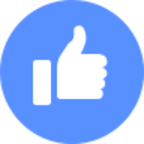
페이스북 "좋아요" 버튼

"좋아요" 버튼은 "엄지척" 아이콘으로 양식화되어 2009년 2월 9일에 처음 활성화되었으며, 사용자가 상태 업데이트, 댓글, 사진 및 동영상, 친구가 공유한 링크, 광고와 쉽게 상호 작용할 수 있도록 한다. 사용자가 클릭하면 해당 콘텐츠가 친구의 뉴스 피드에 더 많이 나타날 가능성이 높아진다. 이 버튼은 해당 콘텐츠를 좋아하는 다른 사용자의 수를 표시한다. 2010년 6월에는 댓글에도 좋아요 버튼이 확대되었다. 2016년 2월, 페이스북은 좋아요 기능을 "반응"으로 확장하여 사용자가 "사랑해요", "하하", "와우", "슬퍼요", "화나요"와 같은 다섯 가지 미리 정의된 감정 중에서 선택할 수 있도록 했다. 2020년 4월 말, 코로나19 범유행 기간 동안 새로운 "돌봄" 반응이 추가되었다.

### 인스턴트 메신저
페이스북 메신저는 인스턴트 메신저 서비스이자 소프트웨어 애플리케이션이다. 2008년에 페이스북 채팅으로 시작하여, 2010년에 개편되었고 결국 2011년 8월에 독립형 모바일 앱이 되었지만, 브라우저에서는 사용자 페이지의 일부로 남아 있었다. 일반적인 대화 외에도, 메신저를 통해 사용자는 일대일 및 그룹 음성 및 영상 통화를 할 수 있다. 안드로이드 앱은 SMS 및 "챗 헤드" 통합 지원을 제공한다. "챗 헤드"는 어떤 앱이 열려 있든 화면에 나타나는 원형 프로필 사진 아이콘이다. 두 앱 모두 여러 계정, 선택적으로 단대단 암호화가 가능한 대화, 및 "인스턴트 게임"을 지원한다. 송금 및 교통편 요청을 포함한 일부 기능은 미국에 한정된다. 2017년 페이스북은 "메신저 데이"를 추가했다. 이 기능은 사용자가 모든 친구와 스토리 형식으로 사진과 동영상을 공유할 수 있게 하며, 콘텐츠는 24시간 후에 사라진다. "반응"은 사용자가 메시지를 탭하여 길게 누르면 이모지를 통해 반응을 추가할 수 있게 하며, "멘션"은 그룹 대화에서 사용자가 @를 입력하여 특정 사용자에게 알림을 보낼 수 있게 한다.
2020년 4월, 페이스북은 "메신저 룸"이라는 새로운 기능을 출시하기 시작했는데, 이는 사용자가 한 번에 최대 50명과 채팅할 수 있는 영상 채팅 기능이다. 2020년 7월, 페이스북은 메신저에 iOS 사용자가 페이스 ID 또는 터치 ID를 사용하여 채팅을 잠글 수 있는 새로운 기능을 추가했다. 이 기능은 앱 잠금이라고 불리며, 개인 정보 보호 및 보안과 관련된 메신저의 여러 변경 사항 중 일부이다. 2020년 10월 13일, 메신저 애플리케이션은 인스타그램과의 앱 간 메시징 기능을 도입했으며, 이는 2021년 9월에 출시되었다. 통합 메시징 외에도, 이 애플리케이션은 메신저와 인스타그램 로고의 합병 형태가 될 새로운 로고를 도입할 것이라고 발표했다.
기업과 사용자는 메신저를 통해 구매 추적 및 알림 수신, 고객 서비스 담당자와의 상호 작용과 같은 기능을 통해 상호 작용할 수 있다. 서드파티 개발자는 앱을 메신저에 통합하여 사용자가 메신저 내에서 앱에 접속하고 앱의 세부 정보를 선택적으로 채팅으로 공유할 수 있도록 한다. 개발자는 메신저에 챗봇을 구축하여 뉴스 출판사가 뉴스를 배포하는 봇을 구축하는 것과 같은 용도로 사용할 수 있다. respond.io, Twilio, Manychat과 같은 기업들도 API를 사용하여 상업용 챗봇 및 자동화 플랫폼을 개발했다.
M 가상 비서(미국)는 채팅에서 키워드를 스캔하여 돈을 언급하는 사용자를 위한 결제 시스템과 같은 관련 작업을 제안한다. 그룹 챗봇은 메신저에서 "채팅 확장"으로 나타난다. "검색" 탭을 통해 봇을 찾을 수 있으며, 스캔 시 사용자를 특정 봇으로 연결하는 특별한 브랜드 QR 코드를 활성화할 수 있다.

### 개인 정보 보호 정책
페이스북의 데이터 정책은 사용자 데이터 수집, 저장 및 공유에 대한 정책을 명시한다. 페이스북은 사용자가 프라이버시 설정을 통해 개별 게시물과 자신의 프로필에 대한 접근을 제어할 수 있도록 한다. 사용자의 이름과 프로필 사진(해당하는 경우)은 공개된다.
페이스북의 수익은 사용자 데이터를 분석하여 각 사용자에게 어떤 광고를 보여줄지 결정하는 타겟 광고에 달려 있다. 페이스북은 온라인 및 오프라인 소스에서 수집된 제3자로부터 데이터를 구매하여 사용자 데이터를 보완한다. 페이스북은 타겟 광고에 사용되는 데이터를 광고주 자체와 공유하지 않는다고 주장한다. 회사는 다음과 같이 명시한다.
"우리는 광고주에게 광고를 보는 사람들의 종류와 광고 실적에 대한 보고서를 제공하지만, 귀하가 허락하지 않는 한 귀하를 개인적으로 식별하는 정보(예: 귀하의 이름이나 이메일 주소와 같이 귀하에게 연락하거나 귀하가 누구인지 식별하는 데 사용될 수 있는 정보)는 공유하지 않습니다. 예를 들어, 우리는 광고주에게 일반적인 인구 통계 및 관심 정보(예: 광고가 마드리드에 거주하고 소프트웨어 공학을 좋아하는 25세에서 34세 사이의 여성이 보았다는 정보)를 제공하여 광고주가 잠재 고객을 더 잘 이해하도록 돕습니다. 또한 어떤 페이스북 광고가 귀하가 구매를 하거나 광고주와 행동을 취하도록 이끌었는지 확인합니다."
October 2021년 기준, 페이스북은 제3자와 사용자 데이터를 공유하는 데 다음 정책을 사용한다고 주장한다.
당사 제품을 사용하거나 통합된 앱, 웹사이트 및 제3자 통합.
귀하가 당사 제품을 사용하거나 통합된 제3자 앱, 웹사이트 또는 기타 서비스를 사용하기로 선택하면, 귀하가 게시하거나 공유하는 정보가 수신될 수 있습니다. 예를 들어, 귀하가 페이스북 친구와 게임을 하거나 웹사이트에서 페이스북 댓글 또는 공유 버튼을 사용하면, 게임 개발자 또는 웹사이트는 게임 내 활동에 대한 정보를 받거나 귀하가 웹사이트에서 페이스북에 공유하는 댓글 또는 링크를 받을 수 있습니다. 또한, 귀하가 이러한 제3자 서비스를 다운로드하거나 사용하면, 귀하의 페이스북 공개 프로필 및 귀하가 공유하는 모든 정보에 접근할 수 있습니다. 귀하가 사용하는 앱 및 웹사이트는 귀하가 공유하기로 선택하면 귀하의 페이스북 친구 목록을 받을 수 있습니다. 그러나 귀하가 사용하는 앱 및 웹사이트는 귀하로부터 귀하의 페이스북 친구에 대한 다른 정보 또는 귀하의 인스타그램 팔로워에 대한 정보를 받을 수 없습니다(물론 귀하의 친구 및 팔로워는 이 정보를 직접 공유하기로 선택할 수 있습니다). 이러한 제3자 서비스에 의해 수집된 정보는 당사 정책이 아닌 해당 서비스의 약관 및 정책의 적용을 받습니다.
페이스북 및 인스타그램의 네이티브 버전을 제공하는 기기 및 운영 체제(즉, 당사가 자체 퍼스트 파티 앱을 개발하지 않은 경우)는 귀하가 공유하기로 선택하는 모든 정보에 접근할 수 있으며, 여기에는 친구가 귀하와 공유하는 정보도 포함되어 귀하에게 핵심 기능을 제공할 수 있습니다.

참고: 당사는 악용을 방지하기 위해 개발자의 데이터 접근을 더욱 제한하는 과정을 진행 중입니다. 예를 들어, 귀하가 3개월 동안 앱을 사용하지 않은 경우 개발자의 페이스북 및 인스타그램 데이터 접근을 제거하고, 다음 버전의 로그인 방식을 변경하여 앱 검토 없이 앱이 요청할 수 있는 데이터를 이름, 인스타그램 사용자 이름 및 바이오, 프로필 사진 및 이메일 주소만 포함하도록 줄일 것입니다. 다른 데이터를 요청하려면 당사의 승인이 필요합니다.
페이스북은 필요한 경우 법집행 기관과도 데이터를 공유할 것이다.
페이스북의 정책은 서비스 출시 이후 계속해서 변경되었으며, 사용자 데이터 보안 방식부터 사용자가 접근을 제어할 수 있는 범위, 기업, 정치 캠페인, 정부를 포함한 제3자에게 제공되는 접근 권한의 종류에 이르기까지 일련의 논란을 겪었다. 이러한 기능은 국가에 따라 다르며, 일부 국가에서는 회사가 데이터를 제공하도록 요구하고(서비스 접근을 제한함), 유럽 연합의 GDPR 규정은 추가적인 개인 정보 보호를 의무화한다.

### 버그 바운티 프로그램

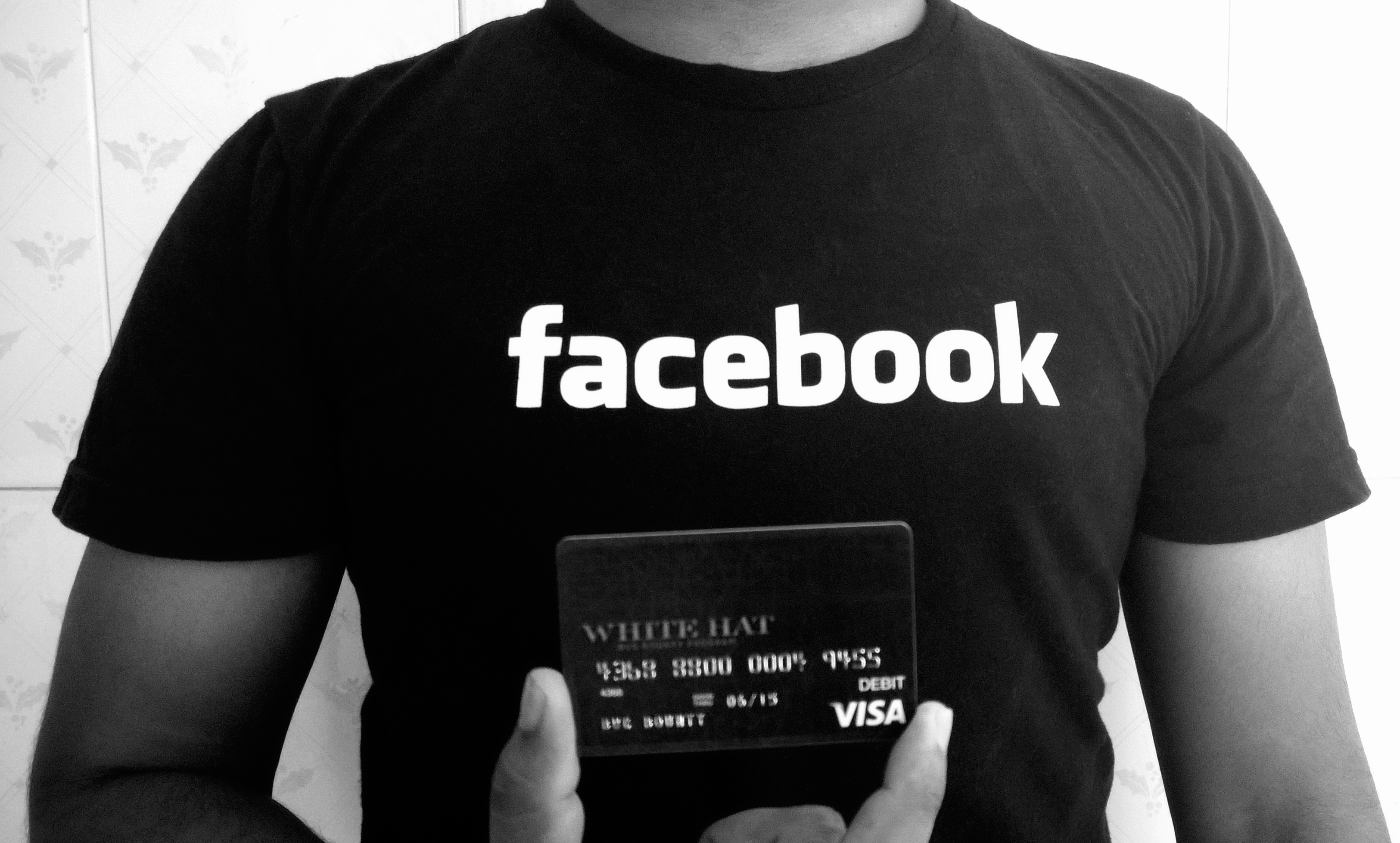
화이트햇 해커에게 2014년 5월 보안 보안 버그를 보고한 연구원들에게 지급된 페이스북 "화이트햇" 직불카드

2011년 7월 29일, 페이스북은 보안 취약점을 보고하는 보안 연구원에게 최소 500달러($575.00 in 2022 dollars)를 지불하는 버그 바운티 프로그램을 발표했다. 회사는 그러한 문제를 식별한 "화이트햇" 해커를 추적하지 않겠다고 약속했다. 이로 인해 많은 국가, 특히 인도와 러시아의 연구원들이 참여하게 되었다.

## 반응

### 사용자층
페이스북의 급속한 성장은 출시되자마자 시작되어 2018년까지 이어졌고, 그 후 감소하기 시작했다. 페이스북은 2008년에 1억 명의 등록 사용자를 넘어섰고, 2010년 7월에는 5억 명을 넘어섰다. 2010년 7월 발표 당시 회사 데이터에 따르면, 사이트 회원의 절반은 매일 페이스북을 평균 34분 사용했고, 1억 5천만 명의 사용자는 모바일로 사이트에 접속했다.
2012년 10월, 페이스북의 월간 활성 사용자는 10억 명을 넘어섰고, 모바일 사용자는 6억 명, 사진 업로드는 2,190억 건, 친구 연결은 1,400억 건을 기록했다. 20억 명 사용자 돌파는 2017년 6월에 이루어졌다. 2015년 11월, "월간 활성 사용자" 측정의 정확성에 대한 회의론이 제기된 후, 페이스북은 웹 브라우저 또는 모바일 앱을 통해 페이스북 사이트를 방문하거나, 측정 30일 이내에 페이스북 메신저 앱을 사용하는 로그인 회원을 기준으로 정의를 변경했다. 이는 이전에 계산되었던 페이스북 통합이 있는 제3자 서비스 사용을 제외한다.
2017년부터 2019년까지 페이스북을 사용하는 12세 이상 미국 인구의 비율은 67%에서 61%로 감소했으며(약 1,500만 명의 미국 사용자 감소), 젊은 미국인들 사이에서는 더 큰 감소를 보였다(2015년 58%에서 2019년 29%로 감소). 이러한 감소는 메타가 소유한 인스타그램의 인기가 증가하는 것과 일치했다. 일일 활성 사용자 수는 2021년 마지막 분기에 처음으로 분기별 감소를 겪어 19억 3천만 명에서 19억 2천 9백만 명으로 줄었지만, 러시아에서 금지되었음에도 불구하고 다음 분기에 다시 증가했다.
역사적으로 평론가들은 사용자층 감소와 같은 원인에 기반하여 페이스북의 쇠퇴 또는 종말을 예측해왔다. 혹은 클로즈드 플랫폼으로서의 법적 문제, 수익 창출 불가능, 사용자 프라이버시 제공 불가능, 모바일 플랫폼 적응 불가능, 또는 차세대 대체 서비스 제공을 위한 페이스북 자체의 종말 또는 2016년 미국 대통령 선거에 대한 러시아의 개입에서 페이스북의 역할 등이 거론되었다.

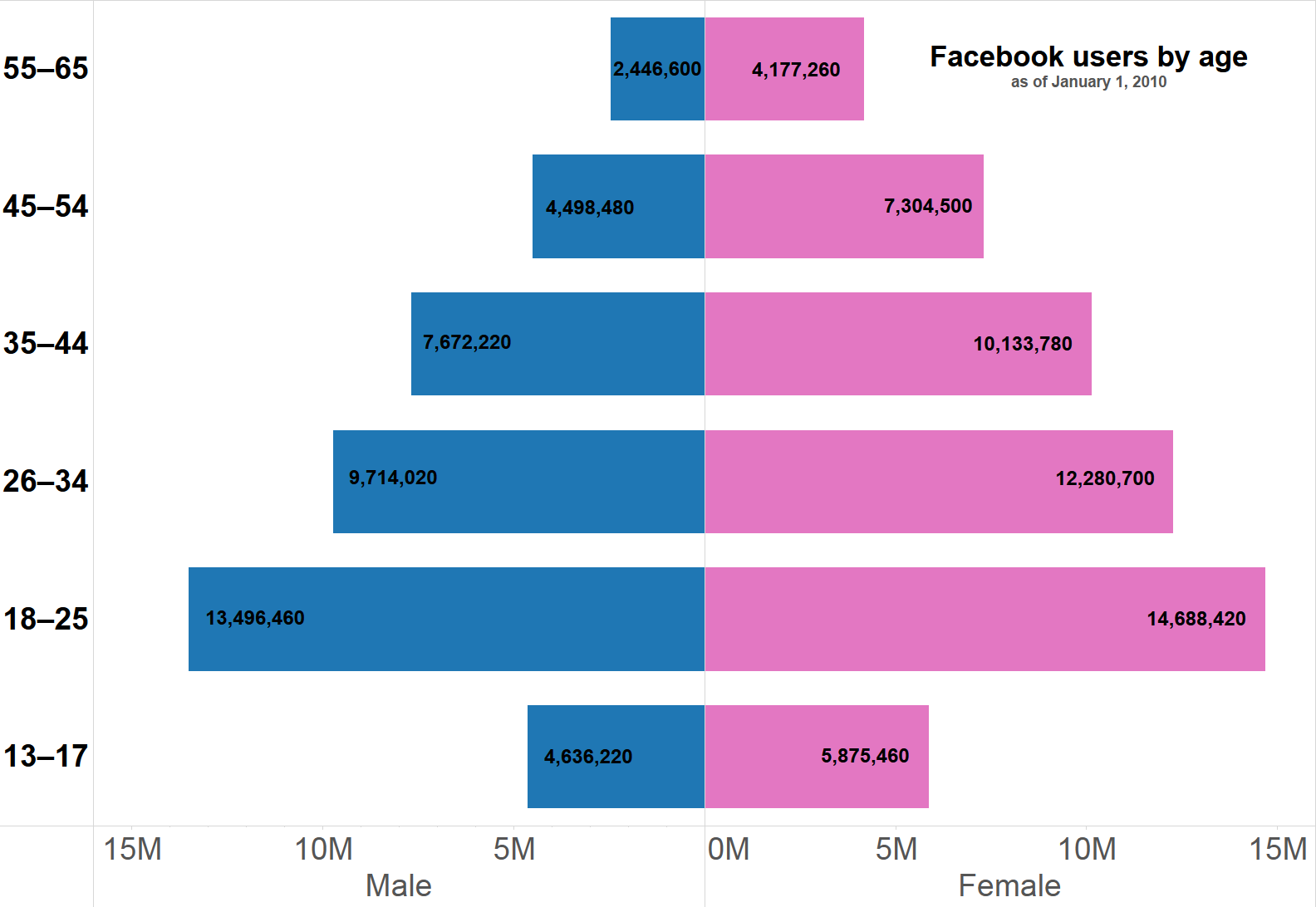
2010년 기준 연령별 페이스북 사용자 인구 피라미드

### 인구 통계
2023년 4월 기준 페이스북 사용자가 가장 많은 나라는 인도와 미국이며, 그 다음으로는 인도네시아, 브라질, 멕시코, 필리핀 순이다. 지역별로는 2018년 아시아 태평양 지역(9억 4,700만 명)이 가장 많았고, 유럽(3억 8,100만 명), 미국-캐나다(2억 4,200만 명) 순이었다. 나머지 세계에는 7억 5,000만 명의 사용자가 있다.
2008년부터 2018년까지 34세 미만 사용자 비율은 전체의 절반 미만으로 감소했다.

### 검열

페이스북을 현재 차단했거나 과거에 차단했던 국가를 보여주는 지도
현재 차단됨
과거에 차단됨

많은 국가에서 소셜 네트워킹 사이트 및 모바일 앱이 일시적, 간헐적 또는 영구적으로 차단되었다. 여기에는 브라질, 중국, 이란, 베트남, 파키스탄, 시리아, 그리고 북한이 포함된다. 2018년 5월, 파푸아뉴기니 정부는 웹사이트가 국가에 미치는 영향을 고려하는 동안 한 달 동안 페이스북을 금지할 것이라고 발표했지만, 이후 금지는 발생하지 않았다. 2019년, 페이스북은 전자담배, 담배 제품 또는 무기를 플랫폼에서 홍보하는 사용자(인플루언서 포함)에 대한 금지를 시행할 것이라고 발표했다.

## 비판 및 논란
"저는 오늘 페이스북의 제품이 아이들에게 해를 끼치고, 분열을 조장하며, 우리의 민주주의를 약화시킨다고 믿기 때문에 이 자리에 섰습니다. 회사의 리더십은 페이스북과 인스타그램을 더 안전하게 만드는 방법을 알고 있지만, 천문학적인 이익을 사람들보다 우선시했기 때문에 필요한 변화를 만들지 않을 것입니다."
"저는 사기업이 모든 결정을 스스로 내려야 한다고 생각하지 않습니다. 그래서 저희는 몇 년 동안 인터넷 규정 업데이트를 옹호해 왔습니다. 저는 의회에서 여러 번 증언하며 이 규정들을 업데이트해달라고 요청했습니다. 선거, 유해 콘텐츠, 개인 정보 보호, 경쟁과 관련하여 가장 중요하다고 생각하는 규제 분야를 개괄하는 기고문을 작성하기도 했습니다."
페이스북의 중요성과 규모는 많은 분야에서 비판을 불러일으켰다. 문제점으로는 인터넷 프라이버시, 과도한 사용자 정보 보존, 얼굴 인식 시스템 소프트웨어인 딥페이스, 중독성 및 직장 내에서의 역할(고용주의 직원 계정 접근 포함) 등이 있다.
페이스북은 전력 사용, 조세 회피, 실명 사용자 요구 정책, 검열 그리고 미국의 PRISM 감시 프로그램 참여로 비판받았다. 익스프레스 트리뷴에 따르면, 페이스북은 "역외 회사를 사용하여 수십억 달러의 세금을 회피했다"고 한다.
페이스북은 사용자들에게 선망과 스트레스, 주의력 부족 및 소셜 미디어 중독을 포함한 해로운 심리적 영향을 미친다고 주장되어 왔다. Kaufmann et al.에 따르면, 어머니들이 소셜 미디어를 사용하는 동기는 종종 사회적, 정신 건강과 관련이 있다. 유럽 독점 금지 규제 기관인 마르그레테 베스타게르는 페이스북의 개인 데이터 관련 서비스 약관이 "불균형하다"고 밝혔다.
페이스북은 불법적이거나 공격적인 자료를 게시하도록 허용했다는 비판을 받아왔다. 구체적으로는 저작권 및 지식 재산권 침해, 증오언설, 강간 선동 및 테러리즘, 가짜뉴스, 그리고 범죄, 살인, 폭력 사건 라이브 스트리밍이 있다. 비평가들은 페이스북이 그러한 콘텐츠의 확산을 의도적으로 용이하게 했다고 비난했다. 스리랑카는 2019년 5월 반이슬람 폭동 이후 페이스북과 왓츠앱을 차단했는데, 이는 같은 해 부활절 일요일 폭탄 테러 이후 가장 심각한 폭동으로, 스리랑카의 평화를 유지하기 위한 임시 조치였다.
페이스북은 2018년 4분기와 2019년 1분기에만 30억 개의 가짜 계정을 삭제했다. 이에 비해 소셜 네트워크는 월간 활성 사용자 23억 9천만 명을 보고한다.
2019년 7월 말, 회사는 연방거래위원회의 독점 금지 조사 대상이 되었다고 발표했다.
소비자 옹호 단체인 위치? (잡지)는 개인들이 여전히 페이스북을 이용하여 제품에 대한 사기성 별 다섯 개 평점을 설정하고 있다고 주장했다. 이 단체는 돈이나 시계, 이어폰, 스프링클러와 같은 무료 품목을 대가로 리뷰를 교환하는 14개 커뮤니티를 확인했다.

### 개인 정보 보호 문제

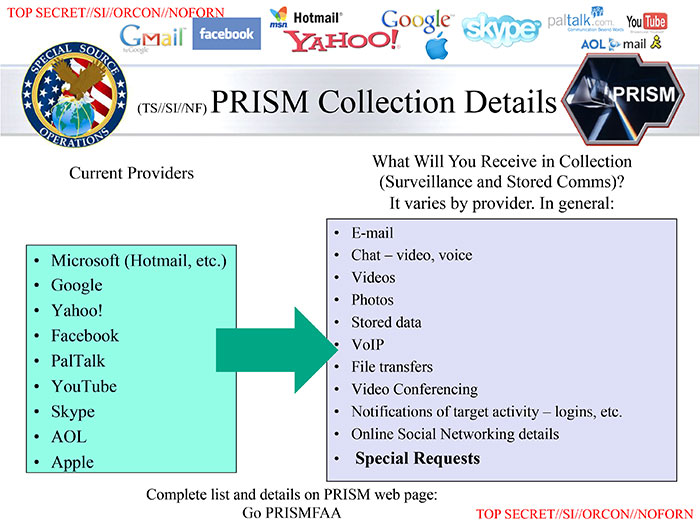
PRISM을 통해 수집된 정보 세부사항

페이스북은 사용자 인터넷 프라이버시 처리 방식과 관련하여 끊임없이 논란을 겪었으며, 개인 정보 설정을 반복적으로 조정했다. 2009년부터 페이스북은 프리즘 비밀 프로그램에 참여하여 미국 국가안보국과 사용자 프로필에서 오디오, 비디오, 사진, 이메일, 문서 및 연결 로그를 포함한 다른 소셜 미디어 서비스를 공유하고 있다.
2011년 11월 29일, 페이스북은 개인 정보 보호 약속을 지키지 않아 소비자들을 속였다는 연방거래위원회의 고발에 합의했다. 2013년 8월, 하이텍 브릿지는 페이스북 메시징 서비스 메시지에 포함된 링크가 페이스북에 의해 접근되고 있음을 보여주는 연구를 발표했다. 2014년 1월, 두 명의 사용자가 이러한 관행으로 인해 개인 정보가 침해되었다고 주장하며 페이스북을 상대로 소송을 제기했다.
2018년 6월 7일, 페이스북은 버그로 인해 약 1,400만 명의 페이스북 사용자의 모든 새 게시물에 대한 기본 공유 설정이 "공개"로 설정되었다고 발표했다. 화웨이와 같은 중국 기업과의 데이터 공유 협정은 미국 의원들의 조사를 받았지만, 접근된 정보는 화웨이 서버에 저장되지 않고 사용자 휴대폰에 남아 있었다. 2019년 4월 4일, 아마존 클라우드 서버에서 페이스북 사용자 5억 명 이상의 기록이 노출된 것으로 밝혀졌는데, 여기에는 사용자 친구, 좋아요, 그룹, 체크인 위치뿐만 아니라 이름, 비밀번호, 이메일 주소도 포함되어 있었다.
2019년 9월, 2억 명 이상의 페이스북 사용자 전화번호가 비밀번호나 다른 인증 없이 누구나 접근할 수 있는 공개 온라인 데이터베이스에 노출된 것으로 밝혀졌다. 여기에는 1억 3,300만 명의 미국 사용자, 1,800만 명의 영국 사용자, 5,000만 명의 베트남 사용자 정보가 포함되어 있었다. 중복 데이터를 제거한 후, 4억 1,900만 건의 기록은 2억 1,900만 건으로 줄었다. 이 데이터베이스는 테크크런치가 웹 호스트에 연락한 후 오프라인 상태가 되었다. 이 기록들은 케임브리지 애널리티카 논란 이후 페이스북이 2018년 4월에 비활성화한 도구를 사용하여 수집된 것으로 추정된다. 페이스북 대변인은 성명에서 "이 데이터 세트는 오래된 것이며 작년에 변경 사항을 적용하기 전에 얻은 정보인 것으로 보인다... 페이스북 계정이 손상되었다는 증거는 없다"고 밝혔다.
페이스북의 개인 정보 문제는 바이버 미디어와 모질라와 같은 회사들이 페이스북 플랫폼에서 광고를 중단하게 만들었다. 2024년 1월 컨슈머 리포트의 한 연구에 따르면, 자원 봉사 참여자 중 각 사용자는 평균 2천 개 이상의 회사로부터 감시 또는 추적을 받고 있었다. 샌프란시스코 기반의 데이터 브로커인 라이브램프(LiveRamp)가 데이터의 96%를 담당하고 있었다. 홈디포, 메이시스, 월마트와 같은 다른 회사들도 관련되어 있었다.
2024년 3월, 캘리포니아 법원은 페이스북의 2016년 "고스트버스터즈 프로젝트"를 상세히 설명하는 문서를 공개했다. 이 프로젝트는 페이스북이 스냅챗과 경쟁하는 데 도움을 주기 위한 것이었으며, 사용자가 스냅챗을 방문할 때 생성되는 트래픽을 수집, 해독 및 분석하는 해독 도구를 개발하려는 페이스북의 노력을 포함했고, 결국 유튜브와 아마존으로 확대될 예정이었다. 이 회사는 결국 오나보 도구를 사용하여 중간자 공격을 시작하고 사용자의 트래픽이 암호화되기 전에 읽었다.

#### 인종차별
페이스북은 3명의 불합격 후보자와 현재 재직 중인 직원의 불만을 바탕으로 평등고용기회위원회로부터 "체계적인" 인종차별을 저질렀다는 비난을 받았다. 3명의 불합격자와 2021년 3월 기준 페이스북 운영 관리자는 회사가 흑인에 대해 차별했다고 주장했다. EEOC는 2021년 3월 이 사건에 대한 조사를 시작했다.

#### 섀도우 프로필
"섀도우 프로필"은 페이스북이 개인의 명시적인 허락 없이 수집하는 데이터를 의미한다. 예를 들어, 제3자 웹사이트에 나타나는 "좋아요" 버튼을 통해 회사는 개인이 페이스북 사용자가 아니더라도 개인의 인터넷 검색 습관에 대한 정보를 수집할 수 있다. 데이터는 다른 사용자들도 수집할 수 있다. 예를 들어, 페이스북 사용자는 자신의 이메일 계정을 페이스북과 연결하여 사이트에서 친구를 찾을 수 있으며, 이는 회사로 하여금 사용자뿐만 아니라 비사용자의 이메일 주소까지 수집하도록 허용한다. 시간이 지남에 따라 개인에 대한 수많은 데이터 포인트가 수집된다. 각각의 데이터 포인트는 개인을 식별할 수 없을지 모르지만, 함께 모여 회사가 고유한 "프로필"을 형성할 수 있게 한다.
이러한 관행은 비자발적인 데이터 수집에서 제외될 수 있어야 한다고 믿는 사람들에 의해 비판을 받아왔다. 또한, 페이스북 사용자는 사이트에 제공하는 데이터를 다운로드하고 검사할 수 있지만, 사용자의 "섀도우 프로필" 데이터는 포함되지 않으며, 페이스북 비사용자는 이 도구에 접근할 수 없다. 또한 회사는 개인이 자신의 "섀도우 프로필"에 대한 페이스북의 접근을 철회할 수 있는지 여부에 대해 명확하지 않다.

#### 케임브리지 애널리티카
페이스북 고객인 글로벌 사이언스 리서치(Global Science Research)는 알렉산더 닉스가 이끄는 정치 데이터 분석 회사인 케임브리지 애널리티카(Cambridge Analytica)에 8,700만 명 이상의 페이스북 사용자 정보를 판매했다. 약 27만 명의 사람들이 이 앱을 사용했지만, 페이스북의 API는 친구들의 데이터를 그들 모르게 수집할 수 있도록 허용했다. 처음에는 페이스북이 유출의 중요성을 축소하고 케임브리지 애널리티카가 더 이상 접근 권한이 없다고 주장했다. 그 후 페이스북은 경각심을 표명하는 성명을 발표하고 케임브리지 애널리티카를 정지시켰다. 문서 검토와 전 페이스북 직원들과의 인터뷰에 따르면 케임브리지 애널리티카는 여전히 데이터를 보유하고 있었다. 이는 페이스북이 연방거래위원회와 체결한 합의 명령 위반이었다. 이 위반은 건당 4만 달러($4.12만 in 2022 dollars)의 벌금을 부과할 수 있으며, 이는 총 수조 달러에 달할 수 있다.
가디언에 따르면, 페이스북과 케임브리지 애널리티카는 신문이 기사를 게재할 경우 소송을 제기하겠다고 위협했다. 게재 후 페이스북은 "속았다"고 주장했다. 2018년 3월 23일, 영국 고등법원은 정보위원회의 케임브리지 애널리티카 런던 사무실 수색 영장 신청을 승인하여 페이스북과 정보위원회 간의 책임에 대한 대립을 종식시켰다.
3월 25일, 페이스북은 주요 영국 및 미국 신문에 저커버그의 "신뢰 위반"에 대한 사과 성명을 전면 광고로 게재했다.
2014년에 대학 연구원이 만든 퀴즈 앱이 수백만 명의 페이스북 데이터를 유출했다는 소식을 들으셨을 것입니다. 이는 신뢰 위반이었으며, 당시 더 많은 조치를 취하지 못한 점 죄송합니다. 저희는 이제 이런 일이 다시 발생하지 않도록 조치를 취하고 있습니다.
저희는 이미 이러한 앱들이 너무 많은 정보를 얻는 것을 막았습니다. 이제 페이스북을 사용하여 로그인할 때 앱이 얻는 데이터를 제한하고 있습니다.
또한 저희는 이 문제를 해결하기 전에 많은 양의 데이터에 접근했던 모든 앱을 조사하고 있습니다. 다른 앱들도 있을 것으로 예상합니다. 그리고 저희가 그들을 찾으면, 그들을 금지하고 영향을 받은 모든 사람들에게 알릴 것입니다.
마지막으로, 저희는 여러분이 정보에 접근을 허용한 앱들을 상기시켜 드릴 것입니다. 그래서 여러분은 더 이상 원하지 않는 앱들을 종료할 수 있습니다.
이 커뮤니티를 믿어주셔서 감사합니다. 저는 여러분을 위해 더 잘할 것을 약속합니다.

3월 26일, 연방거래위원회는 이 문제에 대한 조사를 시작했다. 이 논란으로 인해 페이스북은 광고주가 사용자를 타겟팅하는 데 도움을 주는 데이터 브로커와의 파트너십을 종료하게 되었다.
2019년 4월 24일, 페이스북은 연방거래위원회의 조사 결과로 30억 달러($30.4억 in 2022 dollars)에서 50억 달러($50.6억 in 2022 dollars) 사이의 벌금을 부과받을 수 있다고 밝혔다. 2019년 7월 24일, FTC는 페이스북에 50억 달러의 벌금을 부과했는데, 이는 소비자 개인 정보 침해에 대해 기업에 부과된 역대 최고액이다. 또한, 페이스북은 새로운 개인 정보 보호 구조를 구현하고, 20년간의 합의 명령을 따르며, FTC가 페이스북을 모니터링할 수 있도록 허용해야 했다. 케임브리지 애널리티카의 CEO와 개발자는 향후 사업 거래에 제한을 받고 수집한 개인 정보를 모두 파기하라는 명령을 받았다. 케임브리지 애널리티카는 파산 신청을 했다. 페이스북은 또한 유럽 연합의 일반 데이터 보호 규칙 (GDPR) 준수를 위해 추가적인 개인 정보 보호 통제 및 설정을 구현했다. 페이스북은 또한 캘리포니아 소비자 프라이버시법에 대한 적극적인 반대를 중단했다.
일부 사람들은 메건 매케인처럼 케임브리지 애널리티카의 데이터 사용과 버락 오바마의 2012년 선거 운동을 동등하게 보았다. 인베스터즈 비즈니스 데일리에 따르면, 오바마 캠페인은 "지지자들이 오바마 2012 페이스북 앱을 다운로드하도록 장려했는데, 이 앱은 활성화되면 캠페인이 사용자와 그 친구들의 페이스북 데이터를 수집할 수 있게 했다." OFA(Obama for America)의 전 통합 및 미디어 분석 책임자였던 캐롤 데이비드슨은 "페이스북은 우리가 전체 소셜 그래프를 추출할 수 있었던 것에 놀랐지만, 우리가 무엇을 하고 있는지 깨닫자마자 우리를 막지 않았다"고 썼다. 폴리티팩트는 매케인의 발언을 "절반만 진실"로 평가했다. 이는 "오바마의 경우 직접 사용자들이 자신의 데이터를 정치 캠페인에 넘겨준다는 것을 알고 있었지만" 케임브리지 애널리티카의 경우 사용자들은 학술적인 목적으로 성격 퀴즈를 푸는 줄로만 알았고, 오바마 캠페인은 데이터를 "지지자들이 가장 설득하기 쉬운 친구들에게 연락하도록" 사용하는 데 그쳤지만, 케임브리지 애널리티카는 "사용자, 친구 및 유사 잠재 고객을 직접 디지털 광고로 타겟팅했다"는 근거에서였다.

#### 데이터스피
2019년 7월, 사이버 보안 연구원 샘 자달리(Sam Jadali)는 데이터 제공업체 DDMR과 마케팅 정보 회사 나초 애널리틱스(Nacho Analytics, NA)가 관련된 데이터스피라는 치명적인 데이터 유출을 폭로했다. NA는 "인터넷의 신 모드"라고 자칭하며 DDMR을 통해 회원들에게 개인 페이스북 사진과 페이스북 메신저 첨부 파일(세금 환급서 포함)에 대한 접근 권한을 제공했다. 데이터스피는 손상된 브라우저 확장 프로그램을 통해 수백만 명의 크롬 및 파이어폭스 사용자로부터 데이터를 수집했다. NA 웹사이트는 수백만 명의 옵트인 사용자로부터 데이터를 수집했다고 밝혔다. 자달리는 아르스 테크니카 및 워싱턴 포스트 기자들과 함께 영향을 받은 사용자들(워싱턴 포스트 직원 포함)을 인터뷰했다. 인터뷰에 따르면, 영향을 받은 사용자들은 그러한 수집에 동의하지 않았다.
데이터스피는 손상된 사용자가 페이스북 사용자의 친구 네트워크에 속한 개인 사진 및 메신저 첨부 파일과 같은 다른 사람의 데이터를 노출시키는 방법을 시연했다.
데이터스피는 고유 URL을 통해 개인 사진 및 메신저 첨부 파일을 공개적으로 접근할 수 있도록 하는 페이스북의 관행을 악용했다. 이와 관련하여 보안을 강화하기 위해 페이스북은 URL에 쿼리 문자열을 추가하여 접근 기간을 제한한다. 그럼에도 불구하고 NA는 안전해야 할 이러한 고유 URL에 대한 실시간 접근을 제공했다. 이를 통해 NA 회원은 페이스북이 지정한 제한 시간 내에 제한된 시간 프레임 내에서 개인 콘텐츠에 접근할 수 있었다.
워싱턴 포스트의 제프리 파울러는 자달리와 협력하여 손상된 브라우저 확장 프로그램으로 파울러의 개인 페이스북 사진을 브라우저에서 열었다. 몇 분 안에 그들은 "개인" 사진을 익명으로 검색했다. 이 개념 증명을 확인하기 위해 그들은 NA를 사용하여 파울러의 이름을 검색했으며, 이는 그의 사진을 검색 결과로 가져왔다. 또한 자달리는 파울러의 워싱턴 포스트 동료인 닉 모르투팔라스가 데이터스피의 직접적인 영향을 받았다는 사실을 발견했다. 자달리의 조사는 데이터스피가 데이터가 획득된 지 몇 분 만에 데이터를 외국의 단체를 포함한 추가 제3자에게 배포하는 방법을 명확히 했다. 그렇게 함으로써 그는 데이터스피가 제공하는 사진 속 개인의 얼굴 인식을 스크래핑, 저장하고 잠재적으로 가능하게 한 제3자를 식별했다.

#### 데이터 유출
2018년 9월 28일, 페이스북은 보안에 중대한 침해를 겪어 5천만 명의 사용자 데이터가 노출되었다. 이 데이터 유출은 2017년 7월에 시작되었고 9월 16일에 발견되었다. 페이스북은 이 악용으로 영향을 받은 사용자들에게 알리고 계정에서 로그아웃시켰다. 2019년 3월, 페이스북은 수백만 명의 페이스북 라이트 애플리케이션 사용자의 비밀번호가 유출되었고 수백만 명의 인스타그램 사용자에게도 영향을 미쳤다고 확인했다. 그 이유는 비밀번호를 암호화하는 대신 평문으로 저장하여 직원들이 읽을 수 있었기 때문이라고 한다.
2019년 12월 19일, 보안 연구원 밥 디아첸코(Bob Diachenko)는 2억 6,700만 개 이상의 페이스북 사용자 ID, 전화번호, 이름이 포함된 데이터베이스가 비밀번호나 다른 인증 없이 웹에 노출되어 누구나 접근할 수 있다는 사실을 발견했다. 2020년 2월, 페이스북은 공식 트위터 계정이 사우디아라비아 기반 그룹인 "아워마인"에게 해킹당하는 중대한 보안 침해를 겪었다. 이 그룹은 유명 소셜 미디어 프로필의 취약점을 적극적으로 폭로해 온 전력이 있다.
2021년 4월, 가디언은 약 5억 명의 사용자 데이터(생년월일과 전화번호 포함)가 유출되었다고 보도했다. 페이스북은 이 데이터가 2019년 8월에 해결된 문제로 인한 "오래된 데이터"라고 주장했지만, 데이터는 1년 반 뒤인 2021년에야 공개되었다. 페이스북은 기자들과 대화하기를 거부했고, 규제 기관에 알리지 않은 것으로 보이며, 이 문제를 "해결 불가능"하다고 말하고 사용자들에게 조언하지 않을 것이라고 밝혔다. 2024년 9월, 메타는 페이스북과 인스타그램 사용자 6억 명의 비밀번호를 평문으로 저장한 것에 대해 1억 100만 달러의 벌금을 지불했다. 이 관행은 2019년에 처음 발견되었지만, 보고서에 따르면 비밀번호는 2012년부터 평문으로 저장되었다.

#### 휴대폰 데이터 및 활동

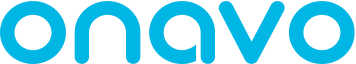
페이스북은 경쟁사 사용 데이터를 수집하기 위해 오나보의 가상사설망을 인수했다.

2013년 오나보를 인수한 후, 페이스북은 오나보 프로텍트(Onavo Protect) 가상사설망 (VPN) 앱을 사용하여 사용자의 웹 트래픽과 앱 사용 정보를 수집했다. 이를 통해 페이스북은 경쟁사의 실적을 모니터링할 수 있었고, 2014년 WhatsApp을 인수하는 동기가 되었다. 언론 매체들은 오나보 프로텍트를 스파이웨어로 분류했다. 2018년 8월, 페이스북은 애플의 압력에 따라 앱을 제거했는데, 애플은 이 앱이 자사의 지침을 위반했다고 주장했다. 오스트레일리아 경쟁 소비자 위원회는 2020년 12월 16일, 페이스북이 오나보에서 얻은 개인 데이터를 오나보의 개인 정보 보호 지향 마케팅과는 대조적으로 사업 목적으로 무단으로 사용한 것에 대해 "허위, 오해의 소지가 있거나 기만적인 행위"라며 소송을 제기했다.
2016년, 페이스북 리서치(Facebook Research)는 프로젝트 아틀라스(Project Atlas)를 시작하여 13세에서 35세 사이의 일부 사용자에게 앱 사용량, 웹 브라우징 기록, 웹 검색 기록, 위치 기록, 개인 메시지, 사진, 동영상, 이메일 및 아마존 주문 내역을 포함한 개인 데이터를 대가로 월 최대 20달러($22.00 in 2022 dollars)를 제공했다. 2019년 1월, 테크크런치는 이 프로젝트에 대해 보도했다. 이로 인해 애플은 하루 동안 페이스북의 기업 개발자 프로그램 인증서를 일시적으로 취소하여 페이스북 리서치가 iOS 기기에서 작동하는 것을 막고 페이스북의 내부 iOS 앱을 비활성화시켰다.
아르스 테크니카는 2018년 4월, 페이스북 안드로이드 앱이 2015년부터 통화 기록 및 문자 메시지를 포함한 사용자 데이터를 수집해왔다고 보도했다. 2018년 5월, 여러 안드로이드 사용자가 페이스북을 상대로 개인 정보 침해로 인해 집단소송을 제기했다. 2020년 1월, 페이스북은 오프 페이스북 활동 페이지를 출시하여 사용자가 자신의 비페이스북 활동에 대해 페이스북이 수집한 정보를 볼 수 있도록 했다. 워싱턴 포스트 칼럼니스트 제프리 A. 파울러는 이 정보에 페이스북 앱이 닫혀 있을 때 사용자가 휴대폰에서 사용한 다른 앱, 휴대폰에서 방문한 다른 웹사이트, 휴대폰이 완전히 꺼져 있을 때 제휴 상점에서 구매한 매장 내 구매 내역이 포함되어 있음을 발견했다.
2021년 11월, 페어플레이(Fairplay), 글로벌 액션 플랜(Global Action Plan), 리셋 오스트레일리아(Reset Australia)가 발표한 보고서에 따르면 페이스북은 청소년 사용자로부터 수집한 데이터로 광고 타겟팅 시스템을 계속 관리하고 있었다. 이러한 주장은 페이스북이 2021년 7월에 어린이 대상 광고 타겟팅을 중단할 것이라고 발표한 이후에 나온 것이다.

#### 공개 사과
이 회사는 2009년에 개인 정보 남용에 대해 처음 사과했다.
페이스북의 사과는 신문, 텔레비전, 블로그 게시물, 그리고 페이스북 자체에 나타났다. 2018년 3월 25일, 주요 미국 및 영국 신문은 저커버그의 개인적인 사과와 함께 전면 광고를 게재했다. 저커버그는 CNN에서 구두로 사과했다. 2010년 5월, 그는 개인 정보 설정의 불일치에 대해 사과했다.
이전에는 페이스북이 20페이지에 걸쳐 개인 정보 설정을 분산시켜 놓았지만, 이제 모든 개인 정보 설정을 한 페이지에 통합하여 제3자 앱이 사용자의 개인 정보에 접근하는 것을 더욱 어렵게 만들었다. 공개적으로 사과하는 것 외에도 페이스북은 이러한 개인 정보 침해가 다시 발생하지 않도록 하기 위해 "의심스러운 활동"을 보이는 수천 개의 앱을 검토하고 감사할 것이라고 밝혔다. 2010년 개인 정보 보호에 관한 보고서에서, 한 연구 프로젝트는 사람들이 온라인에서 자주 공개하는 것의 결과에 대한 정보가 많지 않으며, 종종 인기 미디어를 통해 제공되는 보고서만 이용 가능하다고 밝혔다. 2017년, 전 페이스북 임원은 소셜 미디어 플랫폼이 "사회 구조"를 해체하는 데 어떻게 기여했는지에 대해 언급했다.

### 콘텐츠 분쟁 및 검토
페이스북은 사용자들이 서비스에 유대감을 갖게 하는 콘텐츠를 생성하는 데 의존한다. 이 회사는 음모론 및 변두리 담론을 포함한 비난받을 만한 콘텐츠를 허용하는 것과 부적절하다고 판단되는 다른 콘텐츠를 금지하는 것에 대해 모두 비판을 받아왔다.

#### 오정보 및 가짜뉴스

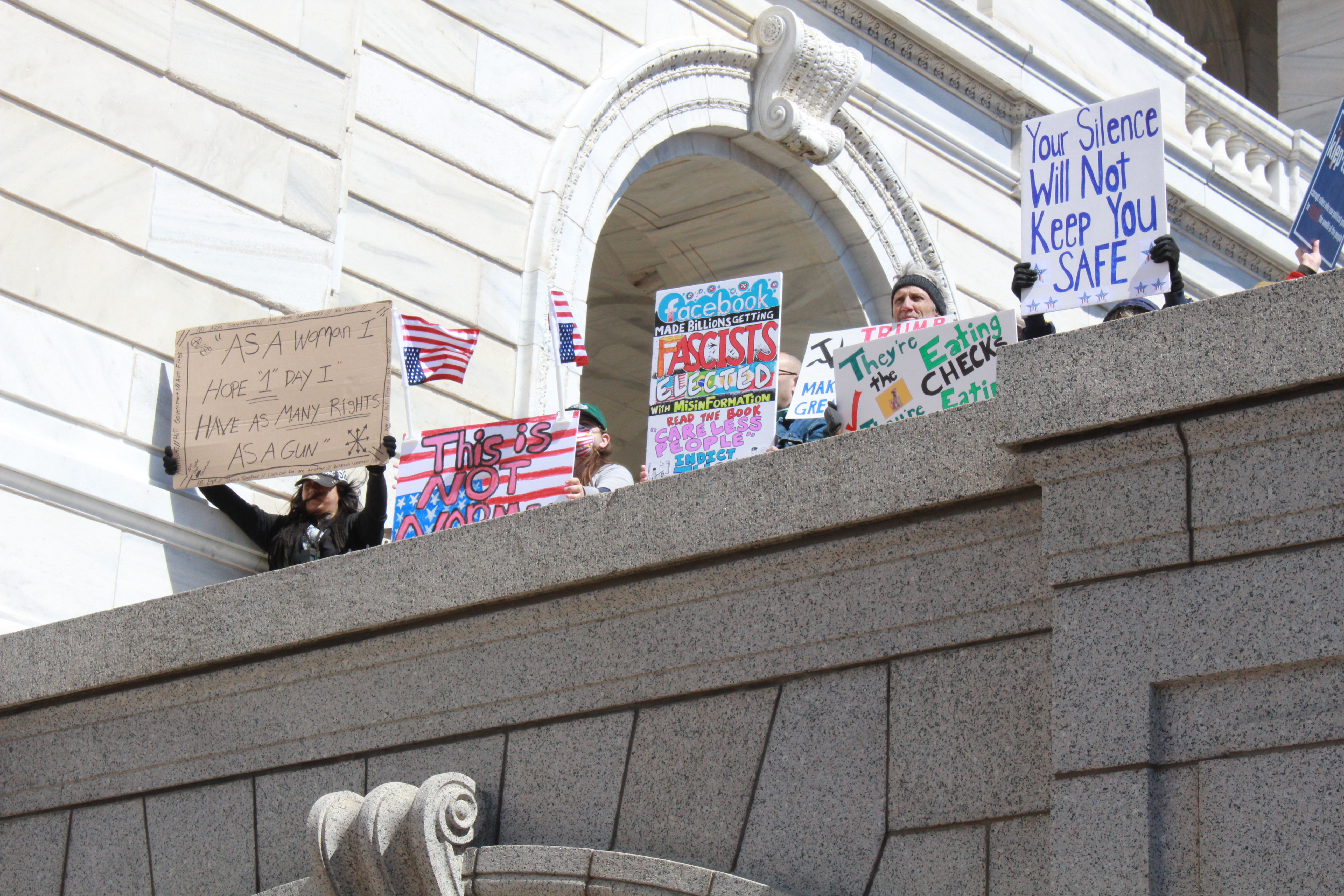
2025년 4월 5일 미니애폴리스 핸즈 오프 시위 중 페이스북에 대한 비판

페이스북은 가짜뉴스의 전달체로 비판받았으며, 미국이 ISIL을 만들었다는 음모론, 미얀마 군부가 집단학살과 인종 청소를 부추기는 데 사용한 허위 반로힝야족 게시물, 기후 변화 부정 및 샌디훅 초등학교 총기 난사 사건 음모론자들, 그리고 독일에서 반난민 공격을 조장한 책임이 있다는 비난을 받아왔다. 필리핀 정부 또한 페이스북을 비판자들을 공격하는 도구로 사용해왔다.
2017년 페이스북은 포인터 연구소의 국제 팩트체크 네트워크의 팩트체커들과 협력하여 허위 콘텐츠를 식별하고 표시했지만, 정치 후보자의 대부분의 광고는 이 프로그램에서 면제되었다. 2018년 현재 페이스북은 위클리 스탠다드를 포함하여 전 세계적으로 40개 이상의 팩트체킹 파트너를 보유하고 있었다. 이 프로그램의 비평가들은 페이스북이 웹사이트에서 허위 정보를 제거하는 데 충분한 노력을 기울이지 않는다고 비난했다.
페이스북은 콘텐츠 정책을 반복적으로 수정했다. 2018년 7월, 팩트체커들이 허위라고 판단한 기사는 "순위가 낮아지고" 폭력을 선동하는 오정보는 삭제될 것이라고 밝혔다. 페이스북은 팩트체커들로부터 "허위" 등급을 받은 콘텐츠는 수익화가 중단되고 배포가 극적으로 감소할 수 있다고 밝혔다. 커뮤니티 표준을 위반하는 특정 게시물과 동영상은 페이스북에서 삭제될 수 있다. 2019년 5월, 페이스북은 알렉스 존스, 루이스 파라칸, 마일로 야노풀로스, 폴 조지프 왓슨, 폴 넬렌, 데이비드 듀크, 로라 루머를 포함한 다수의 "위험한" 논평가들을 "폭력과 증오"에 가담했다는 이유로 플랫폼에서 금지했다.
2020년 5월, 페이스북은 직무 중 겪은 심리적 트라우마에 대해 미국 기반 페이스북 콘텐츠 조정자들에게 5,200만 달러($5200만 in 2022 dollars)를 보상하기로 예비 합의했다. 아일랜드를 포함한 전 세계 다른 법적 조치들은 합의를 기다리고 있다. 2020년 9월, 태국 정부는 콘텐츠 삭제 요청을 무시하고 법원 명령을 준수하지 않은 페이스북과 트위터에 대해 조치를 취하기 위해 컴퓨터 범죄법을 처음으로 활용했다.
로이터 보도에 따르면, 2020년부터 미국 군부는 시노백의 중국 코로나바이러스감염증-19 백신에 대한 허위 정보를 퍼뜨리기 위한 프로파간다 캠페인을 운영했으며, 여기에는 가짜 소셜 미디어 계정을 사용하여 시노백 백신에 돼지에서 유래한 성분이 포함되어 있어 이슬람 법에 따라 하람이라는 허위 정보를 퍼뜨리는 것이 포함되었다. 이 캠페인은 미국을 겨냥한 중국의 코로나19 허위 정보에 대한 "보복"으로 설명되었다. 2020년 여름, 페이스북은 군부에 계정을 삭제할 것을 요청했는데, 이는 페이스북의 가짜 계정 및 코로나19 정보 정책을 위반했기 때문이라고 밝혔다. 이 캠페인은 2021년 중반까지 계속되었다.

#### 위협 및 선동
일리야 소민 교수는 2018년 4월 페이스북에서 세사르 사요크에게 살해 협박을 받았다고 보고했는데, 사요크는 소민과 그의 가족을 죽이고 "시체를 플로리다 악어에게 먹일 것"이라고 위협했다. 소민의 페이스북 친구들은 페이스북에 이 댓글을 신고했지만, 페이스북은 자동 메시지를 보내는 것 외에는 아무것도 하지 않았다. 사요크는 나중에 민주당 정치인들을 겨냥한 2018년 10월 미국 우편물 폭탄 테러 시도로 체포되었다.

#### 테러리즘
Force v. Facebook, Inc., 934 F.3d 53 (2nd Cir. 2019)는 페이스북이 하마스 추천을 통해 수익을 얻고 있다고 주장한 사건이었다. 2019년, 미국 제2항소법원은 제230조가 소셜 미디어 회사와 인터넷 서비스 제공업체에 대한 민사 테러 청구를 금지한다고 판결했으며, 이는 그렇게 판결한 최초의 연방 항소 법원이었다.

#### 증오언설
2020년 10월, 임란 칸 파키스탄 총리는 정부의 트위터 계정에 게시된 서한을 통해 마크 저커버그에게 페이스북에서 이슬람 혐오 콘텐츠를 금지할 것을 촉구하며, 이는 극단주의와 폭력을 조장한다고 경고했다. 2020년 10월, 이 회사는 홀로코스트 부정을 금지할 것이라고 발표했다.
2022년 10월, 미디어 매터스 포 아메리카는 페이스북과 인스타그램이 여전히 LGBT 사람들을 비하하는 "그루머"라는 모욕을 사용하는 광고로 수익을 올리고 있다고 보고서를 발표했다. 이 기사는 메타가 이 단어를 LGBT 커뮤니티에 사용하는 것이 증오심 표현 정책을 위반한다는 사실을 이전에 확인했다고 보도했다. 이 이야기는 이후 뉴욕 데일리 뉴스, 핑크뉴스, LGBTQ 네이션과 같은 다른 뉴스 매체에서 다루어졌다.

#### 폭력적인 에로티카
페이스북과 인스타그램에는 성적으로 노골적인 콘텐츠, 노골적인 폭력 묘사, 그리고 자해 행위를 조장하는 콘텐츠를 포함하는 광고가 있다. 많은 광고가 바이트댄스와 텐센트 같은 기술 대기업의 지원을 받는 웹 소설 앱에 대한 것이다.

#### 인포워스
페이스북은 인포워스가 허위 사실과 음모론을 유포하도록 허용했다는 비판을 받았다. 페이스북은 인포워스에 대한 자사의 행동을 옹호하며 "음모론이나 허위 뉴스를 공유하는 페이지를 금지하는 것이 올바른 방법이라고 생각하지 않는다"고 밝혔다. 페이스북은 2017년 9월부터 2018년 7월까지의 기간 동안 인포워스 페이지의 콘텐츠에 대해 팩트체크를 수행한 사례가 6건에 불과하다고 밝혔다. 2018년, 인포워스는 파클랜드 총기 난사 사건 생존자들이 "배우"라고 허위 주장했다. 페이스북은 인포워스 콘텐츠를 삭제하겠다고 약속했지만, 허위 주장을 퍼뜨리는 인포워스 동영상은 페이스북에 연락이 왔음에도 불구하고 삭제되지 않았다. 페이스북은 해당 동영상에서 명시적으로 그들을 배우라고 부르지 않았다고 밝혔다. 페이스북은 피자게이트 콘텐츠를 삭제하겠다는 구체적인 주장이 있었음에도 불구하고 피자게이트 음모론을 공유하는 인포워스 동영상을 허용했다. 2018년 7월 말, 페이스북은 인포워스 수장 알렉스 존스의 개인 프로필을 30일간 정지시켰다. 2018년 8월 초, 페이스북은 증오언설로 인해 가장 활발한 인포워스 관련 페이지 4개를 금지했다.

### 정치적 조작

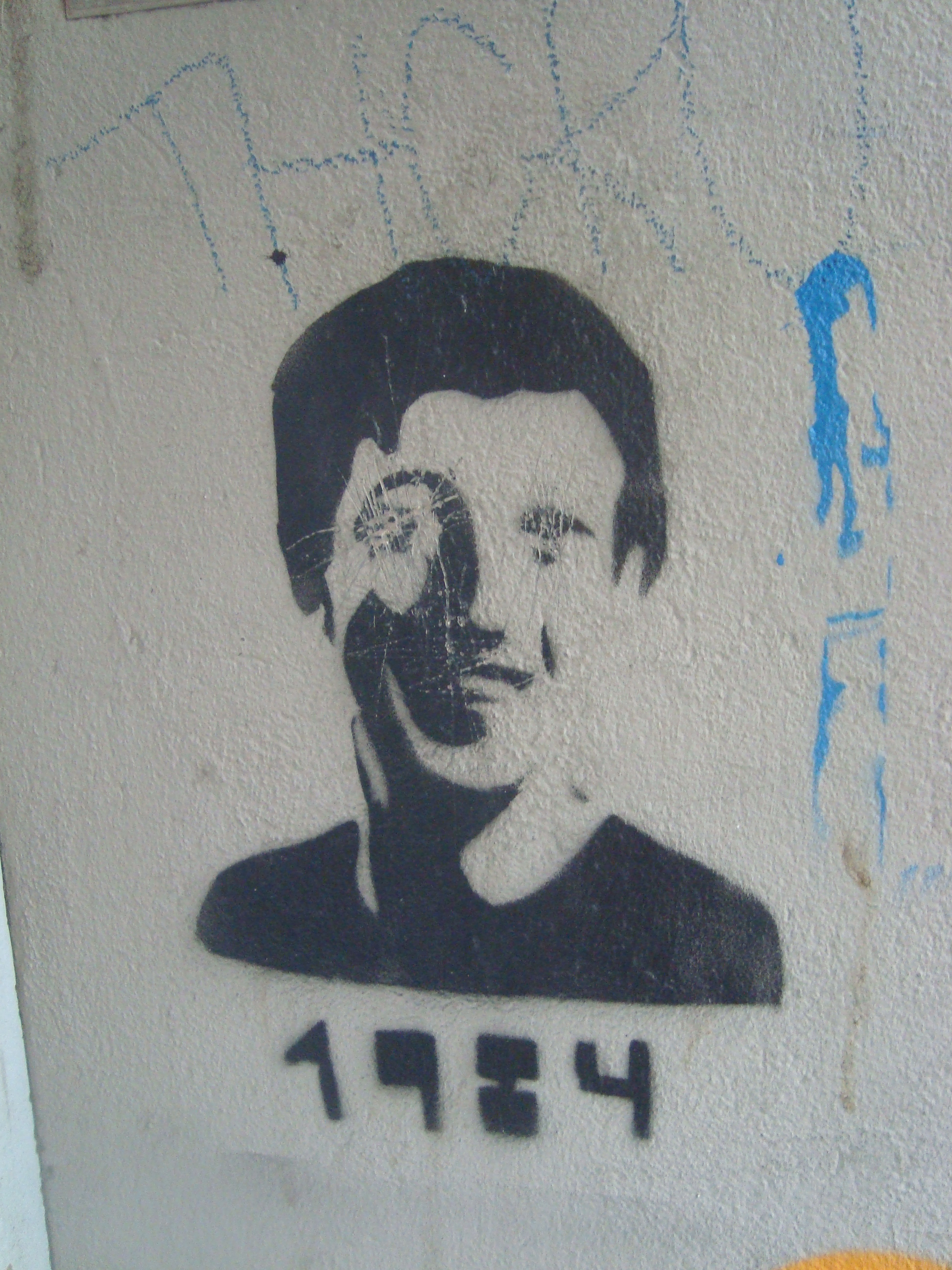
베를린에 있는 페이스북 창립자 마크 저커버그의 그래피티; 캡션은 조지 오웰의 소설 1984를 참고한 것으로, 2008년 12월

막대한 영향력을 가진 지배적인 소셜 웹 서비스인 페이스북은 공론에 영향을 미치기 위해 확인되거나 미확인된 정치 공작원들에 의해 사용되어 왔다. 이러한 활동 중 일부는 플랫폼 정책을 위반하여 "조정된 비정통적 행위"를 만들거나, 지지 또는 공격을 수행한다. 이러한 활동은 스크립트화되거나 유료로 이루어질 수 있다. 최근 몇 년 동안 이러한 남용적인 캠페인이 여러 차례 드러났으며, 가장 잘 알려진 것은 2016년 미국 대통령 선거에 대한 러시아의 개입이다. 2021년, 스팸 및 가짜 참여 팀의 전 페이스북 분석가인 소피 장 (내부고발자)는 25개 이상의 정치 전복 작전을 보고하고, 페이스북의 전반적인 느린 반응 시간, 감독 부재, 방임주의적 태도를 비판했다.

#### 영향력 작전 및 조정된 비정통적 행위
2018년, 페이스북은 2018년 동안 "미국, 중동, 러시아 및 영국을 포함한 정치적 논쟁을 조장하기 위해 만들어진 많은 페이지, 그룹 및 계정에서 '조직적인 비정상적 행동'을 식별했다"고 밝혔다.
영국 정보기관인 공동 위협 연구 정보 그룹이 수행한 캠페인은 크게 사이버 공격과 프로파간다 활동의 두 가지 범주로 나뉜다. 프로파간다 활동은 페이스북과 같은 소셜 미디어 사이트를 통해 "대량 메시징"과 "스토리 푸싱"을 활용한다. 이스라엘의 유대인 인터넷 방위군, 중국공산당의 우마오당, 튀르키예의 AK 트롤도 페이스북과 같은 소셜 미디어 플랫폼에 집중한다. 2018년 7월, 옥스퍼드 인터넷 연구소 (OII)의 보고서 공동 저자인 사만다 브래드쇼는 "공식적으로 조직된 소셜 미디어 조작이 발생하는 국가의 수가 전 세계적으로 28개국에서 48개국으로 크게 증가했다. 성장의 대부분은 선거 기간 동안 역정보와 쓰레기 뉴스를 퍼뜨리는 정당들로부터 비롯된다"고 밝혔다. 2018년 10월, 데일리 텔레그래프는 페이스북이 "당파적 정치 콘텐츠로 사이트를 사기적으로 범람시킨 수백 개의 페이지와 계정을 금지했다"고 보도했는데, "이들은 러시아와 관련되지 않고 미국에서 온 것이었다."
2018년 12월, 워싱턴 포스트는 페이스북이 "최고 소셜 미디어 연구 회사인 조너선 모건의 계정을 정지시켰다"고 보도했는데, 이는 그가 2017년 앨라배마주 상원의원 보궐선거 동안 페이스북과 트위터에서 "역정보를 퍼뜨리는 작전에 참여했다는 보고"가 있었기 때문이었다. 2019년 1월, 페이스북은 "조직적인 비정상적 행동"에 가담한 이란과 연결된 783개의 계정, 페이지 및 그룹을 삭제했다고 밝혔다. 2019년 3월, 페이스북은 중국 국영 매체의 영향력을 확대하기 위해 "가짜 계정, 좋아요 및 팔로워"를 판매한 4개의 중국 기업을 고소했다.
2019년 5월, 텔아비브에 본사를 둔 사설 정보 기관 아르키메데스 그룹은 페이스북이 사하라 이남 아프리카, 라틴 아메리카, 동남아시아 국가들에서 가짜 사용자들을 발견한 후 "조정된 비진정 행위"로 인해 페이스북에서 금지되었다. 페이스북 조사에 따르면 아르키메데스는 약 110만 달러(2019년 미화 111만 달러)를 브라질 헤알, 이스라엘 셰켈, 미화로 지불된 가짜 광고에 사용했다. 페이스북은 아르키메데스 그룹의 나이지리아, 세네갈, 토고, 앙골라, 니제르, 튀니지 정치 개입 사례를 제시했다. 애틀랜틱 카운슬의 디지털 포렌식 연구소는 보고서에서 "민간 기업인 아르키메데스 그룹이 사용하는 전술은 정부, 특히 크렘린이 자주 사용하는 정보전 전술과 매우 유사하다"고 밝혔다.
2019년 5월 23일, 페이스북은 인공지능과 사람의 모니터링을 통해 여러 가짜 계정을 식별했다고 강조하는 커뮤니티 표준 시행 보고서를 발표했다. 2018년 10월부터 2019년 3월까지 6개월 동안 이 소셜 미디어 웹사이트는 총 33억 9천만 개의 가짜 계정을 삭제했다. 가짜 계정의 수는 플랫폼에 있는 24억 명 이상의 실제 사용자보다 많은 것으로 보고되었다.
2019년 7월, 페이스북은 기만적인 정치 선전 및 기타 서비스 남용에 대응하기 위한 조치를 강화했다. 이 회사는 러시아, 태국, 우크라이나, 온두라스에서 운영되던 1,800개 이상의 계정과 페이지를 삭제했다. 2022년 2월 러시아의 우크라이나 침공 이후, 인터넷 규제 위원회는 페이스북 접속을 차단할 것이라고 발표했다. 2019년 10월 30일, 페이스북은 이스라엘 NSO 그룹에 근무하는 직원들의 여러 계정을 삭제하면서, 해당 계정들이 "우리의 약관을 따르지 않아 삭제되었다"고 밝혔다. 이러한 삭제는 WhatsApp이 이스라엘 감시 기업이 스파이웨어로 1,400대의 기기를 표적으로 삼았다고 소송을 제기한 후에 이루어졌다.

2020년, 페이스북은 반독점 조사를 막기 위한 반규제 로비 회사인 아메리칸 엣지의 설립을 도왔다. 이 단체는 "어떤 법률이 자신들을 걱정시키는지, 그러한 걱정이 어떻게 해결될 수 있는지, 또는 경고하는 공포가 실제로 어떻게 일어날 수 있는지 언급하지 않고" 광고를 운영하며, 페이스북의 자금 지원을 받는다는 사실을 명확히 밝히지 않는다.
2020년, 태국 정부는 페이스북에 불법적일 수 있는 게시물이 공유된 백만 명 회원의 로열리스트 마켓플레이스라는 페이스북 그룹을 폐쇄하도록 강요했다. 당국은 페이스북에 법적 조치를 취하겠다고 위협하기도 했다. 이에 페이스북은 표현의 자유 억압 및 인권 침해에 대해 태국 정부를 상대로 법적 조치를 취할 계획이다. 2020년, 코로나19 범유행 기간 동안 페이스북은 북마케도니아와 필리핀의 트롤 농장이 코로나바이러스 허위 정보를 퍼뜨렸다는 사실을 발견했다. 이 농장의 콘텐츠를 사용한 발행자는 금지되었다.
2020년 미국 대통령 선거를 앞두고 동유럽의 트롤 농장은 기독교인과 흑인 관련 콘텐츠를 보여주는 인기 페이스북 페이지를 운영했다. 이들은 총 15,000개 이상의 페이지를 포함했으며 한 달에 1억 4천만 명의 미국 사용자가 조회했다. 이는 부분적으로 페이스북의 알고리즘과 정책이 원본이 아닌 바이러스성 콘텐츠를 사용자의 참여를 유도하는 방식으로 복사하고 퍼뜨리도록 허용하기 때문이었다. 2021년 9월 현재, 가장 인기 있는 일부 페이지는 회사가 이러한 콘텐츠를 제거하려는 노력에도 불구하고 여전히 페이스북에서 활성화되어 있었다.
2021년 2월, 페이스북은 반쿠데타 시위 중 두 명의 시위자가 총에 맞아 사망한 후 미얀마 군의 메인 페이지를 삭제했다. 페이스북은 해당 페이지가 폭력 선동을 금지하는 자사 지침을 위반했다고 밝혔다. 2월 25일, 페이스북은 "따머도 관련 상업 법인"과 함께 미얀마 군의 모든 계정을 금지한다고 발표했다. "예외적으로 심각한 인권 침해와 미얀마에서 미래에 군사적 폭력이 발생할 명백한 위험"을 인용하며, 이 기술 거대 기업은 자회사인 인스타그램에도 이 조치를 시행했다. 2021년 3월, 월스트리트 저널의 편집위원회는 외과의사 마티 마카리가 쓴 "4월까지 집단 면역이 생길 것"이라는 제목의 논평에 대한 페이스북의 팩트체크 결정이 "팩트체크를 가장한 반대 의견"이라며 비판했다.
페이스북 지침은 사용자가 공인 사망을 요구하는 것을 허용하며, 일부 상황에서는 대량 살인자와 '폭력적인 비국가 행위자'에 대한 칭찬도 허용한다. 2021년, 스팸 및 가짜 참여 팀의 전 페이스북 분석가인 소피 장은 페이스북에 재직하는 동안 발견한 25개 이상의 정치적 전복 작전과 민간 기업의 전반적인 방임주의에 대해 보고했다.
2021년, 페이스북은 2021년 미국 국회의사당 습격을 조장하는 데 역할을 한 것으로 지목되었다.

#### 러시아의 개입
2018년, 로버트 뮬러 특검은 "2016년 대통령 선거를 포함한 미국 정치 및 선거 과정에 개입하는 작전에 참여한" 혐의로 러시아 국민 13명과 러시아 조직 3개를 기소했다.
뮬러는 페이스북이 2016년 미국 대통령 선거 이전에 러시아 정보 기관과 연계된 회사(인터넷 리서치 에이전시, 러시아 억만장자 사업가 예브게니 프리고진 소유)에 10만 달러(2016년 미화 10.8만 달러) 상당의 광고를 판매했다고 밝힌 후 페이스북에 연락했다. 2017년 9월, 페이스북 최고 보안 책임자 알렉스 스타모스는 회사가 "2015년 6월부터 2017년 5월까지 약 10만 달러의 광고 지출을 발견했으며, 이는 약 3,000개의 광고와 관련이 있고, 우리 정책을 위반한 약 470개의 비진정 계정 및 페이지와 연결되어 있었다. 우리의 분석에 따르면 이 계정 및 페이지는 서로 제휴되어 있었으며 러시아에서 운영되었을 가능성이 높다"고 썼다. 클린턴과 트럼프 캠페인은 페이스북 광고에 8100만 달러(2016년 미화 8753만 달러)를 지출했다.
이 회사는 뮬러의 조사에 전적으로 협력하겠다고 약속했으며, 러시아 광고에 대한 모든 정보를 제공했다. 미국 하원 상설 정보위원회 및 미국 상원 정보위원회 위원들은 페이스북이 러시아 선전 캠페인을 밝혀낼 수 있는 정보를 숨겼다고 주장했다. 러시아 요원들은 페이스북을 이용하여 미국 대중 담론을 양극화시켰으며, Black Lives Matter 집회와 미국 땅에서의 반이민 집회, 그리고 반클린턴 집회 및 도널드 트럼프에 대한 찬반 집회를 조직했다. 페이스북 광고는 또한 흑인 정치 활동과 무슬림에 대한 분열을 악용하기 위해, 정치적 및 인구 통계학적 특성에 따라 다른 사용자들에게 동시에 상반되는 메시지를 보내 갈등을 조장하는 데 사용되었다. 저커버그는 2016년 미국 대통령 선거에 대한 러시아 개입 우려를 일축했던 것을 후회한다고 밝혔다.

2009년에서 2011년 사이에 저커버그와 친구가 된 러시아계 미국인 억만장자 유리 밀너는 페이스북과 트위터 투자에 크렘린의 지원을 받았다. 2019년 1월, 페이스북은 독립 뉴스 또는 일반 관심 페이지로 자신을 잘못 표현했던 러시아 국영 통신사 스푸트니크와 연결된 289개의 페이지와 75개의 조정 계정을 삭제했다. 페이스북은 이후 "조정된 비진정 행위"에 관여한 것으로 밝혀진 러시아와 연결된 추가 1,907개의 계정을 식별하고 삭제했다. 2018년, 영국 디지털, 문화, 미디어, 스포츠부(DCMS) 특별 위원회 보고서는 페이스북이 러시아 정부의 플랫폼 남용 조사를 꺼리고 문제의 심각성을 경시한 것에 대해 비판하며, 회사를 '디지털 갱스터'라고 언급했다.
"민주주의는 우리가 매일 사용하는 주요 소셜 미디어 플랫폼을 통해 식별 불가능한 출처로부터의 허위 정보와 맞춤형 '다크 광고'로 시민들을 악의적으로 끊임없이 표적화하는 위험에 처해 있다." 데미안 콜린스, DCMS 위원회 의장
2019년 2월, 글렌 그린월드는 러시아 소셜 미디어 선거 개입에 관한 상원 보고서 중 하나를 작성한 사이버 보안 회사 뉴 날리지(New Knowledge)가 "불과 6주 전에 페이스북과 트위터에 가상의 러시아 트롤 계정을 만들어 크렘린이 앨라배마에서 민주당 상원 후보 더그 존스를 패배시키기 위해 노력하고 있다고 주장하는 대규모 사기에 연루되었다"고 썼다. 뉴욕 타임스는 이 사기를 폭로하면서 뉴 날리지 보고서가 자사의 날조를 자랑했다고 인용했다.

#### 반로힝야족 선전
2018년, 페이스북은 미얀마 군과 연결된 536개의 페이스북 페이지, 17개의 페이스북 그룹, 175개의 페이스북 계정, 16개의 인스타그램 계정을 삭제했다. 이들은 총 1천만 명 이상의 팔로워를 보유하고 있었다. 뉴욕 타임스는 다음과 같이 보도했다.
수개월간의 페이스북 로힝야족 반대 선전 보도 후, 회사는 미얀마에서 너무 늦게 조치했음을 인정했다. 그때까지 70만 명 이상의 로힝야족이 1년 안에 나라를 떠났으며, 유엔 관리들은 이를 "민족 청소의 교과서적인 사례"라고 불렀다.

#### 인도의 반무슬림 선전과 힌두 민족주의
2019년에 저널리스트 파라뇨이 구하 타쿠르타와 시릴 샘이 공동 저술한 "인도 페이스북의 진짜 얼굴"이라는 제목의 책은 페이스북이 나렌드라 모디의 힌두 민족주의 성향 인도 인민당 (BJP)의 인도에서의 부상을 도왔고 이득을 얻었다고 주장했다. 페이스북의 인도 및 남아시아 중앙아시아 정책 책임자인 안키 다스는 2020년 8월, 인도의 무슬림을 "퇴폐적인 공동체"라고 부르는 페이스북 게시물을 공유한 것에 대해 공개적으로 사과했다. 그녀는 그 게시물을 "페미니즘과 시민 참여를 기념하는 나의 깊은 믿음을 반영하기 위해" 공유했다고 말했다. 그녀는 반무슬림 콘텐츠에 대한 페이스북의 조치를 막았으며 내부 페이스북 메시지에서 BJP를 지지했다고 보도되었다.
2020년, 페이스북 경영진은 T. 라자 싱 BJP 정치인이 증오 발언과 폭력으로 이어질 수 있는 수사로 인해 사이트에서 금지되어야 한다는 직원들의 권고를 뒤집었다. 싱은 페이스북에서 로힝야 무슬림 이민자를 총으로 쏴야 한다고 말했고 모스크를 파괴하겠다고 위협했다. 현재 및 전 페이스북 직원들은 월스트리트 저널에 이 결정이 인도의 사업 확대를 추구하는 페이스북의 BJP에 대한 편애 패턴의 일부라고 말했다. 한 직원에 따르면 페이스북은 BJP 정치인들이 무슬림이 고의적으로 코로나19를 퍼뜨린다고 비난하는 게시물을 올린 후에도 아무런 조치를 취하지 않았다.
2020년, 델리 주의회는 페이스북이 도시에서 발생한 2020년 종교 폭동에 책임이 있는지 조사하기 시작했으며, 페이스북이 "폭력에 역할을 한 것으로 명백히 유죄"라고 주장했다. 델리 의회 위원회의 소환에 따라 페이스북 인도 부사장 겸 상무이사 아지트 모한은 대법원에 소송을 제기했고, 대법원은 그에게 구제를 허용하고 소환을 중단 명령했다. 중앙 정부는 나중에 이 결정을 지지하고, 페이스북이 어떤 주 의회 앞에서도 책임을 지게 할 수 없으며 구성된 위원회가 위헌이라고 법원에 제출했다. 2021년 델리 의회 패널의 새로운 소환장 발부 후, 모한은 증인으로 출두하지 않은 것에 대해 '침묵할 권리'는 현재 '시끄러운 시대'의 미덕이며 입법부가 그를 치안 문제로 심문할 권한이 없다고 주장하며 이에 이의를 제기했다. 2021년 7월, 대법원은 소환장을 취소하는 것을 거부하고 페이스북에 델리 의회 패널 앞에 출두할 것을 요청했다.
2023년 9월 23일, 페이스북이 2021년에 인도 치나르 군단이 운영하는 계정 네트워크를 제거하는 데 약 1년 동안 지연했다고 보도되었다. 이 네트워크는 카슈미르 언론인들을 위험에 빠뜨릴 수 있는 허위 정보를 퍼뜨렸다. 이러한 지연과 이전에 공개되지 않았던 제거 조치는 현지 직원들이 당국으로부터 표적이 될 수 있다는 두려움과 인도의 사업 전망에 해를 끼칠 수 있다는 우려 때문이었다.

### 기업 지배 구조
초기 페이스북 투자자이자 전 저커버그 멘토인 로저 맥나미는 페이스북을 "내가 대기업에서 경험한 가장 중앙집권적인 의사결정 구조"라고 묘사했다. 콜로라도 대학교 볼더의 미디어 연구 교수인 네이선 슈나이더는 2018년에 페이스북을 사용자가 소유하고 관리하는 플랫폼 협동조합으로 전환할 것을 주장했다.
페이스북 공동 설립자 크리스 휴스는 2019년에 최고경영자 마크 저커버그가 너무 많은 권력을 가지고 있으며, 회사가 현재 독점 상태이고, 그 결과 여러 개의 작은 회사로 분할되어야 한다고 말했다. 그는 뉴욕 타임스 논평에서 페이스북 분할을 요구했다. 휴스는 저커버그가 자신에게 도전하지 않는 팀으로 둘러싸여 있으며, 그 결과 저커버그의 "통제되지 않는 권력"을 책임지고 억제하는 것은 미국 정부의 역할이라고 우려했다. 휴스는 또한 "마크의 권력은 전례가 없으며 비미국적이다"라고 말했다. 여러 미국 정치인들이 휴스의 의견에 동의했다. EU 경쟁 담당 집행위원 마르그레테 베스타게르는 페이스북 분할은 "최후의 수단"으로만 이루어져야 하며, 페이스북 분할이 페이스북의 근본적인 문제를 해결하지 못할 것이라고 밝혔다.

### 고객 지원
페이스북은 고객 지원의 부족으로 비판을 받아왔다. 사용자의 개인 및 비즈니스 계정이 침해될 경우, 많은 사용자가 접근 권한과 원상회복을 되찾기 위해 소액 사건 법원을 거쳐야 한다.

### 소송
회사는 반복적인 소송의 대상이 되어 왔다. 가장 주목할 만한 소송은 저커버그가 2004년에 커머런 윙클보스, 타일러 윙클보스, 디비아 나렌드라와 맺은 구두 계약을 위반하여 당시 "하버드 커넥션"이라고 불리던 소셜 네트워크 커넥트유를 구축했다는 주장을 다루었다.
2018년 3월 6일, 블랙베리는 페이스북과 자회사인 인스타그램, WhatsApp을 메시징 앱의 주요 기능을 표절했다는 이유로 고소했다. 2018년 10월, 텍사스주의 한 여성은 페이스북을 고소하며, 15세 때 소셜 미디어 네트워크에서 자신을 "친구"로 추가한 남성에게 성매매에 강제로 가담되었다고 주장했다. 페이스북은 성매매범들을 금지하기 위해 내부적으로나 외부적으로 노력하고 있다고 답변했다.
2019년, 괴롭힘을 당한 시리아인 남학생을 대리하는 영국 변호사들은 페이스북을 거짓 주장으로 고소했다. 그들은 페이스북이 규칙을 위반하는 콘텐츠를 제거하는 대신 저명인사들을 비판으로부터 보호했으며, 이러한 특별 대우가 금전적인 동기였다고 주장했다. 연방거래위원회와 뉴욕주 및 47개 다른 주와 지역 정부의 연합은 2020년 12월 9일, 인스타그램과 WhatsApp 등 다른 회사의 인수를 기반으로 독점 금지 조치를 요구하며 페이스북을 상대로 별도의 소송을 제기했는데, 이러한 관행을 반경쟁적이라고 불렀다. 이 소송들은 또한 이러한 제품을 인수하면서 사용자들의 개인 정보 보호 조치를 약화시켰다고 주장한다. 이 소송들은 다른 벌금 외에도 페이스북으로부터 인수를 해제할 것을 요구한다.
2022년 1월 6일, 프랑스 데이터 프라이버시 규제 기관인 CNIL은 페이스북에 쿠키에 대한 쉬운 거부를 허용하지 않아 구글과 함께 6천만 유로의 벌금을 부과했다. 2022년 12월 22일, 퀘벡 항소 법원은 플랫폼이 연령, 성별, 심지어 인종을 포함한 다양한 요소를 기반으로 구인 및 주택 광고를 대상으로 하도록 허용하기 때문에 차별을 받았다고 주장하는 페이스북 사용자들을 대신한 집단 소송을 승인했다. 이 소송은 플랫폼의 "마이크로 타겟팅 광고" 관행에 초점을 맞추고 있으며, 광고가 특정 대상 그룹에 속하는 사람들의 피드에만 표시되도록 보장된다고 주장한다. 예를 들어, 여성은 남성을 대상으로 하는 광고를 볼 수 없고, 노년층 남성은 18세에서 45세 사이의 사람들을 대상으로 하는 광고를 볼 수 없다는 것이다.
이 집단 소송에는 2016년 4월부터 플랫폼을 사용해 왔으며 해당 기간 동안 일자리나 주택을 찾고 있던 수천 명의 퀘벡 주민들이 포함될 수 있다. 페이스북은 법원의 12월 22일 판결 후 60일 이내에 캐나다 대법원에 항소할지 결정해야 한다. 항소하지 않으면 사건은 퀘벡 고등법원으로 돌아간다. 2023년 9월 21일, 캘리포니아 항소법원은 페이스북이 언루 시민권법에 따라 차별적인 광고로 고소될 수 있다고 판결했다.

## 영향

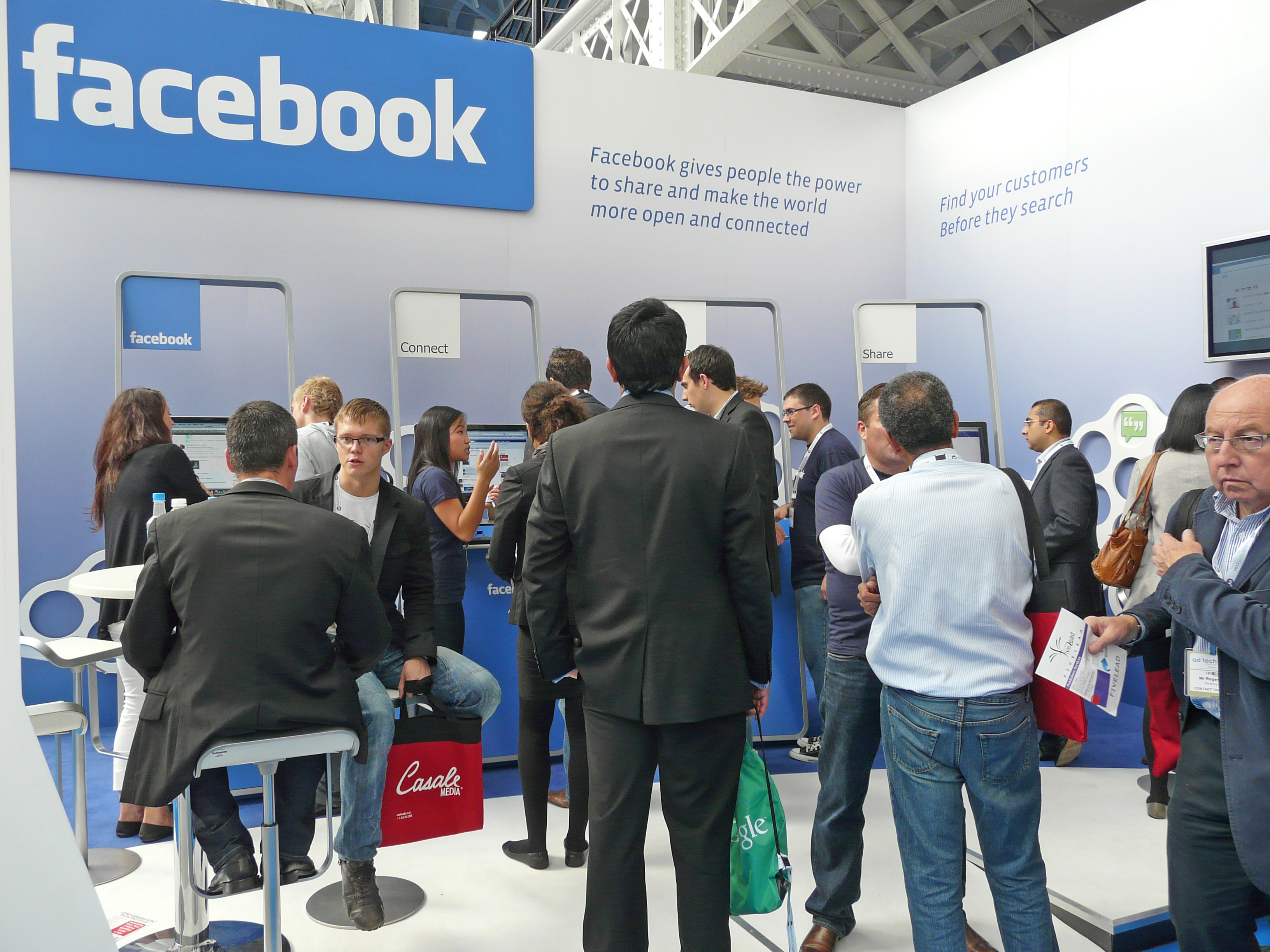
런던에서 열린 애드테크 2010의 페이스북

### 범위
워싱턴 포스트의 한 평론가는 페이스북이 "우리의 사건에 대한 반응과 진화하는 관습을 이전 역사가들이 꿈만 꾸던 범위와 즉각성으로 기록하는 거대한 정보 저장소"를 구성한다고 언급했다. 특히 인류학자, 사회 연구자 및 사회 역사가들에게 이 웹사이트는 "기존의 어떤 조상 기록보다 훨씬 선명하고 미묘한 우리 삶의 이미지를 보존할 것이다".

### 경제
경제학자들은 페이스북이 사용자가 서로 경쟁하도록 강요하지 않고 관심 있는 사용자만큼 많은 이점을 제공하는 많은 비경쟁적 서비스를 제공한다고 언급했다. 대조적으로, 대부분의 상품은 제한된 수의 사용자에게만 제공된다. 예를 들어, 한 사용자가 전화를 사면 다른 사용자는 그 전화를 살 수 없다. 세 가지 영역이 가장 큰 경제적 영향을 추가한다: 플랫폼 경쟁, 시장 및 사용자 행동 데이터. 페이스북은 그린피스가 석탄에 대한 장기 의존과 그로 인한 탄소 발자국 때문에 비난한 후 탄소 영향을 줄이기 시작했다. 2021년 페이스북은 전 세계 사업 운영이 100% 재생 에너지로 지원되며, 2018년에 설정한 목표인 탄소 중립 배출을 달성했다고 발표했다.
페이스북은 많은 소셜 게임, 커뮤니케이션, 피드백, 리뷰 및 기타 온라인 활동 관련 애플리케이션을 위한 개발 플랫폼을 제공한다. 이 플랫폼은 많은 사업을 탄생시켰고 전 세계 경제에 수천 개의 일자리를 추가했다. 소셜 게임 분야의 선두 주자인 징가는 그러한 사업의 한 예이다. 계량경제학적 분석에 따르면 페이스북의 앱 개발 플랫폼은 2011년 미국 경제에 182,000개 이상의 일자리를 추가했다. 추가된 고용의 총 경제적 가치는 약 120억 달러(2011년 미화 138억 달러)였다.

### 사회
페이스북은 최초의 대규모 사회 연결망 중 하나였다. 더 페이스북 이펙트에서 데이비드 커크패트릭은 페이스북의 구조가 "네트워크 효과"로 인해 대체하기 어렵게 만든다고 말했다. 2016년 현재, 미국인의 44%가 페이스북을 통해 뉴스를 얻는 것으로 추정되었다. 2023년 프론티어 미디어에 발표된 연구에 따르면 페이스북의 사용자층은 갭(Gab)과 같은 극우 소셜 네트워크보다 훨씬 더 양극화되어 있었다.

### 정신 및 정서 건강
연구에 따르면 소셜 네트워크는 정서 건강에 긍정적인 영향과 부정적인 모두 관련이 있다.
연구에 따르면 페이스북은 선망과 관련이 있으며, 이는 종종 휴가 및 공휴일 사진에 의해 유발된다. 다른 유발 요인으로는 친구들의 가족 행복에 대한 게시물과 신체적 아름다움에 대한 이미지가 있으며, 이러한 감정은 사람들이 자신의 삶에 불만족하도록 만든다. 두 독일 대학의 공동 연구에 따르면 3명 중 1명은 페이스북을 방문한 후 자신의 삶에 더 불만족스러워했으며, 유타 밸리 대학교의 또 다른 연구에서는 대학생들이 페이스북 사용 시간이 늘어난 후 자신에 대해 더 나쁜 감정을 느꼈다는 사실을 발견했다.
긍정적인 영향으로는 온라인 친구와의 "가상 공감" 및 내향적인 사람이 사회 기술을 배우는 데 도움이 되는 것 등이 있다. 2017년 12월 블로그 게시물에서 회사는 뉴스 피드를 "수동적으로 소비"하는 것, 즉 읽기만 하고 상호작용하지 않는 것이 사용자에게 부정적인 감정을 남기는 반면, 메시지와 상호작용하는 것은 행복감 개선으로 이어진다는 연구를 강조했다. 2020년 아메리칸 이코노믹 리뷰에 발표된 실험 연구에 따르면 페이스북 비활성화는 주관적 행복감 증가로 이어졌다.

### 정치
2008년 2월, "FARC에 반대하는 백만 개의 목소리"라는 페이스북 그룹은 수십만 명의 콜롬비아인들이 콜롬비아 무장혁명군 (FARC)에 항의하기 위해 행진하는 행사를 조직했다. 2010년 8월, 조선민주주의인민공화국의 공식 정부 웹사이트 중 하나와 국가 공식 통신사인 우리민족끼리가 페이스북에 가입했다.

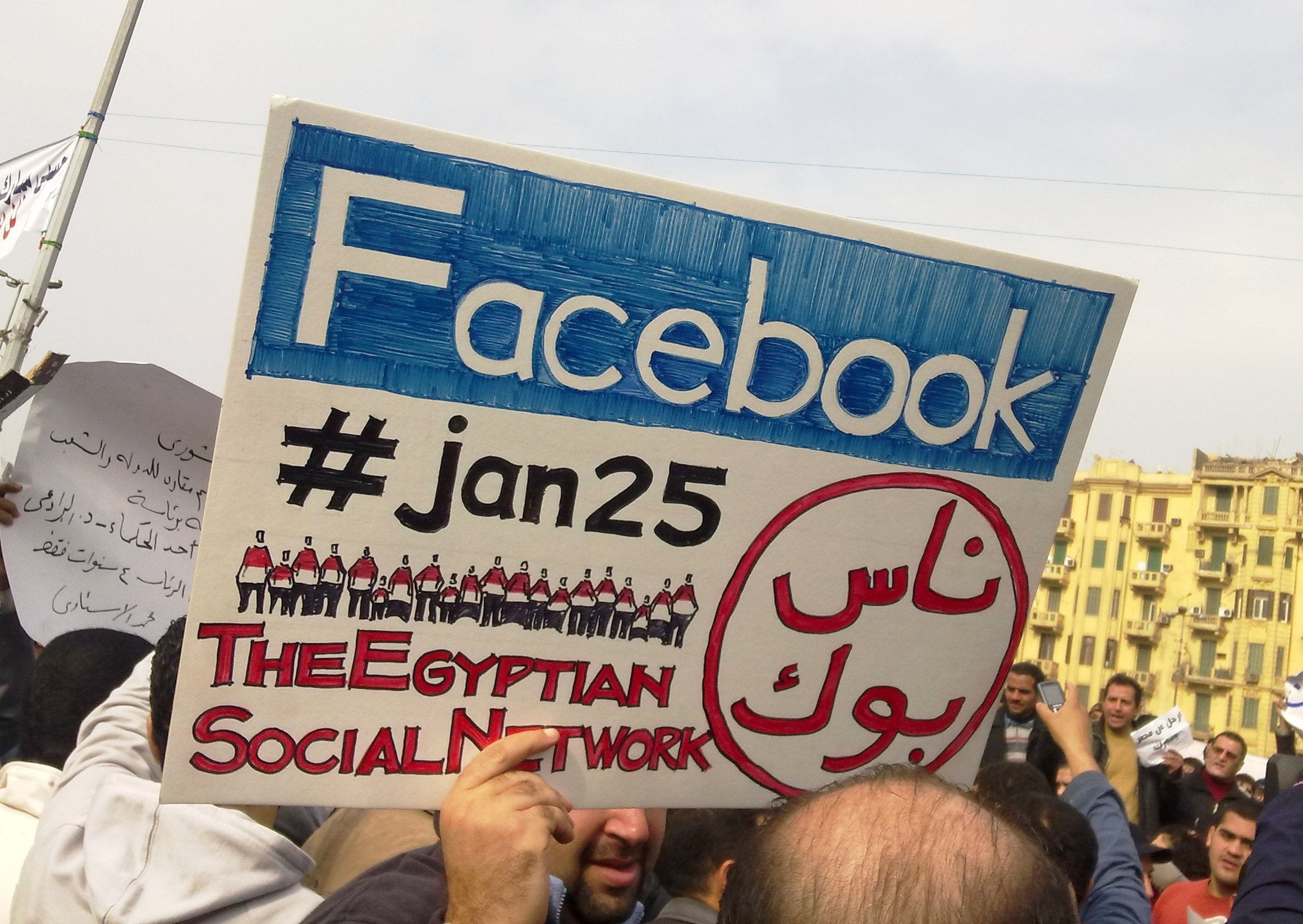
2011년 이집트 시위 중 "페이스북, #1월25일, 이집트 소셜 네트워크"라고 쓰인 카드를 든 남자

아랍의 봄 기간 동안 많은 언론인들은 페이스북이 2011년 이집트 혁명에서 중요한 역할을 했다고 주장했다. 1월 14일, 와엘 고님은 이집트 국민들을 1월 25일 "평화 시위"로 초대하기 위해 "우리는 모두 칼레드 사이드다"라는 페이스북 페이지를 시작했다. 튀니지와 이집트에서 페이스북은 시위자들을 연결하는 주요 도구가 되었고, 이집트 정부는 페이스북, 트위터 및 기타 사이트를 금지하게 되었다. 18일 후, 봉기는 호스니 무바라크 대통령의 사임을 강요했다.
2011년 2월 14일 시작된 바레인 봉기에서 페이스북은 바레인 정권과 정권 충성파에 의해 시위에 연루된 시민들을 식별, 체포, 기소하는 데 활용되었다. 아야트 알 쿠르메지라는 20세 여성은 페이스북을 이용해 시위자로 식별되어 수감되었다. 2011년, 페이스북은 FB PAC라는 이름으로 정치활동위원회를 구성하기 위해 미국 연방선거위원회에 서류를 제출했다. 더 힐에 보낸 이메일에서 페이스북 대변인은 "페이스북 정치활동위원회는 우리 직원들이 우리의 경제에 혁신 가치를 증진하고 사람들이 세상을 더 개방적이고 연결되게 만드는 힘을 부여하는 목표를 공유하는 후보자를 지지함으로써 정치 과정에서 목소리를 낼 수 있는 방법을 제공할 것"이라고 말했다.
시리아 내전 중, YPG, 로자바의 자유주의 군대는 ISIL과의 싸움에서 페이스북을 통해 서양인들을 모집했다. 수십 명이 그들의 대열에 합류했다. 페이스북 페이지의 이름 "로자바의 사자들"은 "사자는 암컷이든 수컷이든 사자다"라는 쿠르드족 속담에서 따왔는데, 이는 조직의 페미니스트 이데올로기를 반영한다.
최근 몇 년 동안 페이스북의 뉴스 피드 알고리즘은 정치적 양극화의 원인으로 지목되어 비판을 받았다. 또한 가짜뉴스와 극단적인 관점의 확대를 부추겼다는 비난도 받고 있는데, 이는 2015년 로힝야족 난민 위기를 야기한 상황을 가능하게 했을 때와 같다. 페이스북은 2008년 1월, 뉴햄프셔 주 프라이머리 직전에 미국 정치 과정에서 처음으로 역할을 했다. 페이스북은 ABC 및 세인트 안셀름 대학교와 협력하여 사용자들이 1월 5일 공화당 및 민주당 "연속 토론"에 대한 실시간 피드백을 제공할 수 있도록 했다. 페이스북 사용자들은 특정 주제, 유권자 등록 및 메시지 질문에 대한 토론 그룹에 참여했다.
백만 명 이상의 사람들이 "페이스북의 미국 정치" 페이스북 애플리케이션을 설치하여 토론 참가자들이 한 특정 발언에 대한 반응을 측정하는 데 참여했다. CBS 뉴스, UWIRE 및 The Chronicle of Higher Education의 여론 조사에 따르면 "페이스북 효과"가 젊은 유권자들에게 어떻게 영향을 미쳤는지, 즉 투표율, 정치 후보 지지율 및 전반적인 참여를 증가시켰는지를 보여주었다. 페이스북과 트위터와 같은 새로운 소셜 미디어는 수억 명의 사람들을 연결했다. 2008년까지 정치인과 이익 단체들은 소셜 미디어를 체계적으로 사용하여 메시지를 전파하는 실험을 하고 있었다. 2016년 선거까지 특정 집단에 대한 정치 광고는 일반화되었다. 페이스북은 가장 정교한 타겟팅 및 분석 플랫폼을 제공했다. 프로퍼블리카는 페이스북의 시스템이 광고주들이 "유대인 증오자", "유대인을 불태우는 방법", 또는 "유대인이 세상을 망치는 이유의 역사"와 같은 주제에 관심을 표현한 거의 2,300명에게 광고를 직접 전달할 수 있도록 허용했다고 언급했다.
페이스북은 사용자들이 유권자 등록 및 투표를 하도록 장려하기 위해 여러 가지 이니셔티브를 사용해 왔다. 2012년의 한 실험에서는 페이스북 사용자들에게 투표했다고 보고한 친구들의 사진을 보여주었다. 사진을 본 사용자들은 투표를 권유받지 않은 대조군에 비해 투표했다고 보고할 가능성이 약 2% 더 높았다. 2020년, 페이스북은 미국에서 4백만 명의 유권자 등록을 돕는 목표를 발표했으며, 9월까지 2백 50만 명을 등록했다고 밝혔다.
페이스북-케임브리지 애널리티카 정보 유출 사건은 선거에 영향을 미치려는 시도의 또 다른 예시였다. 가디언은 페이스북이 보안 침해 사실을 2년 동안 알고 있었지만, 대중에게 공개될 때까지 아무런 조치도 취하지 않았다고 주장했다. 페이스북은 미국 11월 선거에서 유권자 조작을 막기 위해 정치 광고를 금지했다. 선전 전문가들은 허위 정보가 소셜 미디어 플랫폼을 통해 유권자에게 도달하는 다른 방법이 있으며, 정치 광고를 차단하는 것이 입증된 해결책이 되지 않을 것이라고 말했다.
2024년 3월, 전 미국 대통령 도널드 트럼프는 틱톡을 없애면 자신이 "국민의 적"이라고 부른 페이스북이 사업을 두 배로 늘릴 수 있을 것이라고 말했다. 그는 바이든 대통령이 바이트댄스 소유주에게 틱톡 비디오 플랫폼을 팔거나 미국에서 금지될 것을 요구하는 법안에 서명할 준비가 되어 있다고 말한 후에 이 발언을 했다.

#### 인도
2019년 인도 총선을 앞두고 페이스북은 파키스탄에서 시작된 페이스북 및 인스타그램 플랫폼의 페이지, 그룹, 계정 103개를 삭제했다. 페이스북은 조사 결과 파키스탄 군과의 연관성을 발견했으며, ISPR 직원들의 실제 계정과 군 팬 페이지, 일반 관심 페이지를 운영하며 인도 정치에 대한 콘텐츠를 게시하고 신분을 숨기려고 시도한 가짜 계정 네트워크가 혼합되어 있었다고 밝혔다. 같은 이유로 페이스북은 플랫폼에서 조정된 비진정 행위로 인해 의회의 페이지 및 계정 687개를 삭제했다.

### 문화

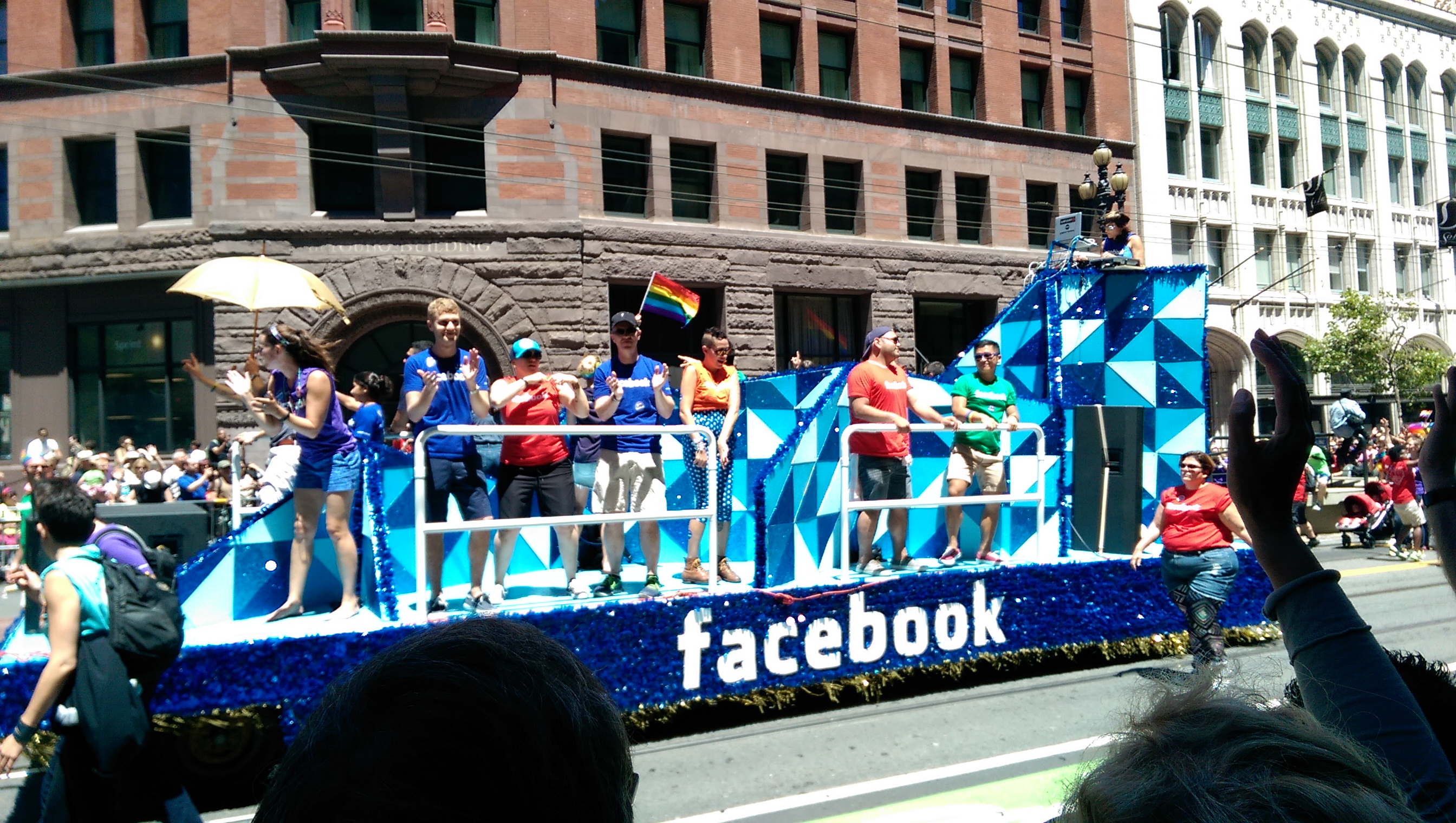
2014년 샌프란시스코 프라이드 행진의 페이스북 퍼레이드 차량

페이스북과 저커버그는 음악, 서적, 영화, 텔레비전의 주제가 되어 왔다. 데이비드 핀처가 감독하고 에런 소킨이 각본을 쓴 2010년 영화 소셜 네트워크는 제시 아이젠버그가 저커버그로 출연했으며, 3개의 아카데미상과 4개의 골든 글로브상을 수상했다.
2008년, 콜린스 영어사전은 "Facebook"을 올해의 새로운 단어로 선언했다. 2009년 12월, 뉴 옥스포드 아메리칸 사전은 올해의 단어로 동사 "unfriend"를 선언했는데, 이는 "페이스북과 같은 소셜 네트워킹 사이트에서 누군가를 '친구' 목록에서 제거하는 것"으로 정의된다.

### Internet.org
2013년 8월, 페이스북은 다른 6개 기술 회사와 협력하여 저개발 및 개발도상국을 위한 저렴한 인터넷 접속을 계획하고 구축하는 데 도움을 주기 위해 Internet.org를 설립했다. 프리 베이직스(Free Basics)라고 불리는 이 서비스에는 아큐웨더, 베이비센터, BBC 뉴스, ESPN, 빙과 같은 다양한 저대역폭 애플리케이션이 포함되어 있다. 인도에서는 Internet.org에 대한 심각한 반대가 있었는데, 릴라이언스 커뮤니케이션스와 협력하여 2015년에 시작된 이 서비스는 1년 후 인도 통신규제청 (TRAI)에 의해 금지되었다. 2018년 저커버그는 "Internet.org 노력으로 약 1억 명의 사람들이 인터넷에 접속할 수 있게 되었는데, 그렇지 않았다면 인터넷을 사용할 수 없었을 것"이라고 주장했다.

### 환경
페이스북은 2021년 기후 변화에 대한 허위 정보 유포를 막기 위한 노력을 기울일 것이라고 발표했다. 이 회사는 조지 메이슨 대학교, 예일 기후 변화 커뮤니케이션 프로그램 및 케임브리지 대학교를 정보 출처로 활용할 것이다. 회사는 기후 정보 허브를 16개국으로 확장할 것이다. 다른 국가의 사용자들은 정보를 얻기 위해 유엔 환경 계획 웹사이트로 안내될 것이다.

## 같이 보기
- 소셜 네트워크 서비스
- 소셜 네트워크
- 페이스북 워치

### 내용주
1. ↑  영어: Facebook, 약칭: 페북, FB

### 참조주
1. ↑  Bridgwater, Adrian (2013년 10월 16일). “Facebook Adopts D Language”. 《Dr Dobb's》 (샌프란시스코).
2. ↑  “How do I report a child under the age of 14 on Facebook in South Korea, Spain or Quebec, Canada?”. 《Facebook》. 2023년 10월 13일에 원본 문서에서 보존된 문서. 2023년 10월 9일에 확인함.
3. ↑  “How Many Users Does Facebook Have in 2024?”. 《Oberlo》. 2025년 1월 11일에 확인함.
4. ↑  “facebook.com”. 《similarweb.com》. 2023년 11월 12일에 원본 문서에서 보존된 문서. 2023년 11월 15일에 확인함.
5. ↑  Miller, Chance (2019년 12월 17일). “These were the most-downloaded apps and games of the decade”. 《9to5Mac》 (미국 영어). 2019년 12월 17일에 원본 문서에서 보존된 문서. 2019년 12월 17일에 확인함.
6. ↑  “Facebook Messenger finally allows you to edit messages, but you'll only have 15 minutes to do so”. 《Mezha.Media》.
7. ↑  Peters, Jay (2023년 12월 11일). “Messenger now lets you edit messages.”. 《The Verge》.
8. ↑  Cadwalladr, Carole; Graham-Harrison, v (2018년 5월 24일). “Facebook accused of conducting mass surveillance through its apps”. 《가디언》 (영어). 2021년 1월 14일에 원본 문서에서 보존된 문서. 2020년 10월 9일에 확인함.
9. ↑  Mahdawi, Arwa (2018년 12월 21일). “Is 2019 the year you should finally quit Facebook?”. 《가디언》. 2023년 5월 28일에 원본 문서에서 보존된 문서. 2019년 1월 24일에 확인함.
10. ↑  Claburn, Thomas (2018년 8월 17일). “Facebook flat-out 'lies' about how many people can see its ads – lawsuit”. 더 레지스터. 2023년 9월 7일에 원본 문서에서 보존된 문서. 2020년 11월 18일에 확인함.
11. ↑  Phillips, Sarah (2007년 7월 25일). “A brief history of Facebook”. 《가디언》.
12. ↑  Levy, Steven (2020). 《Facebook: The Inside Story》. New York City, New York: Penguin Random House.
13. 1 2  Kaplan, Katharine A. (2003년 11월 19일). “Facemash Creator Survives Ad Board”. 《하버드 크림슨》. 2019년 5월 4일에 원본 문서에서 보존된 문서. 2017년 6월 24일에 확인함.
14. ↑  Hoffman, Claire (2010년 9월 15일). “The Battle For Facebook”. 《롤링 스톤》 (Wenner Media). 2018년 12월 26일에 원본 문서에서 보존된 문서. 2017년 7월 4일에 확인함.
15. ↑  Rothman, Lily (2015년 2월 4일). “Happy Birthday, Facebook”. 《타임 (잡지)》. 2018년 12월 26일에 원본 문서에서 보존된 문서. 2017년 7월 4일에 확인함.
16. ↑  Weinberger, Matt (2017년 9월 7일). “33 photos of Facebook's rise from a Harvard dorm room to world domination”. 《비즈니스 인사이더》. 악셀 슈프링어 SE. 2018년 12월 26일에 원본 문서에서 보존된 문서. 2017년 12월 13일에 확인함.
17. ↑  Rosmarin, Rachel (2006년 9월 11일). “Open Facebook”. 《포브스》 (New York). 2019년 3월 23일에 원본 문서에서 보존된 문서. 2008년 6월 13일에 확인함.
18. ↑  Nguyen, Lananh (2004년 4월 12일). “Online network created by Harvard students flourishes”. 《터프츠 데일리》 (Medford, MA). 2021년 2월 14일에 원본 문서에서 보존된 문서. 2018년 11월 30일에 확인함.
19. ↑  Rosen, Ellen (2005년 5월 26일). “Student's Start-Up Draws Attention and $13 Million”. 《뉴욕 타임스》. 2005년 5월 29일에 원본 문서에서 보존된 문서. 2009년 5월 18일에 확인함.
20. ↑  “Company Timeline” (보도 자료). Facebook. 2007년 1월 1일. 2019년 1월 6일에 원본 문서에서 보존된 문서. 2008년 3월 5일에 확인함.
21. ↑  “Why you should beware of Facebook”. 《디 에이지》 (멜버른). 2008년 1월 20일. 2018년 12월 26일에 원본 문서에서 보존된 문서. 2008년 4월 30일에 확인함.
22. ↑  Parker, Sean (2015년 4월 16일). “Reid Hoffman: The World's 100 Most Influential People”. 《타임 (잡지)》. 2023년 10월 30일에 원본 문서에서 보존된 문서. 2023년 6월 20일에 확인함.
23. ↑  Williams, Christopher (2007년 10월 1일). “Facebook wins Manx battle for face-book.com”. 《더 레지스터》. Situation Publishing. 2018년 12월 26일에 원본 문서에서 보존된 문서. 2017년 3월 23일에 확인함.
24. ↑  Abram, Carolyn (2006년 9월 26일). “Welcome to Facebook, everyone”. The Facebook Blog. 2019년 1월 11일에 원본 문서에서 보존된 문서. 2008년 3월 8일에 확인함.
25. ↑  “Terms of Use”. Facebook. 2007년 11월 15일. 2008년 3월 5일에 원본 문서에서 보존된 문서. 2008년 3월 5일에 확인함.
26. ↑  “Facebook Expansion Enables More People to Connect with Friends in a Trusted Environment”. 《Facebook Newsroom》. 2006년 9월 26일. 2018년 12월 26일에 원본 문서에서 보존된 문서. 2016년 2월 4일에 확인함.
27. ↑  Richmond, Riva (2007년 11월 27일). “Enterprise: Facebook, a Marketer's Friend; Site Offers Platform To Tout Products, Interact With Users”. 《월스트리트 저널》 (New York). B4면.
28. 1 2 3 4 5 6 7 8 9 10 11 12 13 14  1634–1699: McCusker, J. J. (1997). 《How Much Is That in Real Money? A Historical Price Index for Use as a Deflator of Money Values in the Economy of the United States: Addenda et Corrigenda》 (PDF). American Antiquarian Society. 1700–1799: McCusker, J. J. (1992). 《How Much Is That in Real Money? A Historical Price Index for Use as a Deflator of Money Values in the Economy of the United States》 (PDF). American Antiquarian Society. 1800–present: Federal Reserve Bank of Minneapolis. “Consumer Price Index (estimate) 1800–”. 2024년 2월 29일에 확인함.
29. ↑  “Video Ad Specs”. 《Facebook Business Help Center》. 2025년 5월 3일에 확인함.
30. ↑  “How do I accept a friend request on Facebook?”. 《Facebook Help Center》. 2025년 5월 3일에 확인함.
31. ↑  “Choose who can see your post on Facebook”. 《Facebook Help Center》. 2025년 5월 3일에 확인함.
32. 1 2  “Groups”. 《Facebook Help Center》. 2025년 5월 3일에 확인함.
33. ↑  “What are the privacy options for Facebook groups?”. 《Facebook Help Center》. 2025년 5월 3일에 확인함.
34. ↑  “How Marketplace Works”. 《Facebook Help Center》. 2025년 5월 3일에 확인함.
35. ↑  “Sell something in a Facebook buy and sell group”. 《Facebook Help Center》. 2025년 5월 3일에 확인함.
36. ↑  “How to Host a Facebook Group Event Offline”. 《Facebook Community》. 2025년 5월 3일에 확인함.
37. ↑  Smith, Zadie (2010년 11월 25일). 《Generation Why?》. 《뉴욕 리뷰 오브 북스》 57. 2015년 10월 23일에 원본 문서에서 보존된 문서. 2014년 2월 15일에 확인함.
38. ↑  Jose Antonio Vargas (2010년 9월 20일). “LETTER FROM PALO ALTO: THE FACE OF FACEBOOK”. 《더 뉴요커》 (콘데 나스트). 2014년 6월 26일에 원본 문서에서 보존된 문서. 2014년 2월 15일에 확인함.
39. ↑  Atkins, Ashley; Hagigi, Royi (2020년 5월 8일). “Rebuilding our tech stack for the new Facebook.com”. 2024년 3월 21일에 원본 문서에서 보존된 문서. 2024년 3월 21일에 확인함.
40. ↑  Constine, Josh (2012년 11월 18일). “Facebook Could Slow Down A Tiny Bit As It Starts Switching All Users To Secure HTTPS Connections”. 《테크크런치》 (미국 영어). 2024년 6월 24일에 원본 문서에서 보존된 문서. 2024년 6월 16일에 확인함.
41. ↑  Paul, Ryan (2012년 4월 5일). “Exclusive: a behind-the-scenes look at Facebook release engineering”. 《아르스 테크니카》. 콘데 나스트. 2017년 7월 4일에 원본 문서에서 보존된 문서. 2017년 6월 14일에 확인함.
42. 1 2 3  “Facebook's New Real-time Analytics System: HBase To Process 20 Billion Events Per Day”. Highscalability.com. 2011년 3월 22일. 2021년 1월 26일에 원본 문서에서 보존된 문서. 2012년 12월 26일에 확인함.
43. ↑  “The Evolution of Advanced Caching in the Facebook CDN”. 2016년 4월 7일. 2021년 1월 15일에 원본 문서에서 보존된 문서. 2020년 5월 20일에 확인함.
44. ↑  Dwarakanath, Navya (2019년 8월 12일), 《What I Learned About How Facebook Infrastructure Serves Our Photos》
45. ↑  “An Analysis of Facebook Photo Caching – Meta Research”. 《Meta Research》. 2021년 12월 18일에 원본 문서에서 보존된 문서. 2021년 12월 18일에 확인함.
46. ↑  “Does Facebook use any other CDN apart from Akamai? Encountered fbcdn.net subdomain that does not belong to Akamai”. 《Web Applications Stack Exchange》. 2020년 8월 11일에 원본 문서에서 보존된 문서. 2020년 5월 20일에 확인함.
47. ↑  Farahbakhsh, Reza; Cuevas, Angel; Ortiz, Antonio M.; Han, Xiao; Crespi, Noel (2015). 《How far is Facebook from me? Facebook network infrastructure analysis》. 《IEEE Communications Magazine》 53 (Institute of Electrical and Electronics Engineers (IEEE)). 134–142쪽. arXiv:1705.00717. doi:10.1109/mcom.2015.7263357. ISSN 0163-6804. S2CID 7987529.
48. ↑  Metz, Cade (2014년 3월 20일). “Facebook Introduces 'Hack', the Programming Language of the Future”. 《와이어드》. 2014년 3월 28일에 원본 문서에서 보존된 문서. 2017년 3월 7일에 확인함.
49. ↑  Knibbs, Kate (2015년 12월 11일). “How Facebook's design has changed over the last 10 years”. 《더 데일리 닷》. 2020년 11월 13일에 원본 문서에서 보존된 문서. 2017년 6월 14일에 확인함.
50. ↑  Schulman, Jacob (2011년 9월 22일). “Facebook introduces Timeline: 'a new way to express who you are'”. 《더 버지》. 복스 미디어. 2018년 6월 13일에 원본 문서에서 보존된 문서. 2017년 6월 14일에 확인함.
51. ↑  Gayomali, Chris (2011년 9월 22일). “Facebook Introduces 'Timeline': The 'Story' of Your Life”. 《타임 (잡지)》. 2020년 8월 17일에 원본 문서에서 보존된 문서. 2017년 6월 14일에 확인함.
52. 1 2  Panzarino, Matthew (2011년 9월 22일). “Facebook introduces radical new profile design called Timeline: The story of your life [Video]”. 《The Next Web》. 2020년 11월 27일에 원본 문서에서 보존된 문서. 2017년 6월 14일에 확인함.
53. ↑  Weaver, Jason (2012년 3월 30일). “The Evolution of Facebook for Brands”. 《매셔블》. 2020년 10월 25일에 원본 문서에서 보존된 문서. 2017년 6월 14일에 확인함.
54. ↑  “Before Graph Search: Facebook's Biggest Changes”. 《PC Magazine》. 지프 데이비스. 2013년 1월 15일. 2018년 7월 1일에 원본 문서에서 보존된 문서. 2017년 6월 14일에 확인함.
55. ↑  Parr, Ben (2009년 6월 9일). “Facebook to Launch Vanity URLs for All”. 《매셔블》. 2021년 1월 15일에 원본 문서에서 보존된 문서. 2017년 6월 14일에 확인함.
56. ↑  O'Neill, Nick (2009년 6월 9일). “Facebook Begins Rolling Out Free Profile Usernames For Vanity URLs”. 《애드위크》. Beringer Capital. 2020년 11월 9일에 원본 문서에서 보존된 문서. 2017년 6월 14일에 확인함.
57. ↑  Crook, Jordan; Constine, Josh (2014년 2월 13일). “Facebook Opens Up LGBTQ-Friendly Gender Identity And Pronoun Options”. 《테크크런치》 (AOL). 2020년 11월 29일에 원본 문서에서 보존된 문서. 2017년 3월 23일에 확인함.
58. ↑  “Facebook expands gender options: transgender activists hail 'big advance'”. 《가디언》. 2014년 2월 14일. 2021년 2월 13일에 원본 문서에서 보존된 문서. 2017년 6월 14일에 확인함.
59. ↑  Oreskovic, Alexei (2014년 2월 13일). “In new profile feature, Facebook offers choices for gender identity”. 《로이터》. 톰슨 로이터. 2020년 11월 24일에 원본 문서에서 보존된 문서. 2017년 6월 14일에 확인함.
60. ↑  Machkovech, Sam (2014년 5월 16일). “Facebook adds naggy "ask" button to profile pages”. 《아르스 테크니카》. 콘데 나스트. 2017년 2월 24일에 원본 문서에서 보존된 문서. 2017년 6월 14일에 확인함.
61. ↑  Stampler, Laura (2014년 5월 19일). “Facebook's New 'Ask' Button Gives You a Whole New Way to Badger Friends About Their Relationship Status”. 《타임 (잡지)》. 2021년 1월 26일에 원본 문서에서 보존된 문서. 2017년 6월 14일에 확인함.
62. ↑  Sanghvi, Ruchi (2006년 9월 6일). “Facebook Gets a Facelift”. The Facebook Blog. 2011년 6월 10일에 원본 문서에서 보존된 문서. 2008년 2월 11일에 확인함.
63. ↑  “Facebook: Celebrate Your Birthday Every Day”. Colnect blog. 2012년 7월 7일에 원본 문서에서 보존된 문서. 2010년 3월 9일에 확인함.
64. ↑  Lacy, Sarah (2006년 9월 8일). “Facebook Learns from Its Fumble”. 《비즈니스위크》 (New York). 2006년 11월 6일에 원본 문서에서 보존된 문서. 2008년 6월 28일에 확인함.
65. ↑  Gonsalves, Antone (2006년 9월 8일). “Facebook Founder Apologizes in Privacy Flap; Users Given More Control”. 《인포메이션위크》 (New York). 2010년 3월 2일에 원본 문서에서 보존된 문서. 2008년 6월 28일에 확인함.
66. ↑  US patent 7669123
67. ↑  “US Patent No. 7669123”. 《Ostsee Magazin☀️ Urlaubsorte und Ausflugsziele》. Social Media. 2010년 3월 1일. 2011년 5월 15일에 원본 문서에서 보존된 문서. 2010년 3월 9일에 확인함.
68. ↑  “EdgeRank”. EdgeRank. 2007년 10월 29일. 2021년 1월 26일에 원본 문서에서 보존된 문서. 2013년 2월 16일에 확인함.
69. ↑  Arrington, Michael (2007년 5월 24일). “Facebook Launches Facebook Platform; They are the Anti-MySpace”. 《테크크런치》. AOL. 2019년 5월 30일에 원본 문서에서 보존된 문서. 2017년 3월 23일에 확인함.
70. ↑  “Share More Memories with Larger Photo Albums”. 2011년 5월 10일에 원본 문서에서 보존된 문서. 2010년 1월 4일에 확인함.
71. ↑  “Photos”. Facebook. 2008년 7월 31일에 원본 문서에서 보존된 문서. 2008년 3월 15일에 확인함.
72. ↑  Shontell, Alyson (2011년 5월 13일). “The First 20 Facebook Employees: Where Are They Now?”. 《비즈니스 인사이더》. 2020년 7월 24일에 원본 문서에서 보존된 문서. 2019년 9월 10일에 확인함.
73. ↑  Cutler, Kim-Mai (2011년 5월 17일). “Facebook Wins Patents For Tagging in Photos, Other Digital Media”. 《애드위크》. 2020년 10월 22일에 원본 문서에서 보존된 문서. 2019년 9월 10일에 확인함.
74. ↑  “Facebook to launch App Center”. 《타임스 오브 인디아》. 2012년 6월 8일. 2012년 6월 8일에 원본 문서에서 보존된 문서.
75. ↑  “Introducing Instant Articles – Facebook Media”. 《fb.com》. 2015년 5월 14일에 원본 문서에서 보존된 문서. 2015년 5월 15일에 확인함.
76. ↑  “Facebook launches "Instant Articles"”. 《Preview Tech》. 2015년 5월 14일. 2020년 12월 4일에 원본 문서에서 보존된 문서. 2015년 5월 15일에 확인함.
77. ↑  Constine, Josh (2017년 1월 25일). “Facebook Stories puts a Snapchat clone above the News Feed”. 《테크크런치》. AOL. 2021년 2월 21일에 원본 문서에서 보존된 문서. 2017년 3월 23일에 확인함.
78. ↑  Franklin, Rachel (2017년 10월 11일). “Building Connections Through Creativity and Opening VR to Everyone”. 《Oculus》. 2020년 10월 24일에 원본 문서에서 보존된 문서. 2018년 2월 28일에 확인함.
79. ↑  Isaac, Mike (2018). “Facebook Overhauls News Feed to Focus on What Friends and Family Share”. 《뉴욕 타임스》. ISSN 0362-4331. 2018년 1월 12일에 원본 문서에서 보존된 문서. 2018년 1월 17일에 확인함.
80. ↑  Ziobro, Paul (2021년 2월 24일). “Facebook to Spend $1 Billion on News Content Over Three Years”. 《월스트리트 저널》 (미국 영어). ISSN 0099-9660. 2021년 2월 25일에 원본 문서에서 보존된 문서. 2021년 2월 24일에 확인함.
81. ↑  “UPDATE 1-Facebook says it inadvertently blocked content during Australia news ban”. 《finance.yahoo.com》 (미국 영어). 2021년 2월 24일. 2021년 2월 24일에 원본 문서에서 보존된 문서. 2021년 2월 24일에 확인함.
82. ↑  Barker, Alex. “Facebook pledges to pay $1bn for news”. 《아이리시 타임스》 (영어). 2021년 2월 24일에 원본 문서에서 보존된 문서. 2021년 2월 24일에 확인함.
83. ↑  “Facebook Takes Out Full-Page Newspaper Ads to Attack Apple's iOS Privacy Changes”. 《MacRumors》 (영어). 2020년 12월 16일. 2021년 5월 12일에 원본 문서에서 보존된 문서. 2021년 5월 12일에 확인함.
84. ↑  Datti, Sharmishte (2021년 5월 12일). “Apple's App Tracking Transparency Becomes Facebook's Nightmare: Only 4% Allow Tracking”. 《gizbot.com》 (영어). 2021년 6월 4일에 원본 문서에서 보존된 문서. 2021년 5월 12일에 확인함.
85. ↑  “Apple Might Have Just Put and End to Facebook”. 《www.msn.com》. 2021년 5월 12일에 원본 문서에서 보존된 문서. 2021년 5월 12일에 확인함.
86. ↑  “Apple vs Facebook: 96 Percent Users Disabling App Tracking So Far, Claims Report”. 《www.news18.com》 (영어). 2021년 5월 9일. 2021년 5월 12일에 원본 문서에서 보존된 문서. 2021년 5월 12일에 확인함.
87. ↑  Heisler, Yoni (2021년 5월 11일). “New data shows how devastating Apple's new anti-tracking feature is for Facebook”. 《BGR》 (미국 영어). 2021년 5월 11일에 원본 문서에서 보존된 문서. 2021년 5월 12일에 확인함.
88. ↑  “Facebook Says Impact of iOS 14.5's App Tracking Transparency Will Be 'Manageable'”. 《MacRumors》 (영어). 2021년 4월 28일. 2021년 5월 12일에 원본 문서에서 보존된 문서. 2021년 5월 12일에 확인함.
89. ↑  Kincaid, Jason (2009년 2월 9일). “Facebook Activates "Like" Button; FriendFeed Tires Of Sincere Flattery”. 《테크크런치》. AOL. 2018년 7월 1일에 원본 문서에서 보존된 문서. 2017년 5월 31일에 확인함.
90. ↑  Mangalindan, JP (2015년 4월 21일). “Facebook Likes don't go as far as they used to in News Feed update”. 《매셔블》. 2020년 10월 19일에 원본 문서에서 보존된 문서. 2017년 5월 31일에 확인함.
91. ↑  Constine, Josh (2016년 9월 6일). “How Facebook News Feed Works”. 《테크크런치》. AOL. 2021년 1월 29일에 원본 문서에서 보존된 문서. 2017년 5월 31일에 확인함.
92. ↑  “Like and React to Posts”. 《Facebook Help Center》. Facebook. 2021년 1월 6일에 원본 문서에서 보존된 문서. 2017년 5월 31일에 확인함.
93. ↑  Albanesius, Chloe (2010년 6월 17일). “Facebook Adds Ability to 'Like' Comments”. 《PC Magazine》. 지프 데이비스. 2019년 1월 26일에 원본 문서에서 보존된 문서. 2017년 5월 31일에 확인함.
94. ↑  Newton, Casey (2016년 2월 24일). “Facebook rolls out expanded Like button reactions around the world”. 《더 버지》. 복스 미디어. 2021년 2월 14일에 원본 문서에서 보존된 문서. 2017년 5월 31일에 확인함.
95. ↑  Stinson, Liz (2016년 2월 24일). 《Facebook Reactions, the Totally Redesigned Like Button, Is Here》. 《와이어드》. 2020년 12월 3일에 원본 문서에서 보존된 문서. 2017년 5월 31일에 확인함.
96. ↑  Garun, Natt (2017년 5월 3일). “Facebook reactions have now infiltrated comments”. 《더 버지》. 복스 미디어. 2018년 6월 20일에 원본 문서에서 보존된 문서. 2017년 5월 31일에 확인함.
97. ↑  Cohen, David (2017년 5월 3일). “Facebook Just Extended Reactions to Comments”. 《애드위크》. Beringer Capital. 2021년 2월 21일에 원본 문서에서 보존된 문서. 2017년 5월 31일에 확인함.
98. ↑  Lyles, Taylor (2020년 4월 17일). “Facebook adds a 'care' reaction to the like button 5”. 《더 버지》. 2022년 5월 23일에 원본 문서에서 보존된 문서. 2020년 5월 2일에 확인함.
99. ↑  Hendrickson, Mark (2008년 4월 6일). “Facebook Chat Launches, For Some”. 《테크크런치》. AOL. 2020년 10월 17일에 원본 문서에서 보존된 문서. 2017년 6월 2일에 확인함.
100. ↑  Siegler, MG (2010년 11월 15일). “Facebook's Modern Messaging System: Seamless, History, And A Social Inbox”. 《테크크런치》. AOL. 2020년 10월 19일에 원본 문서에서 보존된 문서. 2017년 6월 2일에 확인함.
101. ↑  Kincaid, Jason (2011년 8월 9일). “Facebook Launches Standalone iPhone/Android Messenger App (And It's Beluga)”. 《테크크런치》. AOL. 2020년 10월 5일에 원본 문서에서 보존된 문서. 2017년 6월 2일에 확인함.
102. ↑  King, Hope (2015년 4월 27일). “Facebook Messenger now lets you make video calls”. 《CNN》. 2020년 6월 11일에 원본 문서에서 보존된 문서. 2017년 6월 2일에 확인함.
103. ↑  Statt, Nick (2016년 12월 19일). “Facebook Messenger now lets you video chat with up to 50 people”. 《더 버지》. 복스 미디어. 2020년 11월 8일에 원본 문서에서 보존된 문서. 2017년 6월 2일에 확인함.
104. ↑  Hamburger, Ellis (2013년 1월 16일). “Facebook launches free calling for all iPhone users in the US”. 《더 버지》. 복스 미디어. 2020년 11월 12일에 원본 문서에서 보존된 문서. 2017년 6월 2일에 확인함.
105. ↑  Constine, Josh (2015년 4월 27일). “Facebook Messenger Launches Free VOIP Video Calls Over Cellular And Wi-Fi”. 《테크크런치》. AOL. 2020년 9월 19일에 원본 문서에서 보존된 문서. 2017년 6월 2일에 확인함.
106. ↑  Arthur, Charles (2012년 12월 4일). “Facebook turns Messenger into a text message killer”. 《가디언》. 2020년 9월 19일에 원본 문서에서 보존된 문서. 2017년 6월 2일에 확인함.
107. ↑  “Chat Heads come to Facebook Messenger for Android”. 《더 버지》. 복스 미디어. 2013년 4월 12일. 2020년 9월 20일에 원본 문서에서 보존된 문서. 2017년 6월 2일에 확인함.
108. ↑  Perez, Sarah (2016년 2월 11일). “Facebook Tests SMS Integration in Messenger, Launches Support For Multiple Accounts”. 《테크크런치》. AOL. 2020년 12월 2일에 anches-support-for-multiple-accounts/ 원본 문서 |url= 값 확인 필요 (도움말)에서 보존된 문서. 2017년 6월 2일에 확인함.
109. ↑  Greenberg, Andy (2016년 10월 4일). 《You Can All Finally Encrypt Facebook Messenger, So Do It》. 《와이어드》. 2020년 11월 22일에 원본 문서에서 보존된 문서. 2017년 6월 2일에 확인함.
110. ↑  Constine, Josh (2016년 11월 29일). “Facebook Messenger launches Instant Games”. 《테크크런치》. AOL. 2020년 11월 8일에 원본 문서에서 보존된 문서. 2017년 6월 2일에 확인함.
111. 1 2  Constine, Josh (2015년 3월 17일). “Facebook Introduces Free Friend-To-Friend Payments Through Messages”. 《테크크런치》. AOL. 2020년 8월 15일에 원본 문서에서 보존된 문서. 2017년 6월 2일에 확인함.
112. ↑  Hawkins, Andrew J. (2015년 12월 16일). “Facebook Messenger now lets you hail an Uber car”. 《더 버지》. 복스 미디어. 2020년 11월 8일에 원본 문서에서 보존된 문서. 2017년 6월 2일에 확인함.
113. ↑  Vincent, James (2017년 3월 9일). “Facebook's Snapchat stories clone, Messenger Day, is now rolling out globally”. 《더 버지》. 복스 미디어. 2020년 11월 12일에 원본 문서에서 보존된 문서. 2017년 6월 2일에 확인함.
114. 1 2  Vincent, James (2017년 3월 23일). “Facebook Messenger gets reactions for individual messages and @ notifications”. 《더 버지》. 복스 미디어. 2020년 11월 12일에 원본 문서에서 보존된 문서. 2017년 6월 2일에 확인함.
115. ↑  O'Flaherty, Kate. “Facebook Users Beware: Here's Why Messenger Rooms Is Not Actually That Private”. 《포브스》 (영어). 2020년 5월 14일에 확인함.
116. ↑  Kastrenakes, Jacob (2020년 7월 22일). “Facebook Messenger can now lock your chats behind Face ID”. 《더 버지》 (영어). 2020년 7월 23일에 확인함.
117. ↑  Mendiratta, Hemant (2020년 8월 7일). “How To View Only Unread Messages On Facebook Messenger”. 《TechUntold》. 2021년 9월 14일에 확인함.
118. ↑  “Facebook Messenger releases cross-app group chats, further integrating with Instagram”. 《테크크런치》 (미국 영어). 2021년 9월 30일. 2022년 4월 8일에 확인함.
119. ↑  “The Future of Messaging is Now”. 《Messenger News》. 2020년 10월 13일. 2020년 10월 13일에 확인함.
120. ↑  King, Hope (2015년 3월 25일). “7 big changes coming to Facebook”. 《CNN》. 2020년 3월 1일에 원본 문서에서 보존된 문서. 2017년 6월 2일에 확인함.
121. ↑  Newton, Casey (2016년 4월 12일). “Facebook launches a bot platform for Messenger”. 《더 버지》. 복스 미디어. 2020년 11월 8일에 원본 문서에서 보존된 문서. 2017년 6월 2일에 확인함.
122. ↑  Newlands, Murray (2017년 7월 29일). “ManyChat's Chatbots Are Getting 400% ROI: Here's How You Can Too”. 《포브스》. 포브스. 2025년 7월 7일에 확인함.
123. ↑  Statt, Nick (2017년 4월 6일). “Facebook's AI assistant will now offer suggestions inside Messenger”. 《더 버지》. 복스 미디어. 2020년 11월 11일에 원본 문서에서 보존된 문서. 2017년 6월 2일에 확인함.
124. ↑  Constine, Josh (2017년 4월 6일). “Facebook Messenger's AI 'M' suggests features to use based on your convos”. 《테크크런치》. AOL. 2020년 10월 26일에 원본 문서에서 보존된 문서. 2017년 6월 2일에 확인함.
125. ↑  Constine, Josh (2017년 4월 18일). “Facebook Messenger launches group bots and bot discovery tab”. 《테크크런치》. AOL. 2020년 10월 22일에 원본 문서에서 보존된 문서. 2017년 6월 2일에 확인함.
126. 1 2 3 4  “"Data Policy"”. 《Facebook.com》. 2021년 10월 21일에 원본 문서에서 보존된 문서. 2021년 10월 20일에 확인함.
127. ↑  “Search Privacy”. Facebook. 2020년 11월 9일에 원본 문서에서 보존된 문서. 2009년 6월 13일에 확인함.
128. ↑  “Choose Your Privacy Settings”. Facebook. 2009년 9월 10일에 확인함.
129. ↑  Ortutay, Barbare (2018년 3월 25일). “"What Facebook's privacy policy allows may surprise you"”.
130. 1 2 3  Wilberding, Kurt; Wells, Georgia (2019년 2월 4일). “Facebook's Timeline: 15 Years In”. 《월스트리트 저널》. ISSN 0099-9660. 2019년 2월 6일에 확인함.
131. ↑  “Facebook”. Facebook. 2014년 8월 4일에 확인함.
132. ↑  “Facebook Offers $500 Bounty for Reporting Bugs: Why So Cheap”. 《PC Magazine》. 2015년 1월 18일에 확인함.
133. ↑  Bug Bounty, ((Facebook)). “Facebook Bug Bounty”. Facebook Security. 2014년 4월 3일에 확인함.
134. ↑  Schroeder, Stan (2008년 8월 26일). “Facebook's 100 Million Users: How Much are They Worth?”. 《매셔블》. 2017년 6월 4일에 확인함.
135. ↑  Wauters, Robin (2010년 7월 21일). “Zuckerberg Makes It Official: Facebook Hits 500 Million Members”. 《테크크런치》. AOL. 2017년 6월 4일에 확인함.
136. ↑  Arthur, Charles; Kiss, Jemima (2010년 7월 21일). “Facebook reaches 500 million users”. 《가디언》. 2017년 3월 23일에 확인함.
137. ↑  Smith, Aaron; Segal, Laurie; Cowley, Stacy (2012년 10월 4일). “Facebook reaches one billion users”. 《CNN》. 2017년 6월 4일에 확인함.
138. ↑  Kiss, Jemima (2012년 10월 4일). “Facebook hits 1 billion users a month”. 《가디언》. 2017년 6월 4일에 확인함.
139. ↑  Ionescu, Daniel (2012년 10월 4일). “Facebook rules the social networking world with 1 billion users”. 《PC 월드》. 인터내셔널 데이터 그룹. 2017년 6월 4일에 확인함.
140. ↑  Welch, Chris (2017년 6월 27일). “Facebook crosses 2 billion monthly users”. 《더 버지》. 복스 미디어. 2017년 6월 27일에 확인함.
141. ↑  Constine, Josh (2017년 6월 27일). “Facebook now has 2 billion monthly users ... and responsibility”. 《테크크런치》. AOL. 2017년 7월 1일에 확인함.
142. ↑  Cohen, David (2015년 11월 6일). “Facebook Changes Definition of Monthly Active Users”. 《애드위크》. Beringer Capital. 2017년 6월 4일에 확인함.
143. 1 2  Abrar Al-Heeti, Facebook lost 15 million US users in the past two years, report says, CNET (March 6, 2019).
144. 1 2  Nick Statt, Facebook's US user base declined by 15 million since 2017, according to survey, The Verge (March 6, 2019).
145. ↑  “Facebook: Daily active users fall for first time in 18-year history”. 《BBC 뉴스》. 2022년 2월 3일.
146. ↑  “Daily Facebook users up again after first-ever decline”. 《BBC 뉴스》. 2022년 4월 27일.
147. ↑  Heaven, Will (2011년 6월 14일). “Is this the beginning of the end for Facebook?”. 《데일리 텔레그래프》. 2012년 3월 14일에 원본 문서에서 보존된 문서.
148. ↑  Silverman, Matt (2012년 6월 13일). “The End of Facebook: What Will It Take to Kill the King of Social?”. 《매셔블》 (영어).
149. ↑  Bilton, Nick (2017년 10월 27일). “This Could Be the End of Facebook”. 《배너티 페어 (잡지)》 (영어).
150. ↑  “December Data on Facebook's US Growth by Age and Gender: Beyond 100 Million – Inside Facebook”. 《Inside Facebook》. 2010년 1월 4일. 2014년 11월 3일에 원본 문서에서 보존된 문서. 2014년 10월 7일에 확인함.
151. ↑  “Facebook Users, Stats, Data, Trends, and More”. 《DataReportal – Global Digital Insights》 (영국 영어). 2024년 6월 14일에 확인함.
152. ↑  Khan, Aarzu (2018년 8월 19일). “Number of Facebook Monthly Active Users Worldwide, By Region – DGraph”. 《Dazeinfo》. 2019년 2월 4일에 확인함.
153. ↑  Wirter, Staff (2024년 8월 5일). “Brazil court bans global access to social media accounts”. 도이체 벨레. 2024년 8월 5일에 확인함.
154. ↑  Wauters, Robin (2009년 7월 7일). “China Blocks Access To Twitter, Facebook After Riots”. 《테크크런치》. AOL. 2017년 6월 3일에 확인함.
155. ↑  “Iranian government blocks Facebook access”. 《가디언》. 2009년 5월 24일. 2017년 6월 3일에 확인함.
156. ↑  “MAP: Here Are the Countries That Block Facebook, Twitter, and YouTube”. 《마더 존스》. 2014년 3월 28일.
157. ↑  Walsh, Declan (2010년 5월 31일). “Pakistan lifts Facebook ban but 'blasphemous' pages stay hidden”. 《가디언》.
158. ↑  “Syria Restores Access to Facebook and YouTube”. 《뉴욕 타임스》. 2011년 2월 9일. 2011년 2월 10일에 원본 문서에서 보존된 문서.
159. ↑  “Facebook to be banned in Papua New Guinea for a month”. 《BBC 뉴스》. 2018년 5월 29일. 2018년 5월 30일에 확인함.
160. ↑  Kaya Yurieff (2019년 12월 18일). “Instagram influencers can no longer promote vaping and guns”. 《CNN》. 2019년 12월 19일에 확인함.
161. ↑  Aspen, Maria (2008년 2월 11일). “How Sticky Is Membership on Facebook? Just Try Breaking Free”. 《뉴욕 타임스》. 2008년 2월 12일에 원본 문서에서 보존된 문서. 2017년 6월 3일에 확인함.
162. ↑  Anthony, Sebastian (2014년 3월 19일). “Facebook's facial recognition software is now as accurate as the human brain, but what now?”. 《익스트림테크》 (지프 데이비스). 2017년 6월 3일에 확인함.
163. ↑  Gannes, Liz (2011년 6월 8일). “Facebook facial recognition prompts EU privacy probe”. 《CNET》. CBS 인터랙티브. 2017년 6월 3일에 확인함.
164. ↑  Robinson, Bill (2014년 2월 10일). “Facebook: The World's Biggest Waste of Time?”. 《허프포스트》. 2018년 3월 3일에 확인함.
165. ↑  Friedman, Matt (2013년 3월 21일). “Bill to ban companies from asking about job candidates' Facebook accounts is headed to governor”. 《NJ.com》. 어드밴스 디지털. 2017년 6월 3일에 확인함.
166. ↑  Wauters, Robin (2010년 9월 16일). “Greenpeace Slams Zuckerberg For Making Facebook A "So Coal Network" (Video)”. 《테크크런치》. AOL. 2017년 6월 3일에 확인함.
167. ↑  Neate, Rupert (2012년 12월 23일). “Facebook paid £2.9m tax on £840m profits made outside US, figures show”. 《가디언》. 2017년 6월 3일에 확인함.
168. ↑  Grinberg, Emanuella (2014년 9월 18일). “Facebook 'real name' policy stirs questions around identity”. 《CNN》. 2017년 6월 3일에 확인함.
169. ↑  Doshi, Vidhi (2016년 7월 19일). “Facebook under fire for 'censoring' Kashmir-related posts and accounts”. 《가디언》. 2017년 6월 3일에 확인함.
170. ↑  Arrington, Michael (2007년 11월 22일). “Is Facebook Really Censoring Search When It Suits Them?”. 《테크크런치》. AOL. 2017년 6월 3일에 확인함.
171. ↑  Greenwald, Glenn; MacAskill, Ewen (2013년 6월 7일). “NSA Prism program taps in to user data of Apple, Google and others”. 《가디언》. 2017년 6월 3일에 확인함.
172. ↑  “Paradise Papers reveal hidden wealth of global elite”. 《익스프레스 트리뷴》. 2017년 11월 6일.
173. ↑  “How Facebook Breeds Jealousy”. 《시커 (미디어 회사)》. 그룹 나인 미디어. 2010년 2월 10일. 2017년 6월 3일에 확인함.
174. ↑  Matyszczyk, Chris (2009년 8월 11일). “Study: Facebook makes lovers jealous”. 《CNET》. CBS 인터랙티브. 2017년 6월 3일에 확인함.
175. ↑  Ngak, Chenda (2012년 11월 27일). “Facebook may cause stress, study says”. 《CBS 뉴스》. CBS (미국의 방송사). 2017년 6월 3일에 확인함.
176. ↑  Smith, Dave (2015년 11월 13일). “Quitting Facebook will make you happier and less stressed, study says”. 《비즈니스 인사이더》. 악셀 슈프링어 SE. 2017년 6월 3일에 확인함.
177. ↑  Bugeja, Michael J. (2006년 1월 23일). “Facing the Facebook”. 《크로니클 오브 하이어 에듀케이션》. 2008년 2월 20일에 원본 문서에서 보존된 문서. 2017년 6월 3일에 확인함.
178. ↑  Hough, Andrew (2011년 4월 8일). “Student 'addiction' to technology 'similar to drug cravings', study finds”. 《데일리 텔레그래프》. 2022년 1월 10일에 원본 문서에서 보존된 문서. 2017년 6월 3일에 확인함.
179. ↑  “Facebook and Twitter 'more addictive than tobacco and alcohol'”. 《데일리 텔레그래프》. 2012년 2월 1일. 2015년 2월 16일에 원본 문서에서 보존된 문서. 2017년 6월 3일에 확인함.
180. ↑  Kaufmann, Renee; Buckner, Marjorie M.; Ledbetter, Andrew M. (2017년 8월 3일). 《Having Fun on Facebook?: Mothers' Enjoyment as a Moderator of Mental Health and Facebook Use》. 《Health Communication》 (영어) 32. 1014–1023쪽. doi:10.1080/10410236.2016.1196513. ISSN 1041-0236. PMID 27463860. S2CID 25726659.
181. ↑  Osnos, Evan (2018년 9월 17일). “Can Mark Zuckerberg Fix Facebook Before It Breaks Democracy?”. 《더 뉴요커》. 2018년 9월 15일에 확인함.
182. ↑  Setalvad, Ariha (2015년 8월 7일). “Why Facebook's video theft problem can't last”. 《더 버지》. 복스 미디어. 2017년 6월 3일에 확인함.
183. ↑  “Facebook, Twitter and Google grilled by MPs over hate speech”. 《BBC 뉴스》. 2017년 3월 14일. 2017년 6월 3일에 확인함.
184. ↑  Toor, Amar (2015년 9월 15일). “Facebook will work with Germany to combat anti-refugee hate speech”. 《더 버지》. 복스 미디어. 2017년 6월 3일에 확인함.
185. ↑  Sherwell, Philip (2011년 10월 16일). “Cyber anarchists blamed for unleashing a series of Facebook 'rape pages'”. 《데일리 텔레그래프》. 2022년 1월 10일에 원본 문서에서 보존된 문서. 2017년 6월 3일에 확인함.
186. ↑  “20,000 Israelis sue Facebook for ignoring Palestinian incitement”. 《타임스 오브 이스라엘》. 2015년 10월 27일. 2017년 6월 3일에 확인함.
187. ↑  “Israel: Facebook's Zuckerberg has blood of slain Israeli teen on his hands”. 《타임스 오브 이스라엘》. 2016년 7월 2일. 2017년 6월 3일에 확인함.
188. ↑  Burke, Samuel (2016년 11월 19일). “Zuckerberg: Facebook will develop tools to fight fake news”. 《CNN》. 2017년 6월 3일에 확인함.
189. ↑  Staff, Our Foreign (2017년 6월 1일). “Hillary Clinton says Facebook 'must prevent fake news from creating a new reality'”. 《데일리 텔레그래프》. 2022년 1월 10일에 원본 문서에서 보존된 문서. 2017년 6월 3일에 확인함.
190. ↑  Fiegerman, Seth (2017년 5월 9일). “Facebook's global fight against fake news”. 《CNN》. 2017년 6월 3일에 확인함.
191. ↑  Grinberg, Emanuella; Said, Samira (2017년 3월 22일). “Police: At least 40 people watched teen's sexual assault on Facebook Live”. 《CNN》. 2017년 6월 3일에 확인함.
192. ↑  Grinberg, Emanuella (2017년 1월 5일). “Chicago torture: Facebook Live video leads to 4 arrests”. 《CNN》. 2017년 6월 3일에 확인함.
193. ↑  Sulleyman, Aatif (2017년 4월 27일). “Facebook Live killings: Why the criticism has been harsh”. 《인디펜던트》. 2017년 6월 3일에 확인함.
194. ↑  Medrano, Kastalia (2018년 1월 25일). “Facebook Spreads Viral Fake News Story About Vaccines”. 《뉴스위크》.
195. ↑  “Facebook will not remove fake news – but will 'demote' it”. 《BBC 뉴스》. 2018년 7월 13일.
196. ↑  Funke, Daniel (2019년 3월 6일). “Forget fake news stories. False text posts are getting massive engagement on Facebook.”. 《Ponyter》.
197. ↑  “Sri Lanka Riots: Sri Lanka imposes nationwide curfew after anti-Muslim riots”. 《타임스 오브 인디아》. 로이터. 2019년 5월 13일. 2019년 5월 14일에 확인함.
198. ↑  “Sri Lanka blocks social media after worst anti-Muslim violence since Easter Sunday attacks”. 《더 내셔널》. 2019년 5월 13일. 2019년 5월 14일에 확인함.
199. 1 2  Sullivan, Mark (2019년 5월 23일). “Facebook catches 3 billion fake accounts, but the ones it misses are the real problem”. 《패스트 컴퍼니》.
200. ↑  Cox, Kate (2019년 7월 25일). “The FTC is investigating Facebook. Again”. 《아르스 테크니카》. 2019년 8월 11일에 확인함.
201. ↑  “Facebook still being used to arrange fake reviews – Which?”. 《BBC 뉴스》. 2023년 4월 21일. 2025년 4월 10일에 확인함.
202. 1 2 3  Ingram, David; Fioretti, Julia (2018년 3월 29일). “Facebook cuts ties to data brokers in blow to targeted ads”. 《로이터》. 2019년 2월 5일에 확인함.
203. ↑  Simpson, David; Brown, Pamela (2013년 9월 30일). “NSA mines Facebook, including Americans' profiles”. 《CNN》. 2013년 9월 30일에 확인함.
204. ↑  Johnson, Kevin; Martin, Scott; O'Donnell, Jayne; Winter, Michael (2013년 6월 15일). “Reports: NSA Siphons Data from 9 Major Net Firms”. 《USA 투데이》. 2013년 6월 7일에 원본 문서에서 보존된 문서. 2013년 6월 6일에 확인함.
205. ↑  “Facebook Settles FTC Charges That It Deceived Consumers By Failing To Keep Privacy Promises”. 《연방거래위원회》. 2011년 11월 29일. 2011년 11월 29일에 확인함.
206. ↑  “Social networks: can robots violate user privacy?”. 2013년 8월 27일. 2013년 9월 3일에 원본 문서에서 보존된 문서. 2014년 1월 5일에 확인함.
207. ↑  Van Grove, Jennifer (2014년 1월 2일). “Facebook sued for allegedly intercepting private messages”. 《CNET》. CBS 인터랙티브. 2015년 3월 16일에 확인함.
208. ↑  “Facebook bug set 14 million users' sharing settings to public”. 2018년 6월 7일. 2018년 6월 7일에 확인함.
209. ↑  “Facebook confirms data-sharing agreements with Chinese firms”. 2018년 6월 6일.
210. ↑  “Millions of Facebook Records Found On Amazon Servers”. 《Hack Hex》. 2019년 4월 4일. 2019년 6월 4일에 원본 문서에서 보존된 문서. 2019년 6월 4일에 확인함.
211. ↑  “Facebook confirms 419 m phone numbers exposed in latest privacy lapse”. 《가디언》. 2019년 9월 5일. 2019년 9월 7일에 확인함.
212. ↑  Reaz, Shaer (2020년 8월 28일). “Cutting ties with a giant: Viber CEO on Facebook relations and #StopHateForProfit”. 《더 데일리 스타 (방글라데시)》. 2020년 9월 27일에 확인함.
213. ↑  “We're proud to join #StopHateForProfit”. 《모질라 코퍼레이션》. 모질라 재단. 2020년 6월 24일. 2020년 9월 27일에 확인함.
214. ↑  Keegan, Jon (2024년 1월 17일). “Each Facebook User Is Monitored by Thousands of Companies”. 《컨슈머 리포트》.
215. ↑  Franceschi-Bicchierai, Lorenzo (2024년 3월 26일). “Facebook snooped on users' Snapchat traffic in secret project, documents reveal”. 《테크크런치》. 2024년 3월 26일에 확인함.
216. ↑  “Facebook faces US investigation for 'systemic' racial bias in hiring”. 《가디언》. 2021년 3월 6일. 2021년 3월 6일에 확인함.
217. 1 2  Brandom, Russell (2018년 4월 11일). “Shadow profiles are the biggest flaw in Facebook's privacy defense”. 《더 버지》. 2019년 6월 28일에 확인함.
218. ↑  Baig, Edward C. “How Facebook can have your data even if you're not on Facebook”. 《USA 투데이》. 2018년 4월 13일에 확인함.
219. ↑  Hill, Kashmir (2017년 11월 7일). “How Facebook Figures Out Everyone You've Ever Met”. 《기즈모도》. 2019년 6월 28일에 확인함.
220. ↑  Lewis, Paul; Wong, Julia Carrie (2018년 3월 18일). “Facebook employs psychologist whose firm sold data to Cambridge Analytica”. 《가디언》. 2018년 3월 20일에 확인함.
221. ↑  Franceschi-Bicchierai, Lorenzo (2018년 3월 19일). “Why We're Not Calling the Cambridge Analytica Story a 'Data Breach'”. 《마더보드》. 2018년 3월 20일에 확인함.
222. 1 2  Rosenberg, Matthew; Confessore, Nicholas; Cadwalladr, Carole (2018년 3월 17일). “How Trump Consultants Exploited the Facebook Data of Millions”. 《뉴욕 타임스》.
223. ↑  Timberg, Craig; Romm, Tony (2018년 3월 18일). “Facebook may have violated FTC privacy deal, say former federal officials, triggering risk of massive fines”. 《워싱턴 포스트》. ISSN 0190-8286. 2018년 3월 25일에 확인함.
224. ↑  “UK High Court grants Cambridge Analytica search warrant to ICO”. 《CNBC》. 2018년 3월 23일. 2018년 3월 23일에 원본 문서에서 보존된 문서. 2018년 3월 23일에 확인함.
225. ↑  “Facebook boss apologises in newspaper ads”. 《BBC 뉴스》. 2018년 3월 25일. 2018년 3월 25일에 확인함.
226. ↑  Ivanova, Irina (2018년 3월 26일). “Facebook stock rebounds after FTC investigation news”. 《CBS 뉴스》. 2018년 3월 26일에 확인함.
227. ↑  Feiner, Lauren (2019년 4월 24일). “Facebook estimates up to $5 billion loss in FTC privacy inquiry”. 《CNBC》. 2019년 4월 25일에 확인함.
228. ↑  “FTC Imposes $5 Billion Penalty and Sweeping New Privacy Restrictions on Facebook”. 《연방거래위원회》 (영어). 2019년 7월 24일. 2023년 7월 21일에 원본 문서에서 보존된 문서. 2023년 8월 12일에 확인함.
229. ↑  “FTC Sues Cambridge Analytica, Settles with Former CEO and App Developer”. 《연방거래위원회》 (영어). 2019년 7월 23일. 2022년 6월 13일에 원본 문서에서 보존된 문서. 2023년 8월 12일에 확인함.
230. ↑  Solon, Olivia (2018년 4월 12일). “Fact-checking Mark Zuckerberg's testimony about Facebook privacy”. 《가디언》. 2018년 6월 29일에 확인함.
231. ↑  “Zuckerberg says Facebook will offer GDPR privacy controls everywhere”. 《테크크런치》. 2018년 4월 4일에 확인함.
232. ↑  Brodkin, Jon (2018년 4월 12일). “Facebook exits anti-privacy alliance it formed with Comcast and Google”. 《아르스 테크니카》. 2018년 4월 13일에 확인함.
233. ↑  “Facebook Data Scandal: When Obama Harvested Facebook Data On Millions To Win In 2012, Everyone Cheered”. 《인베스터즈 비즈니스 데일리》 (미국 영어). 2018년 3월 19일. 2024년 5월 17일에 원본 문서에서 보존된 문서. 2025년 3월 8일에 확인함.
234. 1 2  Leetaru, Kalev (2018년 3월 19일). “Why Are We Only Now Talking About Facebook And Elections?”. 《포브스》 (영어). 2025년 3월 8일에 확인함.
235. 1 2  Craw, Victoria (2018년 3월 21일). “Former Obama campaign boss reveals they could access 'creepy' data” (영국 영어). news.com.au. 2022년 2월 17일에 원본 문서에서 보존된 문서. 2025년 3월 8일에 확인함.
236. ↑  Tobias, Manuela (2018년 3월 22일). “Comparing Facebook data use by Obama, Cambridge Analytica”. 폴리티팩트. 2019년 5월 24일에 확인함.
237. 1 2  Fowler, Geoffrey A. (2019년 7월 19일). “Perspective | I found your data. It's for sale.”. 《워싱턴 포스트》 (미국 영어). ISSN 0190-8286. 2024년 4월 3일에 확인함.
238. ↑  Goodin, Dan (2019년 7월 18일). “My browser, the spy: How extensions slurped up browsing histories from 4M users”. 《아르스 테크니카》 (미국 영어). 2024년 4월 3일에 확인함.
239. 1 2 3  Jadali, Sam (2019년 7월 18일). “DataSpii – A global catastrophic data leak via browser extensions”. 《Security with Sam》 (미국 영어). 2024년 4월 3일에 확인함.
240. ↑  “Google, Firefox Browser Extensions Expose Data of 4 Million People”. 《컨슈머 리포트》 (미국 영어). 2019년 7월 19일. 2024년 4월 3일에 확인함.
241. ↑  Goodin, Dan (2019년 7월 18일). “More on DataSpii: How extensions hide their data grabs—and how they're discovered”. 《아르스 테크니카》 (미국 영어). 2024년 4월 3일에 확인함.
242. ↑  “Everything you need to know about Facebook's data breach affecting 50M users”. 《테크크런치》. 2018년 10월 2일에 확인함.
243. ↑  Isaac, Mike; Frenkel, Sheera (2018년 9월 28일). “Facebook Security Breach Exposes Accounts of 50 Million Users”. 《뉴욕 타임스》. 2018년 9월 28일에 원본 문서에서 보존된 문서. 2018년 9월 29일에 확인함.
244. ↑  Wong, Julia Carrie (2018년 9월 28일). “Facebook says nearly 50 m users compromised in huge security breach”. 《가디언》. 2018년 9월 29일에 확인함.
245. ↑  “Not Tens of Thousands, But Millions of Instagram Passwords Exposed, Admits Facebook”. 《News18》. 2019년 4월 19일. 2019년 4월 19일에 확인함.
246. ↑  Ghoshal, Abhimanyu (2019년 12월 20일). “267 million Facebook users' data has reportedly been leaked”. 《더 넥스트 웹》 (미국 영어). 2019년 12월 21일에 확인함.
247. ↑  “Facebook's Twitter account hacked”. 《NBC 뉴스》. 2020년 2월 7일에 확인함.
248. ↑  “Another huge data breach, another stony silence from Facebook”. 《가디언》. 2021년 4월 11일. 2021년 4월 21일에 확인함.
249. ↑  Lovejoy, Ben (2024년 9월 27일). “Up to 600 million Facebook and Instagram passwords stored in plain text”. 《9to5Mac》. 2024년 9월 29일에 확인함.
250. ↑  Morris, Betsy; Seetharaman, Deepa (2017년 8월 9일). “The New Copycats: How Facebook Squashes Competition From Startups”. 《월스트리트 저널》. ISSN 0099-9660. 2017년 8월 15일에 확인함.
251. ↑  “The New Copycats: How Facebook Squashes -2-”. 《폭스 비즈니스》. 2017년 8월 9일. 2017년 8월 15일에 확인함.
252. ↑  “Facebook knew about Snap's struggles months before the public”. 《엔가젯》. 2017년 8월 13일. 2017년 8월 15일에 확인함.
253. ↑  “Apple makes Facebook pull its spyware(ish) VPN from the App Store”. 《패스트 컴퍼니》. 2018년 8월 23일. 2018년 9월 3일에 확인함.
254. ↑  McKay, Tom (2018년 8월 22일). “Facebook Pulls Its Data-Harvesting Onavo VPN From App Store After Apple Says It Violates Rules”. 《기즈모도》. 2018년 9월 3일에 확인함.
255. ↑  Morse, Jack (2018년 8월 22일). “Facebook to pull its creepy VPN Onavo from App Store after Apple pushback”. 《매셔블》. 2018년 9월 3일에 확인함.
256. ↑  “Apple removed Facebook's Onavo from the App Store for gathering app data”. 《테크크런치》. 2018년 8월 23일에 확인함.
257. ↑  “Facebook will pull its data-collecting VPN app from the App Store over privacy concerns”. 《더 버지》. 2018년 8월 23일에 확인함.
258. ↑  Spadafora, Anthony (2020년 12월 16일). “Facebook sued for using VPN to spy on users”. 《테크레이더》 (영어). 2021년 1월 7일에 확인함.
259. ↑  Duckett, Chris (2020년 12월 16일). “Facebook dragged to court by ACCC over deceptive VPN conduct allegations”. 《ZDNet》 (영어). 2021년 1월 7일에 확인함.
260. ↑  Laura, Bremner (2019년 1월 29일). “Facebook pays teens to install VPN that spies on them”. 《PcSite》. 2019년 1월 30일에 확인함.
261. 1 2  Wagner, Kurt (2019년 1월 30일). “Apple says it's banning Facebook's research app that collects users' personal information”. 《Recode》. 2019년 1월 30일에 확인함.
262. ↑  Warren, Tom (2019년 1월 30일). “Apple blocks Facebook from running its internal iOS apps”. 《더 버지》. 2019년 1월 30일에 확인함.
263. ↑  Isaac, Mike (2019년 1월 31일). “Apple Shows Facebook Who Has the Power in an App Dispute”. 《뉴욕 타임스》. ISSN 0362-4331. 2019년 2월 1일에 원본 문서에서 보존된 문서. 2019년 2월 2일에 확인함 – NYTimes.com 경유.
264. ↑  Gallagher, Sean (2018년 3월 24일). “Facebook scraped call, text message data for years from Android phones [Updated]”. 《아르스 테크니카》. 2019년 1월 31일에 확인함.
265. ↑  Rosenberg, Adam (2018년 3월 25일). “Facebook's app has been collecting Android phone data for years on some devices”. 《매셔블》. 2019년 2월 6일에 확인함.
266. ↑  Facebook has been collecting call history and SMS data from Android devices 더 버지
267. ↑  “Android users file lawsuit against Facebook for invasion of privacy”. 《jurist.org》. 2018년 5월 11일.
268. ↑  Buckner, Gabriella (2018년 5월 14일). “Facebook faces class action lawsuit for Android call and message data scraping”. 《itpro.co.uk》. 2019년 2월 7일에 확인함.
269. ↑  “Off-Facebook Activity”. 《Facebook for Business》.
270. ↑  Fowler, Geoffrey A. “Facebook will now show you exactly how it stalks you – even when you're not using Facebook”. 《워싱턴 포스트》.
271. ↑  “Facebook continuing to surveil teens for ads, says report”. 《테크크런치》 (미국 영어). 2021년 11월 16일. 2021년 11월 16일에 확인함.
272. ↑  Naomi Nix (2021년 7월 27일). “Facebook Reduces Advertising Targeting for Teenagers”. 《블룸버그 뉴스》. 2021년 11월 16일에 확인함.
273. ↑  Klar, Rebecca (2021년 7월 27일). “Facebook, Instagram to limit targeted ads for teen users”. 《더 힐 (신문)》 (영어). 2021년 11월 16일에 확인함.
274. ↑  Bowie, Norman E.; Schnieder, Meg (2011년 2월 9일). 《Business Ethics For Dummies》. John Wiley & Sons. ISBN 978-1-118-02062-3.
275. 1 2  Hempel, Jessi (2018년 3월 30일). “A Short History of Facebook's Privacy Gaffes”. 《와이어드》. ISSN 1059-1028. 2019년 2월 6일에 확인함.
276. ↑  Statt, Nick (2018년 3월 25일). “Mark Zuckerberg apologizes for Facebook's data privacy scandal in full-page newspaper ads”. 《더 버지》. 2020년 12월 24일에 원본 문서에서 보존된 문서. 2019년 2월 6일에 확인함.
277. ↑  “Social Media/polls Show Low Trust in Facebook”. 《www.digitaltrends.com》. 2018년 3월 26일. 2019년 2월 6일에 확인함.
278. ↑  Christofides, E.; Muise, A.; Desmarais, S. (2010년 3월 31일). “Privacy and Disclosure on Facebook: Youth & Adults' Information Disclosure and Perceptions of Privacy Risks – Contributions Program 2009–2010”. 《www.priv.gc.ca》. Office of the Privacy Commissioner of. 2019년 2월 6일에 확인함.
279. ↑  Wong, Julia Carrie (2017년 12월 12일). “Former Facebook executive: social media is ripping society apart”. 《가디언》. ISSN 0261-3077. 2019년 2월 6일에 확인함.
280. ↑  Roose, Kevin (2018년 7월 27일). “Facebook and YouTube Give Alex Jones a Wrist Slap”. 《뉴욕 타임스》. 2018년 7월 27일에 원본 문서에서 보존된 문서. 2018년 8월 4일에 확인함.
281. ↑  Mackey, Robert (2014년 8월 26일). “Borne by Facebook, Conspiracy Theory That U.S. Created ISIS Spreads Across Middle East”. 《뉴욕 타임스》 (미국 영어). ISSN 0362-4331. 2022년 4월 15일에 확인함.
282. ↑  Gowen, Annie; Bearak, Max. “Fake news on Facebook fans the flames of hate against the Rohingya in Burma”. 《워싱턴 포스트》. 2018년 8월 4일에 확인함.
283. ↑  Mozur, Paul (2018년 10월 15일). “A Genocide Incited on Facebook, With Posts From Myanmar's Military”. 《뉴욕 타임스》 (미국 영어). ISSN 0362-4331. 2022년 4월 15일에 확인함.
284. ↑  Waldman, Scott. “Climate Denial Spreads on Facebook as Scientists Face Restrictions”. 《사이언티픽 아메리칸》 (영어). E&E 뉴스. 2020년 8월 6일에 확인함.
285. ↑  Guynn, Jessica. “Climate change denial on Facebook, YouTube, Twitter and TikTok is 'as bad as ever'”. 《USA 투데이》 (미국 영어). 2022년 4월 15일에 확인함.
286. ↑  Waldman, Scott (2022년 2월 23일). “Climate denial still flourishes on Facebook — report”. 《E&E 뉴스》 (미국 영어). 2022년 4월 15일에 확인함.
287. ↑  Pozner, Leonard; Rosa, Veronique De La; Pozner, parents of Noah (2018년 7월 25일). “An open letter to Mark Zuckerberg from the parents of a Sandy Hook victim”. 《가디언》. 2018년 8월 4일에 확인함.
288. ↑  Taub, Amanda; Fisher, Max (2018년 8월 21일). “Facebook Fueled Anti-Refugee Attacks in Germany, New Research Suggests”. 《뉴욕 타임스》. 2018년 8월 21일에 원본 문서에서 보존된 문서. 2018년 8월 21일에 확인함.
289. ↑  MMller, Karsten; Schwarz, Carlo (2017). 《Fanning the Flames of Hate: Social Media and Hate Crime》. 《SSRN Working Paper Series》. doi:10.2139/ssrn.3082972. ISSN 1556-5068. S2CID 19194580. SSRN 3082972.
290. ↑  Beauchamp, Zack (2019년 1월 22일). “Social media is rotting democracy from within”. 복스 미디어. 2019년 1월 25일에 원본 문서에서 보존된 문서.
291. ↑  Etter, Lauren (2017년 12월 7일). “What Happens When the Government Uses Facebook as a Weapon?”. 블룸버그 뉴스. 2019년 1월 24일에 원본 문서에서 보존된 문서.
292. ↑  Hunt, Elle (2017년 3월 22일). “'Disputed by multiple fact-checkers': Facebook rolls out new alert to combat fake news”. 《가디언》. 2019년 11월 4일에 확인함.
293. ↑  Sherman, Amy. “In phony Facebook ad, Warren said most TV networks will refuse ads with a 'lie' but that's wrong”. 《폴리티팩트》. 2019년 11월 4일에 확인함.
294. 1 2  Levin, Sam (2018년 12월 13일). “'They don't care': Facebook factchecking in disarray as journalists push to cut ties”. 《가디언》 (영어). San Francisco. 2022년 4월 15일에 확인함.
295. ↑  Scola, Nancy (2019년 5월 24일). “Facebook on fake Pelosi video: Being 'false' isn't enough for removal”. 《폴리티코》.
296. ↑  Frenkel, Sheera (2018년 7월 18일). “Facebook to Remove Misinformation That Leads to Violence”. 《뉴욕 타임스》. 2018년 7월 18일에 원본 문서에서 보존된 문서. 2018년 8월 9일에 확인함.
297. 1 2 3 4 5 6  Darcy, Oliver (2018년 7월 20일). “Facebook's rhetoric on misinformation doesn't match its actions”. 《CNN 비즈니스》. 2018년 8월 4일에 확인함.
298. ↑  Darcy, Oliver (2019년 5월 2일). “Facebook bans Louis Farrakhan, Milo Yiannopoulos, InfoWars and others from its platforms as 'dangerous'”. 《CNN》.
299. ↑  Michael Cappetta and Ben Collins (2019년 5월 2일). “Alex Jones, Louis Farrakhan, others banned from Facebook and Instagram”. 《NBC 뉴스》.
300. ↑  Newton, Casey (2020년 5월 12일). “Facebook will pay $52 million in settlement with moderators who developed PTSD on the job”. 《더 버지》 (영어). 2020년 5월 13일에 확인함.
301. ↑  Newton, Casey (2019년 2월 25일). “The secret lives of Facebook moderators in America”. 《더 버지》 (영어). 2020년 5월 16일에 확인함.
302. ↑  “Facebook Content Moderators Win $52m Compensation Settlement”. 《ModeratorRights.com》 (미국 영어). 2020년 5월 13일. 2020년 5월 13일에 확인함.
303. ↑  “Thailand takes first legal action against Facebook, Twitter over content”. 《로이터》. 2020년 9월 24일. 2020년 9월 24일에 확인함.
304. 1 2 3  Bing, Chris; Schechtman, Joel (2024년 6월 14일). “Pentagon Ran Secret Anti-Vax Campaign to Undermine China during Pandemic”. 《로이터》.
305. ↑  Toropin, Konstantin (2024년 6월 14일). “Pentagon Stands by Secret Anti-Vaccination Disinformation Campaign in Philippines After Reuters Report”. 《밀리터리닷컴》 (영어). 2024년 6월 14일에 원본 문서에서 보존된 문서. 2024년 6월 19일에 확인함.
306. ↑  “Mail Bomber Cesar Sayoc Threatened Me on Facebook – Volokh Conspiracy”. 2018년 10월 27일.
307. ↑  “Pakistani PM asks Facebook CEO to ban Islamophobic content”. 《로이터》. 2020년 10월 25일. 2020년 10월 25일에 확인함.
308. ↑  Grenoble, Ryan (2020년 10월 12일). “Facebook Decides Holocaust Denial Content Is Bad, Actually”. 《허프포스트》 (영어). 2020년 10월 12일에 확인함.
309. 1 2  Carter, Camden (2022년 10월 13일). “Meta is still profiting off ads that use the anti-LGBTQ 'groomer' slur, despite the platform's ban”. 《미디어 매터스》. 2022년 10월 22일에 확인함.
310. ↑  Assunção, Muri (2022년 10월 14일). “Facebook parent company Meta still cashing in on ads using anti-LGBTQ slur 'groomers' despite platform's ban: report”. 《데일리 뉴스 (뉴욕)》. 2022년 10월 22일에 확인함.
311. ↑  Wakefield, Lily (2022년 10월 14일). “Facebook has made thousands from hateful 'groomer' adverts in 2022”. 《핑크뉴스》. 2022년 10월 22일에 확인함.
312. ↑  Villarreal, Daniel (2022년 10월 14일). “Facebook & Instagram are making money off ads calling LGBTQ people 'groomers' despite policy”. 《LGBTQ 네이션》. 2022년 10월 22일에 확인함.
313. ↑  Baker-White, Emily. “Facebook And Instagram Are Full Of Violent Erotica Ads From ByteDance- And Tencent-Backed Apps”. 《포브스》 (영어). 2022년 9월 30일에 확인함.
314. ↑  Kelly, Heather (2018년 7월 18일). “Mark Zuckerberg clarifies his Holocaust comments”. 《CNN머니》. 2018년 8월 4일에 확인함.
315. 1 2  “Media – both on the left and right – are pressing Facebook to define what journalism is”. 《Recode》. 2018년 8월 4일에 확인함.
316. ↑  Kosoff, Maya. “Why Facebook Won't Actually Ban Fake News”. 《더 하이브》. 2018년 8월 4일에 확인함.
317. ↑  “Facebook Said Alex Jones' Threatening Rant Against Robert Mueller Doesn't Violate Its Rules”. 《버즈피드 뉴스》. 2023년 4월 30일에 원본 문서에서 보존된 문서. 2018년 8월 4일에 확인함.
318. ↑  Darcy, Oliver. “Facebook suspends personal profile of InfoWars founder Alex Jones”. 《CNN 비즈니스》. 2018년 8월 4일에 확인함.
319. ↑  Ross, Jamie (2018년 8월 6일). “Facebook and Apple iTunes Ban Alex Jones as Internet Giants Silence Infowars”. 《더 데일리 비스트》. 2018년 8월 6일에 확인함.
320. 1 2  《Ex-Facebook employee on the company's dangerous loophole: 'Autocrats don't bother to hide'》 (영어), 2021년 4월 11일, 2021년 12월 19일에 원본 문서에서 보존된 문서, 2021년 4월 15일에 확인함
321. 1 2  Wong, Julia Carrie (2021년 4월 12일). “How Facebook let fake engagement distort global politics: a whistleblower's account”. 《가디언》 (영국 영어). ISSN 0261-3077. 2021년 4월 15일에 확인함.
322. 1 2  “Revealed: the Facebook loophole that lets world leaders deceive and harass their citizens”. 《가디언》. 2021년 4월 12일.
323. ↑  Gleicher, Nathaniel; Rodriguez, Oscar (2018년 10월 11일). “Removing Additional Inauthentic Activity from Facebook”. Facebook Newsroom. 2019년 5월 27일에 확인함.
324. ↑  “Snowden Docs: British Spies Used Sex and 'Dirty Tricks'”. 《NBC 뉴스》. 2014년 2월 7일.
325. ↑  “Snowden leaks: GCHQ 'attacked Anonymous' hackers”. 《BBC 뉴스》. 2014년 2월 5일.
326. ↑  “China's 'troll factory' targeting Taiwan with disinformation prior to election”. 《타이완 뉴스》. 2018년 5월 11일.
327. ↑  “Trolls, bots and shutdowns: This is how Turkey manipulates public opinion”. 《아발》. 2017년 11월 17일. 2020년 11월 11일에 원본 문서에서 보존된 문서. 2019년 5월 27일에 확인함.
328. ↑  “Jewish Internet Defense Force 'seizes control' of anti-Israel Facebook group”. 《예루살렘 포스트》. 2008년 7월 29일.
329. ↑  “Social media manipulation rising globally, new report warns”. 옥스퍼드 대학교. 2018년 7월 20일.
330. ↑  “Facebook: Most political trolls are American, not Russian”. 《데일리 텔레그래프》. 2018년 10월 12일. 2022년 1월 10일에 원본 문서에서 보존된 문서.
331. ↑  “Facebook suspends five accounts, including that of a social media researcher, for misleading tactics in Alabama election”. 《워싱턴 포스트》. 2018년 12월 22일.
332. ↑  “Democratic operatives created fake Russian bots designed to link Kremlin to Roy Moore in Alabama race”. 《폭스 뉴스》. 2018년 12월 20일.
333. ↑  “Facebook Says It Removed 783 Accounts Tied to an Iranian Manipulation Campaign”. 《포춘 (잡지)》. 2019년 1월 31일.
334. ↑  “China is using Facebook to build a huge audience around the world”. 《이코노미스트》. 2019년 4월 20일. ISSN 0013-0613. 2023년 8월 19일에 확인함. Facebook pages usually gain followers when people share posts with their friends. Chinese outlets receive far fewer shares than Western ones do, which implies that they use some other tactic to amass fans. Facebook has already accused Chinese actors of skulduggery. In March it sued four Chinese firms, which it said had sold "fake accounts, likes and followers".
335. ↑  Madowo, Larry (2019년 5월 24일). “Is Facebook undermining democracy in Africa?”. 2019년 6월 8일에 확인함.
336. ↑  Debre, Isabel; Satter, Raphael (2019년 5월 16일). “'Change reality': Facebook busts Israel-based campaign to disrupt elections”. 《The Sydney Morning Herald》. 2019년 6월 8일에 확인함.
337. ↑  “Removing Coordinated Inauthentic Behavior From Israel | Facebook Newsroom”. 2019년 5월 16일. 2019년 6월 8일에 확인함.
338. ↑  O'Sullivan, Donie; Gold, Hadas (2019년 5월 16일). “Facebook says Israeli company used fake accounts to target African elections”. CNN Business. 《CNN》. 2019년 6월 8일에 확인함.
339. ↑  Needleman, Sarah E. (2019년 5월 16일). “Facebook Bans Israeli Firm Over Fake Political Activity”. 《월스트리트 저널》. ISSN 0099-9660. 2019년 6월 8일에 확인함.
340. ↑  Romo, Vanessa; Held, Amy (2019년 5월 23일). “Facebook Removed Nearly 3.4 Billion Fake Accounts in 6 Months”. 《내셔널 퍼블릭 라디오》 (내셔널 퍼블릭 라디오). 2019년 5월 23일에 확인함.
341. ↑  “Facebook removes fake accounts from Thailand, Russia, Ukraine, Honduras”. 《로이터》. 2019년 7월 25일에 확인함.
342. ↑  “Russia blocks access to Facebook”. 《테크크런치》 (미국 영어). 2022년 3월 4일. 2022년 3월 4일에 확인함.
343. ↑  “Facebook deletes accounts of workers at NSO Israeli firm”. 《Quds News Network》. November 2019. 2020년 8월 17일에 원본 문서에서 보존된 문서. 2019년 11월 1일에 확인함.
344. ↑  Romm, Tony (2020년 5월 12일). “Facebook Helps Launch American Edge, a Dark-Money Advocacy Group for Big Tech”. 《워싱턴 포스트》 (미국 영어). 2020년 5월 12일에 확인함.
345. ↑  Wheeler, Tom (2022년 6월 15일). “History repeats itself with Big Tech's misleading advertising”. 브루킹스 연구소. 2023년 8월 26일에 확인함.
346. ↑  “Facebook prepares legal action against Thai government's order to block group”. 《CNN International》. 2020년 8월 24일. 2020년 8월 25일에 확인함.
347. ↑  Collins, Ben; Zadrozny, Brandy (2020년 5월 20일). “Troll farms from North Macedonia and the Philippines pushed coronavirus disinformation on Facebook”. 《NBC News》.
348. ↑  “Troll farms reached 140 million Americans a month on Facebook before 2020 election, internal report shows”. 《MIT Technology Review》 (영어).
349. ↑  “Facebook removes main page of Myanmar military for 'incitement of violence'”. 《ABC News》. 2021년 2월 21일. 2021년 2월 21일에 확인함.
350. ↑  “Facebook bans Myanmar military accounts from its platforms, citing coup”. 《France 24》. 2021년 2월 25일. 2021년 2월 25일에 확인함.
351. ↑  “Opinion: Fact-Checking Facebook's Fact Checkers”. 《월스트리트 저널》. 2021년 3월 5일. ISSN 0099-9660. 2021년 3월 7일에 확인함.
352. ↑  “Facebook guidelines allow for users to call for death of public figures”. 《the Guardian》 (영어). 2021년 3월 23일. 2021년 3월 23일에 확인함.
353. ↑  “Facebook leak underscores strategy to operate in repressive regimes”. 《the Guardian》 (영어). 2021년 3월 23일. 2021년 3월 25일에 확인함.
354. ↑  Brewster, Thomas (2021년 2월 7일). “Sheryl Sandberg Downplayed Facebook's Role In The Capitol Hill Siege—Justice Department Files Tell A Very Different Story”. 《Forbes》 (영어). 2022년 3월 9일에 확인함.
355. ↑  Timberg, Craig; Dwoskin, Elizabeth; Albergotti, Reed (2021년 10월 22일). “Inside Facebook, Jan. 6 violence fueled anger, regret over missed warning signs”. 《워싱턴 포스트》 (영어). 2022년 3월 9일에 확인함.
356. ↑  “Internet Research Agency indicted: Who is the Russian company behind the fake Facebook ads?”. 《폭스 뉴스》. 2018년 2월 16일.
357. ↑  “13 Russians Indicted as Mueller Reveals Effort to Aid Trump Campaign”. 《뉴욕 타임스》. 2018년 2월 16일. 2018년 2월 16일에 원본 문서에서 보존된 문서.
358. ↑  “Exposing Russia's Effort to Sow Discord Online: The Internet Research Agency and Advertisements”. 《intelligence.house.gov》. Permanent Select Committee on Intelligence. 2021년 1월 28일에 원본 문서에서 보존된 문서. 2019년 5월 27일에 확인함.
359. ↑  Seetharaman, Deepa; Tau, Byron; Harris, Shane (2017년 9월 15일). “Facebook Gave Special Counsel Robert Mueller More Details on Russian Ad Buys Than Congress”. 《월스트리트 저널》. ISSN 0099-9660. 2017년 9월 15일에 확인함.
360. ↑  “Facebook sold $100,000 of political ads to fake Russian accounts during 2016 US election”. 《인디펜던트》. 2017년 9월 6일. 2019년 5월 24일에 확인함.
361. ↑  “Facebook Says Russian Accounts Bought $100,000 in Ads During the 2016 Election”. 《타임》. 2017년 9월 6일.
362. ↑  “New Studies Show Pundits Are Wrong About Russian Social-Media Involvement in US Politics”. 《The Nation》. 2018년 12월 28일. 2019년 6월 3일에 원본 문서에서 보존된 문서. 2019년 6월 2일에 확인함.
363. ↑  Castillo, Michelle (2017년 9월 6일). “Facebook gave special counsel Robert Mueller data on Russian ads, report says”. 《CNBC》. 2017년 9월 7일에 확인함.
364. ↑  Leonnig, Carol D.; Dwoskin, Elizabeth; Timberg, Craig (2017년 9월 18일). “Facebook's openness on Russia questioned by congressional investigators”. 《워싱턴 포스트》. ISSN 0190-8286. 2017년 9월 19일에 확인함.
365. ↑  “Russians trolls organized a protest in the US”. 《CNN》. 2018년 6월 25일.
366. ↑  “Did Russian hackers organize Philando Castile protest? Activists say no”. 《Star Tribune》. 2017년 11월 1일.
367. ↑  Collins, Ben; Poulsen, Kevin; Ackerman, Spencer (2017년 9월 12일). “Exclusive: Russia Used Facebook Events to Organize Anti-Immigrant Rallies on U.S. Soil”. 《더 데일리 비스트》. 2017년 9월 12일에 확인함.
368. ↑  “Shuttered Facebook group that organized anti-Clinton, anti-immigrant rallies across Texas was linked to Russia”. 《비즈니스 인사이더》. 2017년 9월 13일에 원본 문서에서 보존된 문서. 2017년 9월 14일에 확인함.
369. ↑  "Russians Staged Rallies For and Against Trump to Promote Discord, Indictment Says". 포춘. February 17, 2018.
370. ↑  Collins, Ben; Resnick, Gideon; Poulsen, Kevin; Ackerman, Spencer (2017년 9월 20일). “Exclusive: Russians Appear to Use Facebook to Push Trump Rallies in 17 U.S. Cities”. 《더 데일리 비스트》. 2017년 9월 20일에 확인함.
371. ↑  Entous, Adam; Timberg, Craig; Dwoskin, Elizabeth (2017년 9월 25일). “Russian operatives used Facebook ads to exploit divisions over black political activism and Muslims”. 《워싱턴 포스트》. ISSN 0190-8286. 2017년 9월 25일에 확인함.
372. ↑  "Exclusive: Russian-bought Black Lives Matter ad on Facebook targeted Baltimore and Ferguson". CNN. September 28, 2017.
373. ↑  Collins, Ben; Poulsen, Kevin; Ackerman, Spencer (2017년 9월 27일). “Exclusive: Russians Impersonated Real American Muslims to Stir Chaos on Facebook and Instagram”. 《더 데일리 비스트》. 2017년 9월 28일에 확인함.
374. ↑  Shinal, John (2017년 9월 27일). “Mark Zuckerberg responds to Trump, regrets he dismissed election concerns”. 《CNBC》. 2017년 9월 27일에 확인함.
375. ↑  "Kremlin-owned Firms Linked to Major Investments in Twitter and Facebook". International Consortium of Investigative Journalists – ICIJ. November 5, 2017.
376. ↑  Drucker, Jesse (2017년 11월 5일). “Kremlin Cash Behind Billionaire's Twitter and Facebook Investments”. 《뉴욕 타임스》. ISSN 0362-4331. 2017년 11월 5일에 원본 문서에서 보존된 문서. 2017년 11월 6일에 확인함.
377. ↑  “Disinformation and 'fake news': Final Report”. 《publications.parliament.uk》. Digital, Culture, Media and Sport Committee – House of Commons. 2019년 5월 24일에 확인함.
378. ↑  Gleicher, Nathaniel (2019년 1월 17일). “Removing Coordinated Inauthentic Behavior from Russia”. Facebook Newsroom. 2019년 5월 24일에 확인함.
379. ↑  Cuthbertson, Antony (2019년 3월 26일). “Facebook removes thousands more Russian accounts”. 《인디펜던트》. 2019년 5월 24일에 확인함.
380. ↑  “Disinformation and 'fake news': Interim Report”. 《publications.parliament.uk》. Digital, Culture, Media and Sport Committee – House of Commons.
381. ↑  Cadwalladr, Carole (2018년 7월 28일). “A withering verdict: MPs report on Zuckerberg, Russia and Cambridge Analytica”. 《옵서버》. 2019년 5월 24일에 확인함.
382. 1 2  “Facebook labelled 'digital gangsters' by report on fake news”. 《the Guardian》 (영어). 2019년 2월 18일. 2020년 9월 24일에 확인함.
383. ↑  “NBC News, to Claim Russia Supports Tulsi Gabbard, Relies on Firm Just Caught Fabricating Russia Data for the Democratic Party”. 《The Intercept》. 2019년 2월 3일.
384. ↑  “Secret Experiment in Alabama Senate Race Imitated Russian Tactics”. 《뉴욕 타임스》. 2018년 12월 19일. 2018년 12월 20일에 원본 문서에서 보존된 문서.
385. ↑  “Removing Myanmar Military Officials From Facebook”. Facebook Newsroom. 2018년 8월 28일. 2019년 5월 27일에 확인함.
386. ↑  Mozur, Paul (2018년 10월 15일). “A Genocide Incited on Facebook, With Posts From Myanmar's Military”. 《뉴욕 타임스》. 2019년 5월 27일에 확인함.
387. ↑  “The Past and Future of Facebook and BJP's Mutually Beneficial Relationship”. 《The Wire》.
388. ↑  “A Facebook Executive Who Shared An Anti-Muslim Post Has Apologized To Employees”. 《BuzzFeed News》 (영어). 2020년 8월 24일. 2023년 4월 26일에 원본 문서에서 보존된 문서. 2020년 9월 2일에 확인함.
389. ↑  Ellis-Petersen, Hannah; Rahman, Shaikh Azizur (2020년 9월 1일). “Facebook faces grilling by MPs in India over anti-Muslim hate speech”. 《가디언》 (영국 영어). ISSN 0261-3077. 2020년 9월 2일에 확인함.
390. 1 2  “Watch | Why Did Facebook Not Remove BJP-Linked Anti-Muslim Hate Posts?”. 《The Wire》. 2020년 9월 1일에 확인함.
391. ↑  Horwitz, Jeff; Purnell, Newley (2020년 8월 30일). “Facebook Executive Supported India's Modi, Disparaged Opposition in Internal Messages”. 《월스트리트 저널》 (미국 영어). ISSN 0099-9660. 2020년 9월 1일에 확인함.
392. ↑  “New Report Says Facebook's Ankhi Das Supported Modi, Hoped for BJP's Victory”. 《The Wire》. 2020년 9월 1일에 확인함.
393. ↑  Purnell, Newley; Horwitz, Jeff (2020년 8월 14일). “Facebook's Hate-Speech Rules Collide With Indian Politics”. 《월스트리트 저널》 (미국 영어). ISSN 0099-9660. 2020년 8월 16일에 확인함.
394. ↑  Staff Reporter (2020년 8월 31일). “Assembly panel alleges role of Facebook in Delhi riots”. 《The Hindu》 (영어). ISSN 0971-751X. 2020년 9월 2일에 확인함.
395. ↑  Deol, Taran (2020년 8월 31일). “Delhi assembly panel wants Facebook named co-accused in communal riots, hints at 'conspiracy'”. 《ThePrint》 (미국 영어). 2020년 9월 2일에 확인함.
396. ↑  “Facebook India VP moves Supreme Court against Delhi Assembly panel summoning him”. 《mint》 (영어). 2020년 9월 22일. 2021년 7월 5일에 확인함.
397. ↑  “Delhi riots | Supreme Court grants relief to Facebook official”. 《The Hindu》 (영어). 2020년 9월 23일. ISSN 0971-751X. 2021년 7월 5일에 확인함.
398. ↑  “SC orders stay on summons to Facebook India V–P by Delhi Assembly panel on riots”. 《ThePrint》. 2020년 9월 23일.
399. ↑  “Centre backs Facebook in SC row with Delhi Assembly over summons”. 《The Economic Times》. 2021년 7월 5일에 확인함.
400. ↑  “'Facebook, Twitter can't be accountable to state assemblies': Centre to SC”. 《Hindustan Times》 (영어). 2021년 2월 18일. 2021년 7월 9일에 확인함.
401. ↑  “[Delhi Riots] Committee formed by Delhi Assembly to probe social media giants' omissions unconstitutional: Centre, Facebook tell Supreme Court”. 《Bar and Bench – Indian Legal news》 (영어). 2021년 2월 2일. 2021년 7월 9일에 확인함.
402. ↑  “"Expansion Of Power Through Backdoor": Facebook Boss On Delhi Summons”. 《NDTV.com》. 2021년 7월 9일에 확인함.
403. ↑  “Facebook asked to appear before Delhi assembly panel, Supreme Court refuses to quash summons”. 《The Indian Express》 (영어). 2021년 7월 8일. 2021년 7월 9일에 확인함.
404. ↑  Menn, Joseph; Shih, Gerry (2023년 9월 26일). “Under India's pressure, Facebook let propaganda and hate speech thrive”. 《워싱턴 포스트》.
405. ↑  Bissell, Tom (2019년 1월 29일). “An Anti-Facebook Manifesto, by an Early Facebook Investor”. 《뉴욕 타임스》. 2019년 1월 29일에 원본 문서에서 보존된 문서.
406. ↑  Schneider, Nathan; Cheadle, Harry (2018년 3월 27일). “It's Time for Mark Zuckerberg to Give Up Control of Facebook”. 《Vice》. 2023년 11월 3일에 원본 문서에서 보존된 문서.
407. ↑  Brown, Shelby (2019년 5월 9일). “Facebook co-founder Chris Hughes calls for company's breakup”. 《CNET》. 2023년 4월 28일에 원본 문서에서 보존된 문서.
408. ↑  Hughes, Chris (2019년 5월 9일). “It's Time to Break Up Facebook”. 《뉴욕 타임스》. 2019년 5월 9일에 원본 문서에서 보존된 문서.
409. ↑  Brown, Shelby. “More politicians side with Facebook co-founder on breaking up company”. 《CNET》.
410. ↑  Collins, Katie. “EU competition commissioner: Facebook breakup would be 'last resort'”. 《CNET》.
411. ↑  Stewart, Emily (2023년 1월 26일). “The death of the customer service hotline”. 《Vox》. 2024년 6월 23일에 확인함.
412. ↑  “How small claims court became Meta's customer service hotline”. 《Engadget》. 2024년 6월 20일. 2024년 6월 23일에 확인함.
413. ↑  Farivar, Cyrus (2016년 1월 7일). “Appeals court upholds deal allowing kids' images in Facebook ads”. 《아르스 테크니카》. Condé Nast. 2017년 6월 3일에 확인함.
414. ↑  Levine, Dan; Oreskovic, Alexei (2012년 3월 12일). “Yahoo sues Facebook for infringing 10 patents”. 《로이터》. Thomson Reuters. 2017년 6월 3일에 확인함.
415. ↑  Wagner, Kurt (2017년 2월 1일). “Facebook lost its Oculus lawsuit and has to pay $500 million”. 《리코드》. 복스 미디어. 2017년 6월 3일에 확인함.
416. ↑  Brandom, Rusell (2016년 5월 19일). “Lawsuit claims Facebook illegally scanned private messages”. 《더버지》. 복스 미디어. 2017년 6월 3일에 확인함.
417. ↑  Tryhorn, Chris (2007년 7월 25일). “Facebook in court over ownership”. 《The Guardian》. 2017년 6월 3일에 확인함.
418. ↑  Michels, Scott (2007년 7월 20일). “Facebook Founder Accused of Stealing Idea for Site”. 《ABC 뉴스》. ABC. 2017년 6월 3일에 확인함.
419. ↑  Carlson, Nicholas (2010년 3월 5일). “How Mark Zuckerberg Hacked into Rival ConnectU In 2004”. 《Business Insider》. Axel Springer SE. 2017년 6월 3일에 확인함.
420. ↑  “BlackBerry to Facebook: You stole our messaging technology”. 《폭스 뉴스》. 2018년 3월 7일. 2018년 3월 8일에 확인함.
421. ↑  Whitcomb, Dan. “Woman sues Facebook, claims site enabled sex trafficking”. 《로이터》. 2018년 10월 4일에 확인함.
422. ↑  Whitcomb, Dan. “Facebook, responding to lawsuit, says sex trafficking banned on site”. 《로이터》. 2018년 10월 4일에 확인함.
423. ↑  Jolly, Bradley (2019년 1월 21일). “Refugee 'waterboarded' by bullies to sue Facebook over Tommy Robinson claims”. 《Mirror》.
424. ↑  Halliday, Josh (2019년 1월 21일). “Bullied Syrian schoolboy to sue Facebook over Tommy Robinson claims”. 《가디언》.
425. ↑  Statt, Nick; Brandom, Russell (2020년 12월 9일). “The FTC is suing Facebook to unwind its acquisitions of Instagram and WhatsApp”. 《더버지》. 2020년 12월 9일에 확인함.
426. ↑  Swartz, Jon (2020년 12월 9일). “Facebook hit with antitrust suits from FTC, 48 AGs to 'unwind' Instagram, WhatsApp transactions”. 《마켓워치》. 2020년 12월 9일에 확인함.
427. ↑  Rosemain, Mathieu (2022년 1월 6일). “Google hit with 150 mln euro French fine for cookie breaches”. 《로이터》 (영어). 2022년 1월 6일에 확인함.
428. 1 2 3 4  Thompson, Elizabeth (2023년 1월 4일). “Class-action lawsuit against Facebook claiming discrimination gets the green light”. 《캐나다 방송 협회》 (영어) (Quebec: CBC). 2023년 1월 10일에 확인함.
429. ↑  Roth, Emma (2023년 9월 25일). “Facebook can be sued over biased ad algorithm, says court”. 《The Verge》 (영어). 2024년 6월 23일에 확인함.
430. 1 2  Gebelhoff, Robert (2019년 5월 8일). “Facebook is becoming a vast digital graveyard – and a gift to the future”. 《워싱턴 포스트》. 2019년 5월 8일에 원본 문서에서 보존된 문서. 2019년 7월 16일에 확인함.
431. ↑  Levin, Jonathan (2013). 〈The Economics of Internet Markets〉.   Acemoglu, Daron; Arellano, Manuel; Dekel, Eddie. 《Advances in Economics and Econometrics》 (PDF). 48–75쪽. doi:10.1017/CBO9781139060011.003. ISBN 978-1-139-06001-1. S2CID 37187854. 2017년 8월 8일에 원본 문서 (PDF)에서 보존된 문서. 2020년 9월 2일에 확인함.
432. ↑  “Greenpeace Declares Victory Over Facebook Data Centers”. 《Wired》. 2011년 12월 15일. 2018년 8월 14일에 확인함.
433. ↑  “Achieving our goal: 100% renewable energy for our global operations”. 《Tech at Meta》. 2021년 4월 15일.
434. ↑  “Facebook reaches its target of using 100 percent renewable energy”. 《Engadget》. 2021년 4월 15일.
435. ↑  “The Facebook App Economy” (PDF). University of Maryland. 2011년 9월 19일. 2020년 3월 1일에 원본 문서 (PDF)에서 보존된 문서. 2017년 6월 25일에 확인함.
436. ↑  “Facebook extends lead as news gateway: Study – The Economic Times”. 《The Economic Times》. 2016년 5월 26일. 2016년 5월 27일에 확인함.
437. ↑  Acampa, S.; Crescentini, N.; Padricelli, G. M. (2023). 《Between alternative and traditional social platforms: The case of gab in exploring the narratives on the pandemic and vaccines》. 《Frontiers in Sociology》 8. doi:10.3389/fsoc.2023.1143263. PMC 10390321 |pmc= 값 확인 필요 (도움말). PMID 37534329.
438. ↑  Ellison, Nicole B.; Steinfield, Charles; Lampe, Cliff (2007). 《The Benefits of Facebook "Friends:" Social Capital and College Students' Use of Online Social Network Sites》. 《Journal of Computer-Mediated Communication》 12. 1143–1168쪽. doi:10.1111/j.1083-6101.2007.00367.x.
439. ↑  Marche, Stephen (May 2012). “Is Facebook Making Us Lonely?”. 《디 애틀랜틱》. 2012년 5월 31일에 원본 문서에서 보존된 문서. 2022년 12월 3일에 확인함.
440. ↑  Konnikova, Maria (2013년 9월 10일). Yorker.com/tech/elements/how-facebook-makes-us-unhappy “How Facebook Makes Us Unhappy” |url= 값 확인 필요 (도움말). 《더 뉴요커》 (Condé Nast). 2017년 12월 15일에 확인함.
441. ↑  Dent, Grace (2017년 3월 6일). “Social media is full of sad, lonely people pretending they're OK and perfectly fine attention-seekers pretending to be sad”. 《The Independent》. 2017년 12월 15일에 확인함.
442. ↑  Sifferlin, Alexandra (2013년 1월 24일). “Why Facebook Makes You Feel Bad About Yourself”. 《타임》. 2017년 12월 15일에 확인함.
443. ↑  Hobson, Katherine (2017년 3월 6일). “Feeling Lonely? Too Much Time On Social Media May Be Why”. 《내셔널 퍼블릭 라디오》. 2017년 12월 15일에 확인함.
444. ↑  Goldsmith, Belinda (2013년 1월 22일). “RPT-Is Facebook envy making you miserable?”. 《로이터》. Thomson Reuters. 2017년 7월 13일에 확인함.
445. 1 2  Kelly, Heather (2013년 8월 15일). “Study: Using Facebook can make you sad”. 《CNN》. 2017년 7월 13일에 확인함.
446. ↑  Flacy, Mike (2012년 1월 22일). “Study: Why Facebook is making people sad”. 《디지털 트렌즈》. 2017년 7월 13일에 확인함.
447. ↑  Sachs, Wendy (2012년 2월 8일). “Facebook Envy: How Cruising Can Kill Self Esteem”. 《허프포스트》. AOL. 2017년 7월 13일에 확인함.
448. ↑  Usigan, Ysolt (2011년 8월 29일). “Facebook makes teens narcissistic, anxious and depressed – but also nice, social and engaged”. 《CBS News》. CBS. 2017년 12월 15일에 확인함.
449. ↑  Newton, Casey (2017년 12월 15일). “Facebook says 'passively consuming' the News Feed will make you feel worse about yourself”. 《더버지》. 복스 미디어. 2017년 12월 15일에 확인함.
450. ↑  Allcott, Hunt; Braghieri, Luca; Eichmeyer, Sarah; Gentzkow, Matthew (2020). 《The Welfare Effects of Social Media》 (PDF). 《American Economic Review》 (영어) 110. 629–676쪽. doi:10.1257/aer.20190658. ISSN 0002-8282.
451. ↑  Brodzinsky, Sibylla (2008년 2월 4일). “Facebook used to target Colombia's FARC with global rally”. 《The Christian Science Monitor》 (Boston). 2010년 8월 1일에 확인함.
452. ↑  Roberts, Laura (2010년 8월 21일). “North Korea joins Facebook”. 《텔레그래프》 (London). 2022년 1월 10일에 원본 문서에서 보존된 문서. 2010년 8월 22일에 확인함.
453. ↑  Sutter, John D. (2011년 2월 21일). “The faces of Egypt's 'Revolution 2.0'”. 《CNN》. 2011년 2월 21일에 원본 문서에서 보존된 문서. 2013년 6월 7일에 확인함.
454. ↑  Hauslohner, Abigail (2011년 1월 24일). “Is Egypt About to Have a Facebook Revolution?”. 《타임》 (New York). 2011년 1월 25일에 원본 문서에서 보존된 문서. 2013년 6월 7일에 확인함.
455. ↑  Kessler, Sarah (2011년 1월 26일). “Facebook & Twitter Both Blocked in Egypt”. 《매셔블》. 2013년 6월 7일에 확인함.
456. ↑  Agencies, Suzi Dixon and (2011년 8월 4일). “Facebook 'used to hunt down Bahrain dissidents'”. 2022년 1월 10일에 원본 문서에서 보존된 문서. 2015년 9월 24일에 확인함.
457. ↑  Johnson, Luke (2011년 9월 26일). “Facebook forms its own Political Action Committee”. 《허프포스트》. 2011년 9월 27일에 확인함.
458. ↑  Nagesh, Gautham (2011년 9월 26일). “Facebook to form its own PAC to back political candidates”. 《더 힐》 (Washington DC). 2011년 9월 27일에 확인함.
459. ↑  “Kobani Kurds Use Facebook To Recruit Foreign Fighters in Struggle Against IS”. 《Radio Free Europe/Radio Liberty》. 2014년 11월 13일.
460. ↑  “Frontline Isis: The Real Story of Narin Afrini and the Kurdish Female 'Lions' Terrorising Islamic State”. 《International Business Times UK》. 2014년 10월 15일.
461. ↑  Quattrociocchi, Walter; Uzzi, Brian; Caldarelli, Guido; Scala, Antonio; Puliga, Michelangelo; Vicario, Michela Del; Zollo, Fabiana; Bessi, Alessandro (2016년 8월 23일). 《Users Polarization on Facebook and Youtube》. 《PLOS ONE》 11. e0159641쪽. arXiv:1604.02705. Bibcode:2016PLoSO..1159641B. doi:10.1371/journal.pone.0159641. ISSN 1932-6203. PMC 4994967. PMID 27551783.
462. ↑  Solon, Olivia (2016년 11월 10일). “Facebook's failure: did fake news and polarized politics get Trump elected?”. 《가디언》. 2019년 5월 24일에 확인함.
463. ↑  “The country where Facebook posts whipped up hate”. 《BBC 뉴스》. 2018년 9월 12일. 2019년 5월 24일에 확인함.
464. ↑  Mozur, Paul (2018년 10월 15일). “A Genocide Incited on Facebook, With Posts From Myanmar's Military”. 《뉴욕 타임스》. 2019년 5월 24일에 확인함.
465. ↑  “ABC News Joins Forces With Facebook”. 《ABC 뉴스》. 2007년 12월 18일. 2010년 3월 23일에 확인함.
466. ↑  Minor, Doug (2007년 11월 29일). “Saint Anselm to Host ABC Debates Jan. 5”. Saint Anselm College blog. 2017년 10월 9일에 원본 문서에서 보존된 문서. 2010년 7월 18일에 확인함.
467. ↑  Bradley, Tahman (2007년 12월 12일). “Republicans Lead off ABC News, WMUR-TV and Facebook Back-To-Back Debates in New Hampshire”. 《Political Radar blog》 (ABC 뉴스). 2011년 5월 11일에 원본 문서에서 보존된 문서. 2010년 3월 23일에 확인함.
468. ↑  Callahan, Ezra (2008년 1월 5일). “Tune in to the ABC News/Facebook Debates, Tonight 7 pm/6c on ABC”. Facebook Blog. 2010년 3월 23일에 확인함.
469. ↑  Goldman, Russell (2007년 1월 5일). “Facebook Gives Snapshot of Voter Sentiment”. 《ABC 뉴스》. 2010년 3월 23일에 확인함.
470. ↑  Sullivan, Michelle (2008년 11월 3일). “Facebook Effect Mobilizes Youth Vote”. 《CBS 뉴스》. 2010년 3월 23일에 확인함.
471. ↑  Carlisle, Juliet E.; Patton, Robert C. (2013년 1월 1일). 《Is Social Media Changing How We Understand Political Engagement? An Analysis of Facebook and the 2008 Presidential Election》. 《Political Research Quarterly》 66. 883–895쪽. doi:10.1177/1065912913482758. JSTOR 23612065. S2CID 154739808.
472. ↑  Skogerbø, Eli; Krumsvik, Arne H. (2015년 5월 4일). 《Newspapers, Facebook and Twitter》 (PDF). 《Journalism Practice》 9. 350–366쪽. doi:10.1080/17512786.2014.950471. hdl:10852/41249. S2CID 145344499.
473. ↑  Bossetta, Michael (March 2018). 《The Digital Architectures of Social Media: Comparing Political Campaigning on Facebook, Twitter, Instagram, and Snapchat in the 2016 U.S. Election》. 《Journalism & Mass Communication Quarterly》 95. 471–496쪽. arXiv:1904.07333. doi:10.1177/1077699018763307.
474. ↑  Angwin, Julia; Varner, Madeleine; Tobin, Ariana (2017년 9월 14일). “Facebook Enabled Advertisers to Reach 'Jew Haters' – ProPublica”. 《ProPublica》. 2017년 9월 14일에 확인함.
475. ↑  Brady, Henry E. (2019년 5월 11일). 《The Challenge of Big Data and Data Science》. 《Annual Review of Political Science》 (영어) 22. 297–323쪽. doi:10.1146/annurev-polisci-090216-023229. ISSN 1094-2939.
476. ↑  Gleit, Naomi (오류: #time을 너무 많이 호출했습니다.). “Celebrating National Voter Registration Day With a Week of Action”. 《Facebook》. 2020년 9월 24일에 확인함.
477. ↑  “Facebook bans Trump-affiliated data firm Cambridge Analytica”. 《newsobserver》. 2018년 3월 17일에 원본 문서에서 보존된 문서. 2018년 3월 17일에 확인함.
478. ↑  Cadwalladr, Carole (2018년 3월 18일). “'I made Steve Bannon's psychological warfare tool': meet the data war whistleblower”. 《가디언》. ISSN 0261-3077. 2018년 3월 18일에 확인함.
479. ↑  “Why Facebook's political-ad ban is taking on the wrong problem”. 《Technology Review》. 오류: #time을 너무 많이 호출했습니다.에 확인함.
480. ↑  Swint, Brian (오류: #time을 너무 많이 호출했습니다.). “Trump Complicates the Story on TikTok. Meta Platforms Stock Is Falling.”. 《Barron's》. 오류: #time을 너무 많이 호출했습니다.에 확인함.
481. ↑  Ananth, Venkat (오류: #time을 너무 많이 호출했습니다.). “Facebook takes down Pakistan military backed pages targeting India ahead of LS polls”. 《The Economic Times》. 오류: #time을 너무 많이 호출했습니다.에 확인함.
482. ↑  “Facebook Removes Nearly 700 Pages Linked to Congress Ahead of Polls”. 《News18》. April 2019. 오류: #time을 너무 많이 호출했습니다.에 확인함.
483. ↑  Nicole, Kristen (오류: #time을 너무 많이 호출했습니다.). “I Can So "Facebook" You Now (and be gramatically [sic] correct)”. 《매셔블》. 2010년 3월 23일에 확인함.
484. ↑  “Unfriend is New Oxford dictionary's Word of the Year”. 《USA 투데이》 (Washington DC). 오류: #time을 너무 많이 호출했습니다.. 오류: #time을 너무 많이 호출했습니다.에 확인함.
485. ↑  “Internet.org”. 《English》. 오류: #time을 너무 많이 호출했습니다.. 오류: #time을 너무 많이 호출했습니다.에 확인함.
486. 1 2  “Facebook's Internet.org has connected almost 100M to the 'internet'”. 《테크크런치》. 2019년 5월 13일에 확인함.
487. ↑  Solon, Olivia (오류: #time을 너무 많이 호출했습니다.). “'It's digital colonialism': how Facebook's free internet service has failed its users”. 《가디언》. ISSN 0261-3077. 2019년 5월 13일에 확인함.
488. ↑  Rodriguez, Salvador (2021년 2월 18일). “Facebook will debunk myths about climate change, stepping further into 'arbiter of truth' role”. CNBC. 오류: #time을 너무 많이 호출했습니다.에 확인함.